# Gran Hermano (programa de televisión español)
Gran Hermano (también conocido por sus siglas GH) es un reality show español producido por Zeppelin TV y emitido en Telecinco desde el 23 de abril de 2000.El formato es la adaptación española de Big Brother y fue el primer programa de telerrealidad en emitirse en España, obteniendo en su estreno un 36,5% de cuota de pantalla y siendo líder de audiencia en casi todas sus ediciones.Además, es el reality con más ediciones de la historia.
El concurso se basa en un grupo de concursantes anónimos que conviven en una casa aislada del exterior y totalmente equipada de cámaras y micrófonos para grabar lo que sucede. Este dura unos tres meses y, durante este tiempo, los participantes deben intentar superar las nominaciones de sus compañeros hasta conseguir el premio final, a menos que la audiencia decida expulsarlos en caso de estar nominados. El formato fue creado por el neerlandés John de Mol y desarrollado por su productora, Endemol. Ha sido emitido en más de 70 países, reportando a la compañía audiovisual importantes beneficios.
Hasta la actualidad se han emitido diecinueve ediciones del formato original, todas ellas en Telecinco, cadena que ostenta los derechos de emisión en España. A raíz de éxito del formato, Telecinco realizó diferentes versiones del formato, como es el caso —desde el año 2004— de Gran Hermano VIP la versión del programa con famosos, que va por la octava edición. Más tarde, en el año 2010, se estrenó El Reencuentro, del que se realizaron dos ediciones, la primera con parejas de concursantes de Gran Hermano que se reencontraron de nuevo en la casa para saldar cuentas pendientes, y la segunda con concursantes de diferentes realities de Telecinco. En las dos ediciones se concursaba en pareja. Del mismo modo, en 2019, llegó Gran Hermano Dúo, una variante del formato en la que participarían famosos por parejas que va por la tercera edición.
Durante los meses de emisión del concurso, Gran Hermano 24 horas está disponible en Internet a través de Mediaset Infinity, (antes Mitele), la plataforma de televisión en línea de Mediaset España. Se trata de un canal de telerrealidad que conecta las 24 horas del día con el concurso.

## Equipo

### Presentadores
| Temporada               | Año         | Galas                | Resumen diários      | Debates                       | Última hora                 | Límite 48h                  |
| ----------------------- | ----------- | -------------------- | -------------------- | ----------------------------- | --------------------------- | --------------------------- |
| Gran Hermano            | 2000        | Mercedes Milá        | Fernando Acaso       |                               |                             |                             |
| Gran Hermano 2          | 2001        | Mercedes Milá        | Fernando Acaso       |                               |                             |                             |
| Gran Hermano 3          | 2002        | Pepe Navarro         | Paula Vázquez        |                               |                             |                             |
| Gran Hermano 4          | 2002 - 2003 | Mercedes Milá        | Jorge Fernández      | Jesús Vázquez                 |                             |                             |
| Gran Hermano 5          | 2003 - 2004 | Mercedes Milá        | Carolina Ferre       | Jesús Vázquez                 |                             |                             |
| Gran Hermano 6          | 2004        | Mercedes Milá        | Óscar Martínez       | Jordi González                |                             |                             |
| Gran Hermano 7          | 2005 - 2006 | Mercedes Milá        |                      | Jordi González                |                             |                             |
| Gran Hermano 8          | 2006        | Mercedes Milá        | Lucía Riaño          | Jordi González                |                             |                             |
| Gran Hermano 9          | 2007        | Mercedes Milá        | Óscar Martínez       | Jordi González                |                             |                             |
| Gran Hermano 10         | 2008 - 2009 | Mercedes Milá        | Jorge Javier Vázquez | Jorge Javier Vázquez          |                             |                             |
| Gran Hermano 11         | 2009 - 2010 | Mercedes Milá        |                      | Jordi González                |                             |                             |
| Gran Hermano 12         | 2010 - 2011 | Mercedes Milá        | Lorena Castell       | Jordi González Lorena Castell |                             |                             |
| Gran Hermano 12+1       | 2012        | Mercedes Milá        |                      | Jordi González                |                             |                             |
| Gran Hermano Catorce    | 2013        | Mercedes Milá        | Frank Blanco         |                               |                             |                             |
| Gran Hermano 15         | 2014        | Mercedes Milá        | Jordi González       | Jordi González                |                             |                             |
| Gran Hermano 16         | 2015        | Mercedes Milá        | Jordi González       | Jordi González                | Jordi González Lara Álvarez |                             |
| Gran Hermano 17         | 2016        | Jorge Javier Vázquez | Lara Álvarez         | Jordi González                | Jordi González Lara Álvarez | Jordi González Lara Álvarez |
| Gran Hermano Revolution | 2017        | Jorge Javier Vázquez |                      | Jordi González                | Sandra Barneda              |                             |
| Gran Hermano 19         | 2024        | Jorge Javier Vázquez | Mitele Plus          | Ion Aramendi                  | Laura MadrueñoFrank Blanco  | Jorge Javier Vázquez        |
| Gran Hermano 20         | 2025 - 2026 | Jorge Javier Vázquez | Mediaset Infinity    | Ion Aramendi                  | TBA                         | Carlos Sobera               |

## Gran Hermano(2000)
- 23 de abril de 2000-21 de julio de 2000 (89 días).

En el concurso entraron 10 concursantes, pero cuatro de ellos abandonaron por motivos diferentes (dos de ellos porque sus parejas habían sido expulsadas, otro por el fallecimiento de su padre y la última porque una revista de tirada nacional difundió que había ejercido la prostitución), por lo que tuvieron que entrar a la casa el mismo número de reservas.
La primera casa del formato fue muy austera y se ubicó en la población madrileña de Soto del Real. Según Juanjo Carrillo, director de arte de Zeppelin TV, "los holandeses la querían roja, pero la pintamos de un verde azulado rarísimo". Además, en una de sus paredes se colgó la pintura "Las mil y una noches" de Henri Matisse, la esencia de la casa española. Había 29 cámaras grabando a los concursantes.
El eslogan de esta edición fue "Bienvenidos a la vida en directo".

### Concursantes
|                    |                | Residencia | Edad                             | Profesión                       | Duración                            | Galas nominado                      | Información |
| ------------------ | -------------- | ---------- | -------------------------------- | ------------------------------- | ----------------------------------- | ----------------------------------- | ----------- |
|                    | Ismael Beiro   | Cádiz      | 25                               | Estudiante de Ciencias Náuticas | 90 días                             | 2.ª, 6.ª, 8.ª, 10.ª, 12.ª, 14.ª y F | Ganador     |
| Ania Iglesias      | Valladolid     | 29         | Modelo                           | 90 días                         | 2.ª, 6.ª, 8.ª, 10.ª, 12.ª, 14.ª y F | 2.ª finalista                       |             |
| Iván Armesto       | Asturias       | 35         | Guía turístico                   | 90 días                         | 2.ª, 6.ª, 8.ª, 10.ª, 12.ª, 14.ª y F | 3.er finalista                      |             |
| Koldo Sagastizábal | Guipúzcoa      | 21         | Estudiante de Ciencias Políticas | 56 días                         | 8.ª, 10.ª, 12.ª y 14.ª              | 7.ª expulsión / Reserva             |             |
| Mabel Garrido      | Cuenca         | 34         | Auxiliar de enfermería           | 28 días                         | 10.ª y 12.ª                         | 6.ª expulsión / Reserva             |             |
| Íñigo González     | Ceuta          | 23         | Estudiante                       | 35 días                         | 8.ª y 10.ª                          | 5.ª expulsión / Reserva             |             |
| Marina Díez        | Madrid         | 23         | Teleoperadora                    | 53 días                         | 2.ª, 6.ª y 8.ª                      | 4.ª expulsión                       |             |
| Mónica Ruiz        | Islas Baleares | 25         | Azafata marítima                 | 12 días                         | Nunca                               | Abandono voluntario / Reserva       |             |
| Vanessa Pascual    | Navarra        | 19         | Empleada de panadería            | 39 días                         | 2.ª y 6.ª                           | 3.ª expulsión                       |             |
| Jorge Berrocal     | Zaragoza       | 25         | Militar                          | 29 días                         | 2.ª                                 | Abandono voluntario                 |             |
| Nacho Rodríguez    | Salamanca      | 28         | Médico                           | 28 días                         | 2.ª                                 | Abandono voluntario                 |             |
| Silvia Casado      | Málaga         | 25         | Peluquera                        | 25 días                         | 2.ª y 4.ª                           | Abandono voluntario                 |             |
| Israel Pita        | Orense         | 26         | Opositor a la Junta de Galicia   | 25 días                         | 2.ª y 4.ª                           | 2.ª expulsión                       |             |
| María José Galera  | Sevilla        | 32         | Camarera                         | 11 días                         | 2.ª                                 | 1.ª expulsión                       |             |

### Estadísticas semanales
|               | Gala 1 | Gala 2   | Gala 3 | Gala 4   | Gala 5        | Gala 6   | Gala 7                                             | Gala 8   | Gala 9                                                         | Gala 10  | Gala 11                                                      | Gala 12  | Gala 13                       | Gala 14  | Gala 15                 | Final                   |
| ------------- | ------ | -------- | --- | -------- | ------------- | -------- | -------------------------------------------------- | -------- | -------------------------------------------------------------- | -------- | ------------------------------------------------------------ | -------- | ----------------------------- | -------- | ----------------------- | ----------------------- |
| Ismael        | Entra  | Nominado | Salvado | Salvado  | Exento        | Nominado | Salvado                                            | Nominado | Salvado                                                        | Nominado | Salvado                                                      | Nominado | Salvado                       | Nominado | Finalista               | Ganador                 |
| Ania          | Entra  | Nominada | Salvada | Salvada  | Exenta        | Nominada | Salvada                                            | Nominada | Salvada                                                        | Nominada | Salvada                                                      | Nominada | Salvada                       | Nominada | Finalista               | Segunda                 |
| Iván          | Entra  | Nominado | Salvado | Salvado  | Exento        | Nominado | Salvado                                            | Nominado | Salvado                                                        | Nominado | Salvado                                                      | Nominado | Salvado                       | Nominado | Finalista               | Tercero                 |
| Koldo         |        |          | |          |               | Entra    | Exento                                             | Nominado | Salvado                                                        | Nominado | Salvado                                                      | Nominado | Salvado                       | Nominado | Expulsado               |                         |
| Mabel         |        |          | |          |               |          |                                                    |          | Entra                                                          | Nominada | Salvada                                                      | Nominada | Expulsada                     |          |                         |                         |
| Íñigo         |        |          | |          |               | Entra    | Exento                                             | Nominado | Salvado                                                        | Nominado | Expulsado                                                    |          |                               |          |                         |                         |
| Marina        | Entra  | Nominada | Salvada | Salvada  | Exenta        | Nominada | Salvada                                            | Nominada | Expulsada                                                      |          |                                                              |          |                               |          |                         |                         |
| Mónica        |        |          | |          |               | Entra    | Exenta                                             | Abandono |                                                                |          |                                                              |          |                               |          |                         |                         |
| Vanessa       | Entra  | Nominada | Salvada | Salvada  | Exenta        | Nominada | Expulsada                                          |          |                                                                |          |                                                              |          |                               |          |                         |                         |
| Jorge         | Entra  | Nominado | Salvado | Salvado  | Exento        | Abandono |                                                    |          |                                                                |          |                                                              |          |                               |          |                         |                         |
| Nacho         | Entra  | Nominado | Salvado | Salvado  | Exento        | Abandono |                                                    |          |                                                                |          |                                                              |          |                               |          |                         |                         |
| Silvia        | Entra  | Nominada | Salvada | Nominada | Abandono      |          |                                                    |          |                                                                |          |                                                              |          |                               |          |                         |                         |
| Israel        | Entra  | Nominado | Salvado | Nominado | Expulsado     |          |                                                    |          |                                                                |          |                                                              |          |                               |          |                         |                         |
| Mª José       | Entra  | Nominada | Expulsada |          |               |          |                                                    |          |                                                                |          |                                                              |          |                               |          |                         |                         |
|               |        |          | |          |               |          |                                                    |          |                                                                |          |                                                              |          |                               |          |                         |                         |
| Eliminados    |        |          | Mª José 28,52% |          | Israel 50,31% |          | Vanessa 46,84%                                     |          | Marina 34,56%                                                  |          | Íñigo 56,20%                                                 |          | Mabel 61,86%                  |          | Koldo 32,23%            | Iván 19,11% Ania 39,47% |
| No eliminados |        |          | Ania 13,83% Marina 10,22% Vanessa 10,07% Silvia 8,49% Jorge 7,39% Nacho 5,70% Israel 5,62% Iván 5,44% Ismael 4,72% |          | Silvia 49,69% |          | Iván 19,33% Marina 16,68% Ania 10,99% Ismael 6,16% |          | Iván 21,92% Íñigo 14,90% Ania 11,72% Koldo 10,88% Ismael 6,02% |          | Iván 15,88% Koldo 12,46% Ania 9,21% Mabel 4,93% Ismael 1,32% |          | Ania Ismael Iván Koldo 38,14% |          | Ania Ismael Iván 67,77% | Ismael 41,42%           |

### Presentadores
Los presentadores de esta primera edición fueron:
- Mercedes Milá: Galas semanales.
- Fernando Acaso: Resúmenes diarios y recepción de los concursantes al salir de la casa.

## Gran Hermano 2(2001)
- 18 de marzo de 2001 - 27 de junio de 2001 (101 días).

Entraron 12 concursantes, pero uno de ellos fue obligado a abandonar el concurso por decisión de la dirección del programa, siendo sustituido por una reserva.
Los problemas de seguridad de la primera edición llevaron a cambiar la ubicación de la casa. Así que se tuvo que construir una nueva nave (esta ocasión en el municipio de Guadalix de la Sierra), pero ese año no paró de llover y los constructores se encontraron con muchas dificultades en las obras, por lo que la casa fue prácticamente la misma. Se introdujo más color para dar más alegría a la casa, se amplió el jardín (incluyendo una sauna) y se mejoró la piscina.
El eslogan de esta edición fue "El primer Gran Hermano del siglo XXI".

### Concursantes
|                   |                | Residencia | Edad                             | Profesión | Duración                                | Galas nominado           | Información |
| ----------------- | -------------- | ---------- | -------------------------------- | --------- | --------------------------------------- | ------------------------ | ----------- |
|                   | Sabrina Mahí   | Málaga     | 23                               | Promotora | 101 días                                | 8.ª, 10.ª, 13.ª-15.ª y F | Ganadora    |
| Fran García       | Badajoz        | 35         | Ganadero                         | 101 días  | 2.ª, 4.ª, 6.ª, 8.ª, 10.ª, 13.ª-15.ª y F | 2.º finalista            |             |
| Mari Arrabal      | Cádiz          | 27         | Vendedora a domicilio y camarera | 101 días  | 12.ª-15.ª y F                           | 3.ª finalista            |             |
| Ángel Tous        | Alicante       | 24         | Estudiante de Criminología       | 99 días   | 6.ª, 10.ª, 13.ª y 15.ª                  | 9.ª expulsión            |             |
| Kaiet López       | Vizcaya        | 26         | Empresario                       | 94 días   | 8.ª, 10.ª, 12.ª y 14.ª                  | 8.ª expulsión            |             |
| Alonso Jiménez    | Granada        | 25         | Patrón de cabotaje               | 87 días   | 4.ª, 8.ª, 10.ª y 13.ª                   | 7.ª expulsión            |             |
| Eva Paz           | Islas Baleares | 29         | Camarera                         | 80 días   | 12.ª                                    | 6.ª expulsión            |             |
| Emilio Lozano     | Madrid         | 29         | Dependiente                      | 66 días   | 10.ª                                    | 5.ª expulsión            |             |
| Karola Alonso     | La Rioja       | 24         | Teleoperadora                    | 52 días   | 8.ª                                     | 4.ª expulsión            |             |
| Roberto Cendrero  | Madrid         | 34         | Empresario                       | 14 días   | 6.ª                                     | 3.ª expulsión / Reserva  |             |
| Fayna Bethencourt | Las Palmas     | 22         | Guía turístico                   | 24 días   | 2.ª y 4.ª                               | 2.ª expulsión            |             |
| Carlos Navarro    | Barcelona      | 24         | Pastelero en paro                | 18 días   | 4.ª                                     | Expulsión disciplinaria  |             |
| Marta López       | Zamora         | 27         | Hostelera                        | 10 días   | 2.ª                                     | 1.ª expulsión            |             |

### Estadísticas semanales
|               | Gala 1 | Gala 2   | Gala 3             | Gala 4   | Gala 5          | Gala 6   | Gala 7                   | Gala 8   | Gala 9                                        | Gala 10  | Gala 11                                                    | Gala 12  | Gala 13          | Gala 14                                 | Gala 15                            | Gala 16                            | Final                 |
| ------------- | ------ | -------- | ------------------ | -------- | --------------- | -------- | ------------------------ | -------- | --------------------------------------------- | -------- | ---------------------------------------------------------- | -------- | ---------------- | --------------------------------------- | ---------------------------------- | ---------------------------------- | --------------------- |
| Sabrina       | Entra  | Salvada  | Exenta             | Salvada  | Exenta          | Salvada  | Exenta                   | Nominada | Salvada                                       | Nominada | Salvada                                                    | Salvada  | Nominada         | Nominada                                | Nominada                           | Finalista                          | Ganadora              |
| Fran          | Entra  | Nominado | Salvado            | Nominado | Salvado         | Nominado | Salvado                  | Nominado | Salvado                                       | Nominado | Salvado                                                    | Salvado  | Nominado         | Nominado                                | Nominado                           | Finalista                          | Segundo               |
| Mari          | Entra  | Salvada  | Exenta             | Salvada  | Exenta          | Salvada  | Exenta                   | Salvada  | Exenta                                        | Salvada  | Exenta                                                     | Nominada | Nominada         | Nominada                                | Nominada                           | Finalista                          | Tercera               |
| Ángel         | Entra  | Salvado  | Exento             | Salvado  | Exento          | Nominado | Salvado                  | Salvado  | Exento                                        | Nominado | Salvado                                                    | Salvado  | Nominado         | Salvado                                 | Nominado                           | Expulsado                          |                       |
| Kaiet         | Entra  | Salvado  | Exento             | Salvado  | Exento          | Salvado  | Exento                   | Nominado | Salvado                                       | Nominado | Salvado                                                    | Nominado | Salvado          | Nominado                                | Expulsado                          |                                    |                       |
| Alonso        | Entra  | Salvado  | Exento             | Nominado | Salvado         | Salvado  | Exento                   | Nominado | Salvado                                       | Nominado | Salvado                                                    | Salvado  | Nominado         | Expulsado                               |                                    |                                    |                       |
| Eva           | Entra  | Salvada  | Exenta             | Salvada  | Exenta          | Salvada  | Exenta                   | Salvada  | Exenta                                        | Salvada  | Exenta                                                     | Nominada | Expulsada        |                                         |                                    |                                    |                       |
| Emilio        | Entra  | Salvado  | Exento             | Salvado  | Exento          | Salvado  | Exento                   | Salvado  | Exento                                        | Nominado | Expulsado                                                  |          |                  |                                         |                                    |                                    |                       |
| Karola        | Entra  | Salvada  | Exenta             | Salvada  | Exenta          | Salvada  | Exenta                   | Nominada | Expulsada                                     |          |                                                            |          |                  |                                         |                                    |                                    |                       |
| Roberto       |        |          |                    |          | Entra           | Nominado | Expulsado                |          |                                               |          |                                                            |          |                  |                                         |                                    |                                    |                       |
| Fayna         | Entra  | Nominada | Salvada            | Nominada | Expulsada       |          |                          |          |                                               |          |                                                            |          |                  |                                         |                                    |                                    |                       |
| Carlos        | Entra  | Salvado  | Exento             | Nominado | Exp.discip.     |          |                          |          |                                               |          |                                                            |          |                  |                                         |                                    |                                    |                       |
| Marta         | Entra  | Nominada | Expulsada          |          |                 |          |                          |          |                                               |          |                                                            |          |                  |                                         |                                    |                                    |                       |
|               |        |          |                    |          |                 |          |                          |          |                                               |          |                                                            |          |                  |                                         |                                    |                                    |                       |
| Eliminados    |        |          | Marta 59%          |          | Fayna 74%       |          | Roberto 44,93%           |          | Karola 84,1%                                  |          | Emilio 46,9%                                               |          | Eva 66,4%        | Alonso 33,8%                            | Kaiet 65%                          | Ángel 47,5%                        | Mari 12,3% Fran 37,9% |
| No eliminados |        |          | Fayna 28% Fran 13% |          | Alonso Fran 26% |          | Ángel 42,43% Fran 12,64% |          | Alonso 8,7% Kaiet 3,6% Fran 2,2% Sabrina 1,2% |          | Kaiet 26,7% Ángel 16,3% Alonso 5,3% Fran 3,3% Sabrina 1,5% |          | Kaiet Mari 33,6% | Ángel 29,1% Mari 22,1% Fran Sabrina 15% | Mari 15,8% Fran 12,2% Sabrina 6,9% | Mari 31,5% Fran 15,3% Sabrina 5,7% | Sabrina 49,8%         |

### Presentadores
Los presentadores de esta segunda edición fueron:
- Mercedes Milá: Galas semanales.
- Fernando Acaso: Resúmenes diarios y recepción de los concursantes al salir de la casa.

## Gran Hermano 3(2002)
- 4 de abril de 2002 - 14 de julio de 2002 (101 días).

En el concurso entraron 12 concursantes, pero uno de ellos abandonó por la grave enfermedad de su abuelo, por lo que tuvo que entrar a la casa una reserva elegido por el público a pocas semanas de que finalizase el concurso.
Se agregaron las siguientes instalaciones:
- Una suite. La habitación ya estaba construida desde la anterior edición, pero se temía que bajara la audiencia y se puso otra habitación para que cinco reservas vivieran allí.
- Una cuadra con 7 carneros.
- La radio, por la que los concursantes realizaban cada noche un programa radiofónico.

### Concursantes
|                        |               | Residencia | Edad                       | Profesión  | Duración                           | Galas nominado                      | Información |
| ---------------------- | ------------- | ---------- | -------------------------- | ---------- | ---------------------------------- | ----------------------------------- | ----------- |
|                        | Javito García | La Coruña  | 28                         | Empresario | 101 días                           | 2.ª, 4.ª, 6.ª, 10.ª, 14.ª, 15.ª y F | Ganador     |
| Patricia Ledesma       | Sevilla       | 22         | Secretaria                 | 101 días   | 4.ª, 6.ª, 8.ª, 10.ª y F            | 2.ª finalista                       |             |
| Kiko Hernández         | Madrid        | 25         | Empresario                 | 101 días   | 4.ª, 6.ª, 8.ª, 10.ª, 12.ª-15.ª y F | 3.º finalista                       |             |
| Javier Estrada         | Barcelona     | 25         | Cantante y tenista         | 14 días    | 14.ª y 15.ª                        | 9.ª expulsión / Reserva             |             |
| Carolina González      | Santa Cruz    | 26         | Asesora de belleza         | 91 días    | 2.ª, 10.ª y 12.ª-14.ª              | 8.ª expulsión                       |             |
| Candi López            | Granada       | 21         | Técnico deportivo          | 84 días    | 13.ª                               | 7.ª expulsión                       |             |
| Óscar Muela            | Ciudad Real   | 28         | Abogado                    | 82 días    | Nunca                              | Abandono voluntario                 |             |
| Jorge Mozo             | Cádiz         | 26         | Técnico frigorista         | 75 días    | 12.ª                               | 6.ª expulsión                       |             |
| Elba Guallarte         | Barcelona     | 23         | Teleoperadora              | 63 días    | 4.ª y 10.ª                         | 5.ª expulsión                       |             |
| Andrés Barreiro "Ness" | Alicante      | 24         | Estríper y empresario      | 49 días    | 2.ª, 6.ª y 8.ª                     | 4.ª expulsión                       |             |
| Raquel Morillas        | Madrid        | 25         | Soldadora y administrativa | 35 días    | 6.ª                                | 3.ª expulsión                       |             |
| Jacinto Garbayo        | Navarra       | 38         | Empresario                 | 21 días    | 4.ª                                | 2.ª expulsión                       |             |
| Noemí Ungría           | Barcelona     | 29         | Esteticista                | 7 días     | 2.ª                                | 1.ª expulsión                       |             |
| Aspirantes             |               |            |                            |            |                                    |                                     |             |
| Sandra                 | P/A           | ?          | P/A                        | 0 días     | Nunca                              | Eliminada frente a Javier           |             |

### Estadísticas semanales
|               | Gala 1 | Gala 2   | Gala 3                                | Gala 4   | Gala 5                                            | Gala 6   | Gala 7                                         | Gala 8   | Gala 9                    | Gala 10  | Gala 11                                            | Gala 12  | Gala 13                 | Gala 14             | Gala 14             | Gala 15                       | Gala 16                 | Final                      |
| ------------- | ------ | -------- | ------------------------------------- | -------- | ------------------------------------------------- | -------- | ---------------------------------------------- | -------- | ------------------------- | -------- | -------------------------------------------------- | -------- | ----------------------- | ------------------- | ------------------- | ----------------------------- | ----------------------- | -------------------------- |
| Javito        | Entra  | Nominado | Salvado                               | Nominado | Salvado                                           | Nominado | Salvado                                        | Salvado  | Exento                    | Nominado | Salvado                                            | Salvado  | Salvado                 | Nominado            | Nominado            | Nominado                      | Finalista               | Ganador                    |
| Patricia      | Entra  | Salvada  | Exenta                                | Nominada | Salvada                                           | Nominada | Salvada                                        | Nominada | Salvada                   | Nominada | Salvada                                            | Salvada  | Salvada                 | Salvada             | Salvada             | Salvada                       | Finalista               | Segunda                    |
| Kiko          | Entra  | Salvado  | Exento                                | Nominado | Salvado                                           | Nominado | Salvado                                        | Nominado | Salvado                   | Nominado | Salvado                                            | Nominado | Nominado                | Nominado            | Nominado            | Nominado                      | Finalista               | Tercero                    |
| Javier        |        |          |                                       |          |                                                   |          |                                                |          |                           |          |                                                    |          |                         | Ent.                | Nom.                | Nominado                      | Expulsado               |                            |
| Carolina      | Entra  | Nominada | Salvada                               | Salvada  | Exenta                                            | Salvada  | Exenta                                         | Salvada  | Exenta                    | Nominada | Salvada                                            | Nominada | Nominada                | Nominada            | Nominada            | Expulsada                     |                         |                            |
| Candi         | Entra  | Salvada  | Exenta                                | Salvada  | Exenta                                            | Salvada  | Exenta                                         | Salvada  | Exenta                    | Salvada  | Exenta                                             | Salvada  | Nominada                | Expulsada           | Expulsada           |                               |                         |                            |
| Óscar         | Entra  | Salvado  | Exento                                | Salvado  | Exento                                            | Salvado  | Exento                                         | Salvado  | Exento                    | Salvado  | Exento                                             | Salvado  | Salvado                 | Abandono            | Abandono            |                               |                         |                            |
| Jorge         | Entra  | Salvado  | Exento                                | Salvado  | Exento                                            | Salvado  | Exento                                         | Salvado  | Exento                    | Salvado  | Exento                                             | Nominado | Expulsado               |                     |                     |                               |                         |                            |
| Elba          | Entra  | Salvada  | Exenta                                | Nominada | Salvada                                           | Salvada  | Exenta                                         | Salvada  | Exenta                    | Nominada | Expulsada                                          |          |                         |                     |                     |                               |                         |                            |
| Ness          | Entra  | Nominado | Salvado                               | Salvado  | Exento                                            | Nominado | Salvado                                        | Nominado | Expulsado                 |          |                                                    |          |                         |                     |                     |                               |                         |                            |
| Raquel        | Entra  | Salvada  | Exenta                                | Salvada  | Exenta                                            | Nominada | Expulsada                                      |          |                           |          |                                                    |          |                         |                     |                     |                               |                         |                            |
| Jacinto       | Entra  | Salvado  | Exento                                | Nominado | Expulsado                                         |          |                                                |          |                           |          |                                                    |          |                         |                     |                     |                               |                         |                            |
| Noemí         | Entra  | Nominada | Expulsada                             |          |                                                   |          |                                                |          |                           |          |                                                    |          |                         |                     |                     |                               |                         |                            |
|               |        |          |                                       |          |                                                   |          |                                                |          |                           |          |                                                    |          |                         |                     |                     |                               |                         |                            |
| Eliminados    |        |          | Noemí 42%                             |          | Jacinto 40%                                       |          | Raquel 73%                                     |          | Ness 58%                  |          | Elba 48%                                           |          | Jorge 57%               | Candi 47%           | Candi 47%           | Carolina 46,8%                | Javier 60%              | Kiko 4,69% Patricia 35,74% |
| No eliminados |        |          | Ness 34.8% Carolina 14.2% Javito 9.0% |          | Elba 22.0% Kiko 18.73% Patricia 15.0% Javito 4.3% |          | Ness 18.0% Patricia 4.0% Kiko 3.0% Javito 2.0% |          | Kiko 28.0% Patricia 14.0% |          | Patricia 45.0% Carolina 4.0% Kiko 2.0% Javito 1.0% |          | Carolina 35.0% Kiko 43% | Carolina Kiko 18.0% | Carolina Kiko 18.0% | Javier 46.0% Javito Kiko 7,2% | Kiko 28.4% Javito 11.6% | Javito García 59,57%       |

### Presentadores
Los presentadores de esta tercera edición fueron:
- Pepe Navarro: Galas semanales.
- Paula Vázquez: Resúmenes diarios y recepción de los concursantes al salir de la casa.

## Gran Hermano 4(2002-2003)
- 6 de octubre de 2002 - 16 de enero de 2003 (102 días).

La cuarta edición de Gran Hermano comenzó tres meses después del fin de la anterior temporada. En el concurso entraron 12 concursantes, pero uno de ellos abandonó voluntariamente, por lo que entró una reserva para sustituirla.
La casa pasó a tener 2 pisos, estando el confesionario en el superior, con el objetivo de que cuando los concursantes salieran de allí se les viera bien la cara. También se amplió la salida para hacerla más espectacular. Se introdujeron aceros y brillos, y los espejos se hicieron más profundos para esconder las cámaras. Al ser la primera temporada que se emitía durante el otoño y el invierno, se creó un pabellón y se hizo una piscina cubierta. Esta edición fue la primera en introducir la famosa sala de expulsión donde se les comunicaba a los participantes nominados quién de ellos debía abandonar la casa (en las ediciones anteriores la expulsión se realizaba en la cuadra).
El eslogan de esta edición fue "Ahora empieza de verdad la aventura de la convivencia".

### Concursantes
|                    |             | Residencia | Edad                             | Profesión   | Duración                          | Galas nominado          | Información |
| ------------------ | ----------- | ---------- | -------------------------------- | ----------- | --------------------------------- | ----------------------- | ----------- |
|                    | Pedro Oliva | Zaragoza   | 33                               | Funcionario | 102 días                          | 6.ª, 12.ª-15.ª y F      | Ganador     |
| Désirée Albertalli | La Coruña   | 25         | Enfermera                        | 102 días    | 6.ª, 8.ª, 10.ª, 12.ª, 13.ª y F    | 2.ª finalista           |             |
| Rafa López         | Zamora      | 24         | Seminarista y librero            | 102 días    | 2.ª, 4.ª, 6.ª, 8.ª, 12.ª-15.ª y F | 3.º finalista           |             |
| Nacho Utrera       | Sevilla     | 25         | Relaciones Públicas              | 98 días     | 10.ª, 12.ª, 13.ª y 15.ª           | 9.ª expulsión           |             |
| Matías Fernández   | Las Palmas  | 30         | Camarero                         | 95 días     | 6.ª y 14.ª                        | 8.ª expulsión           |             |
| Inma González      | Cádiz       | 32         | Empresaria                       | 88 días     | 2.ª y 13.ª                        | 7.ª expulsión           |             |
| Rocío Rodríguez    | Málaga      | 24         | Administrativa                   | 81 días     | 2.ª, 4.ª, 6.ª y 12.ª              | 6.ª expulsión           |             |
| Gustavo Fernández  | Vizcaya     | 25         | Boxeador y estríper              | 67 días     | 10.ª                              | 5.ª expulsión           |             |
| Judith Andreú      | Barcelona   | 29         | Secretaria                       | 53 días     | 4.ª, 6.ª y 8.ª                    | 4.ª expulsión           |             |
| Anna Franco        | Barcelona   | 20         | Estudiante de Ciencias Políticas | 28 días     | 4.ª y 6.ª                         | 3.ª expulsión / Reserva |             |
| Mario Artiaga      | Madrid      | 22         | Estudiante de Empresariales      | 25 días     | 4.ª                               | 2.ª expulsión           |             |
| Sonia Arenas       | Granada     | 24         | Auxiliar de vuelo                | 11 días     | 2.ª                               | 1.ª expulsión           |             |
| María Moratilla    | Madrid      | 31         | Directora de marketing           | 4 días      | Nunca                             | Abandono voluntario     |             |

### Estadísticas semanales
|               | Gala 1 | Gala 2   | Gala 3                           | Gala 4   | Gala 5                                          | Gala 6   | Gala 7                                                       | Gala 8   | Gala 9                  | Gala 10  | Gala 11                   | Gala 12  | Gala 13                                           | Gala 14                                           | Gala 15                 | Gala 16                  | Final                     |
| ------------- | ------ | -------- | -------------------------------- | -------- | ----------------------------------------------- | -------- | ------------------------------------------------------------ | -------- | ----------------------- | -------- | ------------------------- | -------- | ------------------------------------------------- | ------------------------------------------------- | ----------------------- | ------------------------ | ------------------------- |
| Pedro         | Entra  | Salvado  | Exento                           | Salvado  | Exento                                          | Nominado | Exento                                                       | Salvado  | Exento                  | Salvado  | Exento                    | Nominado | Nominado                                          | Nominado                                          | Nominado                | Finalista                | Ganador                   |
| Désirée       | Entra  | Salvada  | Exenta                           | Salvada  | Exenta                                          | Nominada | Salvada                                                      | Nominada | Salvada                 | Nominada | Salvada                   | Nominada | Nominada                                          | Salvada                                           | Salvada                 | Finalista                | Segunda                   |
| Rafa          | Entra  | Nominado | Salvado                          | Nominado | Salvado                                         | Nominado | Salvado                                                      | Nominado | Salvado                 | Salvado  | Exento                    | Nominado | Nominado                                          | Nominado                                          | Nominado                | Finalista                | Tercero                   |
| Nacho         | Entra  | Salvado  | Exento                           | Salvado  | Exento                                          | Salvado  | Exento                                                       | Salvado  | Exento                  | Nominado | Salvado                   | Nominado | Nominado                                          | Salvado                                           | Nominado                | Expulsado                |                           |
| Matías        | Entra  | Salvado  | Exento                           | Salvado  | Exento                                          | Nominado | Salvado                                                      | Salvado  | Exento                  | Salvado  | Exento                    | Salvado  | Salvado                                           | Nominado                                          | Expulsado               |                          |                           |
| Inma          | Entra  | Nominada | Salvada                          | Salvada  | Exenta                                          | Salvada  | Exenta                                                       | Salvada  | Exenta                  | Salvada  | Exenta                    | Salvada  | Nominada                                          | Expulsada                                         |                         |                          |                           |
| Rocío         | Entra  | Nominada | Salvada                          | Nominada | Salvada                                         | Nominada | Salvada                                                      | Salvada  | Exenta                  | Salvada  | Exenta                    | Nominada | Expulsada                                         |                                                   |                         |                          |                           |
| Gustavo       | Entra  | Salvado  | Exento                           | Salvado  | Exento                                          | Salvado  | Exento                                                       | Salvado  | Exento                  | Nominado | Expulsado                 |          |                                                   |                                                   |                         |                          |                           |
| Judith        | Entra  | Salvada  | Exenta                           | Nominada | Salvada                                         | Nominada | Salvada                                                      | Nominada | Expulsada               |          |                           |          |                                                   |                                                   |                         |                          |                           |
| Anna          |        |          | Entra                            | Nominada | Salvada                                         | Nominada | Expulsada                                                    |          |                         |          |                           |          |                                                   |                                                   |                         |                          |                           |
| Mario         | Entra  | Salvado  | Exento                           | Nominado | Expulsado                                       |          |                                                              |          |                         |          |                           |          |                                                   |                                                   |                         |                          |                           |
| Sonia         | Entra  | Nominada | Expulsada                        |          |                                                 |          |                                                              |          |                         |          |                           |          |                                                   |                                                   |                         |                          |                           |
| María         | Entra  | Abandono |                                  |          |                                                 |          |                                                              |          |                         |          |                           |          |                                                   |                                                   |                         |                          |                           |
|               |        |          |                                  |          |                                                 |          |                                                              |          |                         |          |                           |          |                                                   |                                                   |                         |                          |                           |
| Eliminados    |        |          | Sonia 52,9%                      |          | Mario 38,6%                                     |          | Anna 29%                                                     |          | Judith 72,8%            |          | Gustavo 48,1%             |          | Rocío 52,18%                                      | Inma 77,54%                                       | Matías 66,36%           | Nacho 56,35%             | Rafa 15,8% Désirée 37,67% |
| No eliminados |        |          | Rocío 32,6% Inma 10,4% Rafa 4,1% |          | Anna 35,44% Judith 12,7% Rocío 9,44% Rafa 3,82% |          | Judith 18% Desirée 16% Matías 12% Pedro 12% Rocío 9% Rafa 4% |          | Désirée 18,8% Rafa 8,4% |          | Nacho 40,5% Désirée 11,4% |          | Nacho 33,71% Désirée 7,82% Rafa 3,15% Pedro 3,14% | Nacho 14,45% Rafa 4,06% Pedro 2,43% Desirée 1,52% | Rafa 27,89% Pedro 5,75% | Rafa 22,39% Pedro 21,26% | Pedro 46,53%              |

### Presentadores
Los presentadores de esta cuarta edición fueron:
- Mercedes Milá: Galas semanales.
- Jorge Fernández: Resúmenes diarios y recepción de los concursantes al salir de la casa.
- Jesús Vázquez: Debates dominicales.

## Gran Hermano 5(2003-2004)
- 21 de septiembre de 2003 - 11 de enero de 2004 (112 días).

En el concurso entraron 13 concursantes. Los encargados del programa hicieron que todo fuese más televisivo. La construcción ya no era una casa, sino un plató que se decoró como una casa. Se forró todo de plástico, siguiendo el mismo esquema que en la cuarta edición. Además, se introdujeron colores muy llamativos, como el rojo y el azul brillante.
El eslogan de esta edición fue "Cambia tu vida".

### Concursantes
|                  |             | Residencia | Edad                      | Profesión                | Duración                         | Galas nominado                      | Información |
| ---------------- | ----------- | ---------- | ------------------------- | ------------------------ | -------------------------------- | ----------------------------------- | ----------- |
|                  | Nuria Yáñez | Tarragona  | 31                        | Recepcionista de camping | 112 días                         | 2.ª, 6.ª, 8.ª, 10.ª, 13.ª, 14.ª y F | Ganadora    |
| David Gallardo   | Vizcaya     | 26         | Músico                    | 112 días                 | 8.ª, 12.ª, 16.ª y F              | 2.º finalista                       |             |
| Julián Mejías    | Tarragona   | 26         | Yesero                    | 112 días                 | 4.ª, 12.ª-16.ª y F               | 3.º finalista                       |             |
| Ainhoa Pareja    | Madrid      | 23         | Teleoperadora y camarera  | 109 días                 | 8.ª, 10.ª y 13.ª-16.ª            | 10.ª expulsión                      |             |
| Denís Castellón  | Pontevedra  | 29         | Comercial inmobiliario    | 102 días                 | 14.ª y 15.ª                      | 9.ª expulsión                       |             |
| Laura Ureña      | Madrid      | 21         | Estudiante de Turismo     | 95 días                  | 2.ª y 14.ª                       | 8.ª expulsión                       |             |
| Nicola di Matteo | Santa Cruz  | 32         | Agente inmobiliario       | 88 días                  | 4.ª, 6.ª, 8.ª, 10.ª, 12.ª y 13.ª | 7.ª expulsión                       |             |
| Ramón Yáñez      | Asturias    | 31         | Técnico de energía eólica | 81 días                  | 12.ª                             | 6.ª expulsión                       |             |
| Vanessa Galindo  | Alicante    | 23         | Dependienta               | 67 días                  | 10.ª                             | 5.ª expulsión                       |             |
| Beatriz Cárdenas | Granada     | 25         | Ceramista                 | 53 días                  | 8.ª                              | 4.ª expulsión                       |             |
| Carla Pinto      | Pontevedra  | 23         | Auxiliar de clínica       | 39 días                  | 6.ª                              | 3.ª expulsión                       |             |
| Luhay Hamido     | Ceuta       | 20         | Estudiante de Química     | 25 días                  | 4.ª                              | 2.ª expulsión                       |             |
| Aída Nízar       | Valladolid  | 28         | Estudiante de Derecho     | 11 días                  | 2.ª                              | 1.ª expulsión                       |             |

### Estadísticas semanales
|               | Gala 1 | Gala 2   | Gala 3              | Gala 4   | Gala 5              | Gala 6   | Gala 7                 | Gala 8   | Gala 9                                       | Gala 10  | Gala 11                          | Gala 12  | Gala 13                               | Gala 14                               | Gala 15                                         | Gala 16                   | Gala 17                  | Final                    |
| ------------- | ------ | -------- | ------------------- | -------- | ------------------- | -------- | ---------------------- | -------- | -------------------------------------------- | -------- | -------------------------------- | -------- | ------------------------------------- | ------------------------------------- | ----------------------------------------------- | ------------------------- | ------------------------ | ------------------------ |
| Nuria         | Entra  | Nominada | Salvada             | Salvada  | Exenta              | Nominada | Salvada                | Nominada | Salvada                                      | Nominada | Salvada                          | Salvada  | Nominada                              | Nominada                              | Salvada                                         | Salvada                   | Finalista                | Ganadora                 |
| David         | Entra  | Salvado  | Exento              | Salvado  | Exento              | Salvado  | Exento                 | Nominado | Salvado                                      | Salvado  | Exento                           | Nominado | Salvado                               | Salvado                               | Salvado                                         | Nominado                  | Finalista                | Segundo                  |
| Julián        | Entra  | Salvado  | Exento              | Nominado | Salvado             | Salvado  | Exento                 | Salvado  | Exento                                       | Salvado  | Exento                           | Nominado | Nominado                              | Nominado                              | Nominado                                        | Nominado                  | Finalista                | Tercero                  |
| Ainhoa        | Entra  | Salvada  | Exenta              | Salvada  | Exenta              | Salvada  | Exenta                 | Nominada | Salvada                                      | Nominada | Salvada                          | Salvada  | Nominada                              | Nominada                              | Nominada                                        | Nominada                  | Expulsada                |                          |
| Denís         | Entra  | Salvado  | Exento              | Salvado  | Exento              | Salvado  | Exento                 | Salvado  | Exento                                       | Salvado  | Exento                           | Salvado  | Salvado                               | Nominado                              | Nominado                                        | Expulsado                 |                          |                          |
| Laura         | Entra  | Nominada | Salvada             | Salvada  | Exenta              | Salvada  | Exenta                 | Salvada  | Exenta                                       | Salvada  | Exenta                           | Salvada  | Salvada                               | Nominada                              | Expulsada                                       |                           |                          |                          |
| Nicola        | Entra  | Salvado  | Exento              | Nominado | Salvado             | Nominado | Salvado                | Nominado | Salvado                                      | Nominado | Salvado                          | Nominado | Nominado                              | Expulsado                             |                                                 |                           |                          |                          |
| Ramón         | Entra  | Salvado  | Exento              | Salvado  | Exento              | Salvado  | Exento                 | Salvado  | Exento                                       | Salvado  | Exento                           | Nominado | Expulsado                             |                                       |                                                 |                           |                          |                          |
| Vanessa       | Entra  | Salvada  | Exenta              | Salvada  | Exenta              | Salvada  | Exenta                 | Salvada  | Exenta                                       | Nominada | Expulsada                        |          |                                       |                                       |                                                 |                           |                          |                          |
| Beatriz       | Entra  | Salvada  | Exenta              | Salvada  | Exenta              | Salvada  | Exenta                 | Nominada | Expulsada                                    |          |                                  |          |                                       |                                       |                                                 |                           |                          |                          |
| Carla         | Entra  | Salvada  | Exenta              | Salvada  | Exenta              | Nominada | Expulsada              |          |                                              |          |                                  |          |                                       |                                       |                                                 |                           |                          |                          |
| Luhay         | Entra  | Salvado  | Exento              | Nominado | Expulsado           |          |                        |          |                                              |          |                                  |          |                                       |                                       |                                                 |                           |                          |                          |
| Aída          | Entra  | Nominada | Expulsada           |          |                     |          |                        |          |                                              |          |                                  |          |                                       |                                       |                                                 |                           |                          |                          |
|               |        |          |                     |          |                     |          |                        |          |                                              |          |                                  |          |                                       |                                       |                                                 |                           |                          |                          |
| Eliminados    |        |          | Aída 60%            |          | Luhay 83%           |          | Carla 85%              |          | Beatriz 78,1%                                |          | Vanesa 33,3%                     |          | Ramón 47,8%                           | Nicola 36,8%                          | Laura 65,1%                                     | Denís 44,2%               | Ainhoa 38,4%             | Julián 18,6% David 27,6% |
| No eliminados |        |          | Laura 28% Nuria 12% |          | Nicola 9% Julián 8% |          | Nicola 7,6% Nuria 7,4% |          | Ainhoa 12,9% Nicola 4% Nuria 2,7% David 2,3% |          | Ainhoa 29,7% Nicola 29% Nuria 8% |          | Nicola 23,5% Julián 18,1% David 10,6% | Ainhoa 30,3% Julián 19,4% Nuria 13,5% | Denís 12,9% Ainhoa 12,3% Julián 6,9% Nuria 2,8% | Ainhoa 36,3% Julián 19,5% | Julián 36,3% David 25,3% | Nuria 53,8%              |

### Presentadores
Los presentadores de esta quinta edición fueron:
- Mercedes Milá: Galas semanales.
- Jorge Fernández: Recepción de los concursantes al salir de la casa.
- Carolina Ferre: Resúmenes diarios.
- Jesús Vázquez: Debates dominicales.

## Gran Hermano 6(2004)
- 5 de septiembre de 2004 - 23 de diciembre de 2004 (109 días).

En el concurso entraron 13 concursantes, pero 3 de ellos abandonaron por motivos diferentes (la primera porque se encontró en la casa con su exnovio y la exnovia de él, y los otros dos porque no aguantaron la presión del concurso), por lo que tuvieron que entrar a la casa el mismo número de reservas.
Los encargados del concurso se dieron cuenta de que las pruebas de patio eran muy importantes y que en otros países sucedía lo mismo, por lo que decidieron ampliarlo. La cuadra también se amplió hasta el patio con el fin de que los animales estuvieran más expuestos. Hasta el momento, las casas siempre habían tenido dos dormitorios. La estructura de la casa se modificó totalmente: se hizo un solo dormitorio, común para todos los concursantes, con una pared separándolo del dormitorio VIP que tenía tres camas y un jacuzzi. Además, se creó un supermercado para que los concursantes pudieran estar en contacto directo con los productos que compraban.
El eslogan de esta edición fue "Vuelve Gran Hermano, el original".

### Concursantes
|                       |              | Residencia | Edad                                  | Profesión | Duración                  | Galas nominado           | Información |
| --------------------- | ------------ | ---------- | ------------------------------------- | --------- | ------------------------- | ------------------------ | ----------- |
|                       | Juanjo Mateo | Alicante   | 25                                    | Taxista   | 109 días                  | 6.ª, 8.ª, 10.ª, 12.ª y F | Ganador     |
| Conrad Chase          | Barcelona    | 39         | Empresario                            | 91 días   | 10.ª, 12.ª, 14.ª-16.ª y F | 2.º finalista / Reserva  |             |
| Natacha Jaitt         | Madrid       | 26         | Bailarina                             | 98 días   | 4.ª, 8.ª, 13.ª-15.ª y F   | 3.ª finalista / Reserva  |             |
| Diana Bartolomé       | Barcelona    | 23         | Modelo                                | 105 días  | 12.ª, 13.ª y 16.ª         | 10.ª expulsión           |             |
| Jani Pelegrín         | La Rioja     | 29         | Representante de cosméticos           | 102 días  | 2.ª, 12.ª, 14.ª y 15.ª    | 9.ª expulsión            |             |
| Eva Suárez            | Madrid       | 27         | Actriz                                | 49 días   | 14.ª                      | 8.ª expulsión / Reserva  |             |
| Jonathan Pons         | Barcelona    | 25         | Asesor financiero                     | 88 días   | 13.ª                      | 7.ª expulsión            |             |
| Nicky Villanueva      | Asturias     | 30         | Funcionario del Ministerio de Defensa | 81 días   | 2.ª y 12.ª                | 6.ª expulsión            |             |
| Beatriz González-Rico | Madrid       | 23         | Opositora y legionaria                | 67 días   | 6.ª y 10.ª                | 5.ª expulsión            |             |
| Miguel Carpio         | Sevilla      | 32         | Relaciones Públicas                   | 53 días   | 8.ª                       | 4.ª expulsión            |             |
| Sandra Crespo         | Asturias     | 28         | Estilista                             | 39 días   | Nunca                     | Abandono voluntario      |             |
| Cristal Fernández     | Orense       | 19         | Azafata de congresos y camarera       | 39 días   | 4.ª y 6.ª                 | 3.ª expulsión            |             |
| Eloísa Donoso         | Barcelona    | 36         | Agente inmobiliario                   | 25 días   | 4.ª                       | 2.ª expulsión            |             |
| Ángel Díaz            | Las Palmas   | 31         | Entrenador de fútbol y empresario     | 15 días   | Nunca                     | Abandono voluntario      |             |
| Salvador Martí        | La Rioja     | 33         | Policía local                         | 11 días   | 2.ª                       | 1.ª expulsión            |             |
| Mercedes García       | Badajoz      | 32         | Arqueóloga                            | 2 horas   | Nunca                     | Abandono voluntario      |             |

### Estadísticas semanales
|               | Gala 1   | Gala 2   | Gala 3                 | Gala 4   | Gala 5                      | Gala 6   | Gala 7                     | Gala 8   | Gala 9                     | Gala 10  | Gala 11                  | Gala 12  | Gala 13                                      | Gala 14                  | Gala 15                            | Gala 16                     | Gala 17      | Final                      |
| ------------- | -------- | -------- | ---------------------- | -------- | --------------------------- | -------- | -------------------------- | -------- | -------------------------- | -------- | ------------------------ | -------- | -------------------------------------------- | ------------------------ | ---------------------------------- | --------------------------- | ------------ | -------------------------- |
| Juanjo        | Entra    | Salvado  | Exento                 | Salvado  | Exento                      | Nominado | Salvado                    | Nominado | Salvado                    | Nominado | Salvado                  | Nominado | Salvado                                      | Salvado                  | Salvado                            | Salvado                     | Finalista    | Ganador                    |
| Conrad        |          |          |                        | Entra    | Exento                      | Salvado  | Exento                     | Salvado  | Exento                     | Nominado | Salvado                  | Nominado | Salvado                                      | Nominado                 | Nominado                           | Nominado                    | Finalista    | Segundo                    |
| Natacha       |          |          | Entra                  | Nominada | Salvada                     | Salvada  | Exenta                     | Nominada | Salvada                    | Salvada  | Exenta                   | Salvada  | Nominada                                     | Nominada                 | Nominada                           | Salvada                     | Finalista    | Tercera                    |
| Diana         | Entra    | Salvada  | Exenta                 | Salvada  | Exenta                      | Salvada  | Exenta                     | Salvada  | Exenta                     | Salvada  | Exenta                   | Nominada | Nominada                                     | Salvada                  | Salvada                            | Nominada                    | Expulsada    |                            |
| Jani          | Entra    | Nominada | Salvada                | Salvada  | Exenta                      | Salvada  | Exenta                     | Salvada  | Exenta                     | Salvada  | Exenta                   | Nominada | Salvada                                      | Nominada                 | Nominada                           | Expulsada                   |              |                            |
| Eva           |          |          |                        |          |                             |          |                            | Entra    | Exenta                     | Salvada  | Exenta                   | Salvada  | Salvada                                      | Nominada                 | Expulsada                          |                             |              |                            |
| Jonathan      | Entra    | Salvado  | Exento                 | Salvado  | Exento                      | Salvado  | Exento                     | Salvado  | Exento                     | Salvado  | Exento                   | Salvado  | Nominado                                     | Expulsado                |                                    |                             |              |                            |
| Nicky         | Entra    | Nominado | Salvado                | Salvado  | Exento                      | Salvado  | Exento                     | Salvado  | Exento                     | Salvado  | Exento                   | Nominado | Expulsado                                    |                          |                                    |                             |              |                            |
| Beatriz       | Entra    | Salvada  | Exenta                 | Salvada  | Exenta                      | Nominada | Salvada                    | Salvada  | Exenta                     | Nominada | Expulsada                |          |                                              |                          |                                    |                             |              |                            |
| Miguel        | Entra    | Salvado  | Exento                 | Salvado  | Exento                      | Salvado  | Exento                     | Nominado | Expulsado                  |          |                          |          |                                              |                          |                                    |                             |              |                            |
| Sandra        | Entra    | Salvada  | Exenta                 | Salvada  | Exenta                      | Salvada  | Abandono                   |          |                            |          |                          |          |                                              |                          |                                    |                             |              |                            |
| Cristal       | Entra    | Salvada  | Exenta                 | Nominada | Salvada                     | Nominada | Expulsada                  |          |                            |          |                          |          |                                              |                          |                                    |                             |              |                            |
| Eloísa        | Entra    | Salvada  | Exenta                 | Nominada | Expulsada                   |          |                            |          |                            |          |                          |          |                                              |                          |                                    |                             |              |                            |
| Ángel         | Entra    | Salvado  | Exento                 | Abandono |                             |          |                            |          |                            |          |                          |          |                                              |                          |                                    |                             |              |                            |
| Salvador      | Entra    | Nominado | Expulsado              |          |                             |          |                            |          |                            |          |                          |          |                                              |                          |                                    |                             |              |                            |
| Mercedes      | Abandono |          |                        |          |                             |          |                            |          |                            |          |                          |          |                                              |                          |                                    |                             |              |                            |
|               |          |          |                        |          |                             |          |                            |          |                            |          |                          |          |                                              |                          |                                    |                             |              |                            |
| Eliminados    |          |          | Salvador 59,5%         |          | Eloísa 70,6%                |          | Cristal 68,1%              |          | Miguel 51,7%               |          | Beatriz 78,9%            |          | Nicky 88,2%                                  | Jonathan 82,5%           | Eva 86,4%                          | Jani 47,55%                 | Diana 74,9%  | Natacha 15,2% Conrad 27,5% |
| No eliminados |          |          | Nicky 24,2% Jani 16,3% |          | Natacha 16,2% Cristal 13,2% |          | Juanjo 18,3% Beatriz 13,6% |          | Natacha 29,8% Juanjo 18,5% |          | Juanjo 11.7% Conrad 9.4% |          | Diana 5,2% Juanjo 2,7% Jani 2,3% Conrad 1,6% | Natacha 13.5% Diana 4.0% | Jani 7.8% Natacha 4.5% Conrad 1.3% | Natacha 45,54% Conrad 6,91% | Conrad 25,1% | Juanjo 57,3%               |

### Presentadores
Los presentadores de esta sexta edición fueron:
- Mercedes Milá: Galas semanales.
- Óscar Martínez: Resúmenes diarios.
- Jordi González: Debates dominicales.

## Gran Hermano 7(2005-2006)
- 20 de octubre de 2005 - 5 de febrero de 2006 (108 días).

En el concurso entraron 13 concursantes, pero una de ellos abandonó por diversos enfrentamientos con sus compañeros, por lo que entró una nueva concursante para reemplazarla.
Por primera vez, la casa tenía tres dormitorios. El patio formaba parte de la casa, ya que se hizo una estética de claustro, de tal forma que desde cualquier ángulo de la casa se podía ver el patio. Otra de las grandes novedades de esta edición fue las vistas al exterior desde el salón con ventanales altos. Hasta entonces no se había llevado a cabo porque el concepto neerlandés lo prohibía. El número de cámaras aumentó hasta 59.
El eslogan de esta edición fue "Gran Hermano, tienes mucho que ver".

### Concursantes
|                 |              | Residencia | Edad                                 | Profesión         | Duración             | Galas nominado          | Información |
| --------------- | ------------ | ---------- | ------------------------------------ | ----------------- | -------------------- | ----------------------- | ----------- |
|                 | Pepe Herrero | Madrid     | 33                                   | Ayudante de vuelo | 108 días             | 8.ª, 10.ª-15.ª y F      | Ganador     |
| Javier Varela   | Málaga       | 26         | Profesional de golf                  | 108 días          | 6.ª y F              | 2.º finalista           |             |
| Raquel Abad     | La Coruña    | 21         | Estudiante y dependienta             | 108 días          | 11.ª y F             | 3.ª finalista           |             |
| Dayron Mojena   | Granada      | 22         | Bailarín                             | 105 días          | 4.ª, 8.ª y 10.ª-15.ª | 10.ª expulsión          |             |
| Raquel López    | Málaga       | 27         | Estudiante de violín                 | 98 días           | 4.ª, 11.ª y 14.ª     | 9.ª expulsión           |             |
| Jesús Tinajo    | Tomelloso    | 25         | Diplomado en Ed. Física y encofrador | 91 días           | 13.ª                 | 8.ª expulsión           |             |
| Sara de Lucas   | Málaga       | 20         | Administrativa                       | 84 días           | 2.ª, 6.ª y 12.ª      | 7.ª expulsión           |             |
| Arturo Sisniega | Madrid       | 26         | Coordinador de aeróbic               | 77 días           | 11.ª                 | 6.ª expulsión           |             |
| Tono Rodríguez  | Pontevedra   | 26         | Comercial de excavadoras             | 70 días           | 10.ª                 | 5.ª expulsión           |             |
| Saray Leal      | Guipúzcoa    | 25         | Camarera                             | 56 días           | 8.ª                  | 4.ª expulsión           |             |
| Mayte Salas     | León         | 26         | Teleoperadora                        | 20 días           | 6.ª                  | 3.ª expulsión / Reserva |             |
| Inma Contreras  | Granada      | 29         | Lic. en Biblioteconomía              | 28 días           | 2.ª y 4.ª            | 2.ª expulsión           |             |
| Beatriz Gómez   | Madrid       | 42         | Empresaria                           | 19 días           | Nunca                | Abandono voluntario     |             |
| Estrella Mata   | Madrid       | 25         | Auxiliar de enfermería               | 15 días           | 2.ª                  | 1.ª expulsión           |             |

### Estadísticas semanales
|               | Gala 1 | Gala 2   | Gala 3              | Gala 4   | Gala 5                       | Gala 6   | Gala 7                  | Gala 8   | Gala 9                 | Gala 10  | Gala 11                 | Gala 12                                       | Gala 13           | Gala 14         | Gala 15           | Gala 16    | Final                      |
| ------------- | ------ | -------- | ------------------- | -------- | ---------------------------- | -------- | ----------------------- | -------- | ---------------------- | -------- | ----------------------- | --------------------------------------------- | ----------------- | --------------- | ----------------- | ---------- | -------------------------- |
| Pepe          | Entra  | Salvado  | Exento              | Salvado  | Exento                       | Salvado  | Exento                  | Nominado | Salvado                | Nominado | Nominado                | Nominado                                      | Nominado          | Nominado        | Nominado          | Finalista  | Ganador                    |
| Javier        | Entra  | Salvado  | Exento              | Salvado  | Exento                       | Nominado | Salvado                 | Salvado  | Exento                 | Salvado  | Salvado                 | Salvado                                       | Salvado           | Salvado         | Salvado           | Finalista  | Segundo                    |
| Raquel A.     | Entra  | Salvada  | Exenta              | Salvada  | Exenta                       | Salvada  | Exenta                  | Salvada  | Exenta                 | Salvada  | Nominada                | Salvada                                       | Salvada           | Salvada         | Salvada           | Finalista  | Tercera                    |
| Dayron        | Entra  | Salvado  | Exento              | Nominado | Salvado                      | Salvado  | Exento                  | Nominado | Salvado                | Nominado | Nominado                | Nominado                                      | Nominado          | Nominado        | Nominado          | Expulsado  |                            |
| Raquel L.     | Entra  | Salvada  | Exenta              | Nominada | Salvada                      | Salvada  | Exenta                  | Salvada  | Exenta                 | Salvada  | Nominada                | Salvada                                       | Salvada           | Nominada        | Expulsada         |            |                            |
| Jesús         | Entra  | Salvado  | Exento              | Salvado  | Exento                       | Salvado  | Exento                  | Salvado  | Exento                 | Salvado  | Salvado                 | Salvado                                       | Nominado          | Expulsado       |                   |            |                            |
| Sara          | Entra  | Nominada | Salvada             | Salvada  | Exenta                       | Nominada | Salvada                 | Salvada  | Exenta                 | Salvada  | Salvada                 | Nominada                                      | Expulsada         |                 |                   |            |                            |
| Arturo        | Entra  | Salvado  | Exento              | Salvado  | Exento                       | Salvado  | Exento                  | Salvado  | Exento                 | Salvado  | Nominado                | Expulsado                                     |                   |                 |                   |            |                            |
| Tono          | Entra  | Salvado  | Exento              | Salvado  | Exento                       | Salvado  | Exento                  | Salvado  | Exento                 | Nominado | Expulsado               |                                               |                   |                 |                   |            |                            |
| Saray         | Entra  | Salvada  | Exenta              | Salvada  | Exenta                       | Salvada  | Exenta                  | Nominada | Expulsada              |          |                         |                                               |                   |                 |                   |            |                            |
| Mayte         |        |          |                     | Entra    | Exenta                       | Nominada | Expulsada               |          |                        |          |                         |                                               |                   |                 |                   |            |                            |
| Inma          | Entra  | Nominada | Salvada             | Nominada | Expulsada                    |          |                         |          |                        |          |                         |                                               |                   |                 |                   |            |                            |
| Beatriz       | Entra  | Salvada  | Exenta              | Abandono |                              |          |                         |          |                        |          |                         |                                               |                   |                 |                   |            |                            |
| Estrella      | Entra  | Nominada | Expulsada           |          |                              |          |                         |          |                        |          |                         |                                               |                   |                 |                   |            |                            |
|               |        |          |                     |          |                              |          |                         |          |                        |          |                         |                                               |                   |                 |                   |            |                            |
| Eliminados    |        |          | Estrella 38,9%      |          | Inma 76,4%                   |          | Mayte 48,7%             |          | Saray 70%              |          | Tono 73%                | Arturo 44%                                    | Sara 72,8%        | Jesús 73%       | Raquel L. 73,9%   | Dayron 66% | Raquel A. 3,6% Javier 9,2% |
| No eliminados |        |          | Inma 33,1% Sara 28% |          | Dayron 12.2% Raquel L. 11.4% |          | Sara 24.0% Javier 21.3% |          | Dayron 16.0% Pepe 14.0 |          | Dayron 15.1% Pepe 14.9% | Raquel A. 36% Dayron 10% Raquel L. 6% Pepe 4% | Dayron Pepe 27,2% | Dayron Pepe 27% | Dayron Pepe 26,1% | Pepe 34%   | Pepe 87,2%                 |

### Presentadores
Los presentadores de esta séptima edición fueron:
- Mercedes Milá: Galas semanales.
- Jordi González: Debates dominicales.

## Gran Hermano 8(2006)
- 7 de septiembre de 2006 - 21 de diciembre de 2006 (105 días).

Esta edición de Gran Hermano convirtió a Telecinco en la primera emisora a nivel mundial en alcanzar la octava edición del concurso.
La casa estaba dividida en cuatro apartamentos que fueron asignados por sorteo: individual (Daniel L.) de dos (Laura F. y Javier) de cinco (Laura S., Gemma, Mahme, Daniel R. y Pulpillo) y de seis (Kiko, Marusky, Greta, Kiran, Miriam y Naiala). En esta edición los concursantes pudieron emplear la nominación inmediata en la que los concursantes podían nominar en cualquier momento del día y repartir los 6 puntos como quisieran. Sin embargo, la nominación inmediata solo la podía emplear un concursante a la semana y nadie podía saber que la utilizaba. Si los concursantes no conseguían superar una prueba, podían obtener el presupuesto superando un reto de la habitación del pánico.
Por otro lado, el último concursante fue elegido al azar entre todos los presentes a la gala inaugural del programa. La elegida fue Romina*, con el número 133, aunque se descubrió un error en el sorteo, ya que el número real extraído fue el 733, número perteneciente a Laura Sevillano, a quien pudieron localizar días después. Como el error había sido del programa y no de las concursantes, Mercedes Milá dijo en la siguiente gala que a las dos chicas se les daba la oportunidad de pasar las pruebas para convertirse ambas en concursantes de la octava edición. Romina no llegó a entrar a la casa porque dio positivo en el análisis de cannabis y porque el número no era el suyo sino el de su madre ya que los intercambiaron cuando fue extraído.
* Romina no llegó a ser concursante oficial de Gran Hermano y por esta razón no figura en el cuadro de concursantes ni en el de nominaciones y expulsiones.
El eslogan de esta edición fue "Lo verás todo".

### Concursantes
|                       |                | Residencia | Edad                                   | Profesión   | Duración                  | Galas nominado                  | Información |
| --------------------- | -------------- | ---------- | -------------------------------------- | ----------- | ------------------------- | ------------------------------- | ----------- |
|                       | Naiala Melo    | Santa Cruz | 22                                     | Dependienta | 105 días                  | 2.ª, 4.ª, 6.ª, 13.ª, 15.ª y F   | Ganadora    |
| Laura Fernández       | Asturias       | 23         | Comercial inmobiliario                 | 105 días    | 10.ª, 11.ª, 13.ª-15.ª y F | 2.ª finalista                   |             |
| Miriam Constantí      | Barcelona      | 24         | Dependienta y Lic. en derecho          | 105 días    | 6.ª, 15.ª y F             | 3.ª finalista                   |             |
| Miguel Ángel Pulpillo | Jaén           | 29         | Agricultor                             | 104 días    | 11.ª-15.ª                 | 11.ª expulsión                  |             |
| Mahme Garrido         | Jaén           | 25         | Estudiante y camarera                  | 98 días     | 9.ª, 12.ª y 14.ª          | 10.ª expulsión                  |             |
| Daniel López          | Islas Baleares | 26         | Jardinero                              | 91 días     | 13.ª                      | 9.ª expulsión                   |             |
| Daniel Rubio          | Barcelona      | 24         | Estudiante de Periodismo               | 84 días     | 8.ª, 10.ª y 12.ª          | 8.ª expulsión                   |             |
| Kiran Wolbeek         | Madrid         | 33         | Jefe de ventas                         | 77 días     | 9.ª y 11.ª                | 7.ª expulsión                   |             |
| Javier Robles         | Madrid         | 29         | Empresario                             | 70 días     | 2.ª, 6.ª, 8.ª, y 10.ª     | 6.ª expulsión                   |             |
| Greta de Anta         | Madrid         | 19         | Dependienta en paro                    | 63 días     | 6.ª y 9.ª                 | 5.ª expulsión                   |             |
| Marusky Perdomo       | Las Palmas     | 35         | Encargada de boutique                  | 56 días     | 8.ª                       | 4.ª expulsión                   |             |
| Kiko Rodríguez        | Pontevedra     | 29         | Empresario                             | 42 días     | 4.ª y 6.ª                 | 3.ª expulsión                   |             |
| Gemma Guzmán          | Sevilla        | 25         | Azafata y licenciada en hist. del arte | 28 días     | 4.ª                       | 2.ª expulsión                   |             |
| Laura Sevillano       | Cáceres        | 27         | Administrativa                         | 11 días     | 2.ª                       | Elegida al azar / 1.ª expulsión |             |

### Estadísticas semanales
|               | Gala 1 | Debate 1 | Gala 2   | Gala 3                    | Gala 4   | Gala 5                 | Gala 6   | Gala 7                                         | Gala 8   | Gala 9                       | Gala 10                 | Gala 11                        | Gala 12                       | Gala 13                    | Gala 14                                   | Gala 15                       | Gala 16                                | Final                     |
| ------------- | ------ | -------- | -------- | ------------------------- | -------- | ---------------------- | -------- | ---------------------------------------------- | -------- | ---------------------------- | ----------------------- | ------------------------------ | ----------------------------- | -------------------------- | ----------------------------------------- | ----------------------------- | -------------------------------------- | ------------------------- |
| Naiala        | Entra  | Exenta   | Nominada | Salvada                   | Nominada | Salvada                | Nominada | Salvada                                        | Salvada  | Salvada                      | Salvada                 | Salvada                        | Salvada                       | Nominada                   | Salvada                                   | Nominada                      | Finalista                              | Ganadora                  |
| Laura F.      | Entra  | Exenta   | Salvada  | Exenta                    | Salvada  | Exenta                 | Salvada  | Exenta                                         | Salvada  | Salvada                      | Nominada                | Nominada                       | Salvada                       | Nominada                   | Nominada                                  | Nominada                      | Finalista                              | Segunda                   |
| Mimi          | Entra  | Exenta   | Salvada  | Exenta                    | Salvada  | Exenta                 | Nominada | Salvada                                        | Salvada  | Salvada                      | Salvada                 | Salvada                        | Salvada                       | Salvada                    | Salvada                                   | Nominada                      | Finalista                              | Tercera                   |
| Pulpillo      | Entra  | Exento   | Salvado  | Exento                    | Salvado  | Exento                 | Salvado  | Exento                                         | Salvado  | Salvado                      | Salvado                 | Nominado                       | Nominado                      | Nominado                   | Nominado                                  | Nominado                      | Expulsado                              |                           |
| Mahme         | Entra  | Exenta   | Salvada  | Exenta                    | Salvada  | Exenta                 | Salvada  | Exenta                                         | Salvada  | Nominada                     | Salvada                 | Salvada                        | Nominada                      | Salvada                    | Nominada                                  | Expulsada                     |                                        |                           |
| Daniel L.     | Entra  | Exento   | Salvado  | Exento                    | Salvado  | Exento                 | Salvado  | Exento                                         | Salvado  | Salvado                      | Salvado                 | Salvado                        | Salvado                       | Nominado                   | Expulsado                                 |                               |                                        |                           |
| Daniel R.     | Entra  | Exento   | Salvado  | Exento                    | Salvado  | Exento                 | Salvado  | Exento                                         | Nominado | Salvado                      | Nominado                | Salvado                        | Nominado                      | Expulsado                  |                                           |                               |                                        |                           |
| Kiran         | Entra  | Exento   | Salvado  | Exento                    | Salvado  | Exento                 | Salvado  | Exento                                         | Salvado  | Nominado                     | Salvado                 | Nominado                       | Expulsado                     |                            |                                           |                               |                                        |                           |
| Javier        | Entra  | Exento   | Nominado | Salvado                   | Salvado  | Exento                 | Nominado | Salvado                                        | Nominado | Salvado                      | Nominado                | Expulsado                      |                               |                            |                                           |                               |                                        |                           |
| Greta         | Entra  | Exenta   | Salvada  | Exenta                    | Salvada  | Exenta                 | Nominada | Salvada                                        | Salvada  | Nominada                     | Expulsada               |                                |                               |                            |                                           |                               |                                        |                           |
| Marusky       | Entra  | Exenta   | Salvada  | Exenta                    | Salvada  | Exenta                 | Salvada  | Exenta                                         | Nominada | Expulsada                    |                         |                                |                               |                            |                                           |                               |                                        |                           |
| Kiko          | Entra  | Exento   | Salvado  | Exento                    | Nominado | Salvado                | Nominado | Expulsado                                      |          |                              |                         |                                |                               |                            |                                           |                               |                                        |                           |
| Gemma         | Entra  | Exenta   | Salvada  | Salvada                   | Nominada | Expulsada              |          |                                                |          |                              |                         |                                |                               |                            |                                           |                               |                                        |                           |
| Laura S.      |        | Entra    | Nominada | Expulsada                 |          |                        |          |                                                |          |                              |                         |                                |                               |                            |                                           |                               |                                        |                           |
|               |        |          |          |                           |          |                        |          |                                                |          |                              |                         |                                |                               |                            |                                           |                               |                                        |                           |
| Eliminados    |        |          |          | Laura S. 54,9%            |          | Gemma 57,8%            |          | Kiko 39,8%                                     |          | Marusky 53,2%                | Greta 36,8%             | Javier 61,4%                   | Kiran 43,5%                   | Daniel R. 41,2%            | Daniel L. 55,5%                           | Mahme 47%                     | Pulpillo 10,4%                         | Mimi 17,5% Laura F. 27,9% |
| No eliminados |        |          |          | Naiala 27,2% Javier 17,9% |          | Naiala 38.4% Kiko 3.8% |          | Javier 37,9% Greta 13,2% Mimi 5,6% Naiala 3,5% |          | Javier 31,3% Daniel R. 15,5% | Kiran 33,9% Mahme 29,3% | Laura F. 21,1% Daniel R. 17,5% | Pulpillo 36,2% Laura F. 20,3% | Pulpillo 29,5% Mahme 29,3% | Pulpillo 29,9% Laura F. 11,5% Naiala 3,1% | Pulpillo 38,9% Laura F. 14,1% | Mimi 16,4% Laura F. 20,3% Naiala 52,9% | Naiala 54,6%              |

### Presentadores
Los presentadores de esta octava entrega fueron:
- Mercedes Milá: Galas de los jueves.
- Jordi González: Debates de los lunes por la noche.
- Lucía Riaño: Resúmenes diarios.

## Gran Hermano 9(2007)
- 9 de septiembre de 2007 - 27 de diciembre de 2007 (109 días).

La casa de Guadalix vuelve a parecerse más a la de los primeros "grandes hermanos" y deja de ser la macrocasa de las últimas ediciones. La casa solo cuenta con dos dormitorios (supuestamente uno para las chicas y uno para los chicos), el salón, el jardín (espacio más grande de la casa), el confesionario (que como novedad este año no es un espacio independiente, sino que está integrado en el salón), los cuartos de baño, una sala aparte donde hay una urna de cristal llena de loros (novedad de este año en sustitución de animales de granja) y un jacuzzi donde cabe un máximo de cuatro o cinco personas. La sala de expulsión es suprimida en esta edición, por lo que las expulsiones se vuelven a realizar en el salón (como en las 3 primeras ediciones). En su lugar, hay una habitación donde los concursantes guardan sus cosas y una lavandería donde lavar la ropa y ducharse junto con un pequeño aseo. Esa habitación se abre y se cierra con una puerta en forma de ascensor. Aquí es donde se "encierra" a los concursantes antes de las galas o pruebas que requieran ciertas reformas en la casa.
Otra de las novedades que se incluyen en esta edición de Gran Hermano es la suite, una dependencia aislada de la casa y mucho más pequeña que esta, donde acuden los concursantes seleccionados por los compañeros o por la organización para superar los distintos retos que van teniendo a lo largo del concurso (el intercambio entre las gemelas Conchi y Pamela para engañar a los concursantes durante las dos primeras semanas, la falsa expulsión de Andalla y Piero, el falso intercambio Gran Hermano España-Big Brother Brasil entre Dadi y un actor portugués, etc).
En esta edición también hay otra novedad, "el chico de oro": el último concursante en entrar en la casa sería escogido de entre los 25 acertantes seleccionados del concurso que se ha llevado a cabo los días previos al inicio de esta edición (adivinar el nombre y el orden correcto de aparición en televisión de antiguos concursantes de Gran Hermano). Este concursante habría de pasar las pruebas físicas y psicológicas como cualquier otro.
Finalmente, la organización de Gran Hermano seleccionaría a dos chicas de oro para que entraran en la casa, Lucy y Aramoga*, con la finalidad de que el resto de concursantes tuvieran que elegir a una de ellas para ser la chica de oro y así poder convertirla en concursante oficial de Gran Hermano. Lucy, con el apoyo mayoritario de los concursantes, fue la elegida para concursar, siendo Aramoga expulsada siete días después de su entrada a la casa.
A mediados del concurso, la organización de Gran Hermano seleccionaría a las tres primeras concursantes expulsadas (Amor, Paula y Karen) junto con otro concursante reserva, Agustín*, para que convivieran durante una semana en la suite con el fin de que el público eligiera quien de los cuatro concursantes debía entrar en la casa como sustituto de David "Fleky", que abandonaría voluntariamente el concurso. Amor, con el 58% de los votos, sería la concursante elegida para entrar de nuevo en la casa, dando lugar así a la primera repesca en la historia de Gran Hermano.
Como última novedad en cada edición del debate de Gran Hermano, presentado por Jordi González, el público elegiría mediante SMS donde colocar una cámara más dentro de la casa sin que los concursantes lo supieran.
* Aramoga Bravo y Agustín no llegaron a ser concursantes oficiales de Gran Hermano y por esta razón no figuran en el cuadro de concursantes ni en el de nominaciones y expulsiones.
El eslogan de esta edición fue: "No habrá dos días iguales porque este Gran Hermano tiene un plan".

### Concursantes
|                      |                | Residencia | Edad                        | Profesión   | Duración                       | Galas nominado                      | Información        |
| -------------------- | -------------- | ---------- | --------------------------- | ----------- | ------------------------------ | ----------------------------------- | ------------------ |
|                      | Judit Iglesias | La Coruña  | 31                          | Socióloga   | 98 días                        | 9.ª, 11.ª, 13.ª, 15.ª y F           | Ganadora / Reserva |
| Conchi de los Santos | Sevilla        | 22         | Peluqueras                  | 109 días    | 7.ª, 9.ª, 11.ª, 13.ª, 14.ª y F | 2.as finalistas                     |                    |
| Pamela de los Santos | Sevilla        | 22         | Peluqueras                  | 109 días    | 7.ª, 9.ª, 11.ª, 13.ª, 14.ª y F | 2.as finalistas                     |                    |
| Rodrigo Urbina       | Madrid         | 26         | Estudiante de empresariales | 109 días    | 3.ª, 15.ª y F                  | 3.º finalista                       |                    |
| Oliver Pérez         | Las Palmas     | 22         | Cantante                    | 109 días    | 5.ª, 9.º, 14.ª y F             | 4.º finalista                       |                    |
| Ángela Linares       | Toledo         | 26         | Vendedora de cupones        | 102 días    | 15.ª                           | 9.ª expulsión                       |                    |
| Eneko Van Horenbeke  | Vizcaya        | 28         | Empresario                  | 95 días     | 13.ª y 14.ª                    | 8.ª expulsión                       |                    |
| Andalla Mbengue      | La Coruña      | 34         | Frigorista                  | 88 días     | 11.ª y 13.ª                    | 7.ª expulsión                       |                    |
| Melania Querol       | Castellón      | 25         | Estudiante de Derecho       | 74 días     | 2.ª, 3.ª, 5.ª y 11.ª           | 6.ª expulsión                       |                    |
| Amor Romeira         | Las Palmas     | 18         | Estudiante de estilismo     | 32 días     | 2.ª y 11.ª                     | 1.ª expulsión / Abandono voluntario |                    |
| Piero Righetto       | Barcelona      | 27         | Licenciado en contabilidad  | 60 días     | 9.ª                            | 5.ª expulsión                       |                    |
| Lucy Gómez           | Málaga         | 32         | Agente inmobiliario         | 28 días     | 7.ª                            | 4.ª expulsión                       |                    |
| Dadi Mehad           | Almería        | 34         | Legionario                  | 45 días     | 2.ª y 7.ª                      | Abandono voluntario                 |                    |
| Karen Delgado        | Santa Cruz     | 25         | Dependienta                 | 32 / 7 días | 3.ª y 5.ª                      | 3.ª expulsión                       |                    |
| Paula Pérez          | Orense         | 25         | Técnico de sonido           | 18 / 7 días | 2.ª y 3.ª                      | 2.ª expulsión                       |                    |
| David Corsín "Fleky" | Madrid         | 24         | Fontanero                   | 17 días     | 3.ª                            | Abandono voluntario                 |                    |
| Rebeca Franco        | Málaga         | 24         | En paro                     | 6 días      | Nunca                          | Abandono voluntario                 |                    |
| Maite Franco         | Ciudad Real    | 29         | Administrativa              | 3 días      | Nunca                          | Abandono voluntario                 |                    |
| Aspirantes           |                |            |                             |             |                                |                                     |                    |
| Agustín              | Sevilla        | 31         | P/A                         | 7 días      | Nunca                          | Alternativa a la repesca            |                    |
| Aramoga Bravo        | Las Palmas     | 23         | Vendedora                   | 7 días      | Nunca                          | Eliminada frente a Lucy             |                    |

- 1 Como novedad en el programa, después de haber superado un reto, las gemelas Conchi y Pamela concursan como una única concursante.

### Estadísticas semanales
|               | Gala 1 | Gala 2   | Gala 3                             | Gala 4                    | Gala 5    | Gala 5    | Gala 6                     | Gala 7    | Gala 8                | Gala 9    | Gala 10                    | Gala 11   | Gala 12                     | Gala 13   | Gala 14                    | Gala 15               | Gala 16             | Final                                   |
| ------------- | ------ | -------- | ---------------------------------- | ------------------------- | --------- | --------- | -------------------------- | --------- | --------------------- | --------- | -------------------------- | --------- | --------------------------- | --------- | -------------------------- | --------------------- | ------------------- | --------------------------------------- |
| Judit         |        |          | Entra                              | Exenta                    | Salvada   | Salvada   | Exenta                     | Salvada   | Exenta                | Nominada  | Salvada                    | Nominada  | Salvada                     | Nominada  | Salvada                    | Nominada              | Finalista           | Ganadora                                |
| Gemelas       | Entran | Salvadas | Exentas                            | Exentas                   | Salvadas  | Salvadas  | Exentas                    | Nominadas | Salvadas              | Nominadas | Salvadas                   | Nominadas | Salvadas                    | Nominadas | Nominadas                  | Salvadas              | Finalistas          | Segundas                                |
| Rodrigo       | Entra  | Salvado  | Nominado                           | Salvado                   | Salvado   | Salvado   | Exento                     | Salvado   | Exento                | Salvado   | Exento                     | Salvado   | Exento                      | Salvado   | Salvado                    | Nominado              | Finalista           | Tercero                                 |
| Oliver        | Entra  | Salvado  | Salvado                            | Exento                    | Nominado  | Nominado  | Salvado                    | Salvado   | Exento                | Nominado  | Salvado                    | Salvado   | Exento                      | Salvado   | Nominado                   | Salvado               | Finalista           | Cuarto                                  |
| Ángela        | Entra  | Salvada  | Salvada                            | Exenta                    | Salvada   | Salvada   | Exenta                     | Salvada   | Exenta                | Salvada   | Exenta                     | Salvada   | Exenta                      | Salvada   | Salvada                    | Nominada              | Expulsada           |                                         |
| Eneko         | Entra  | Salvado  | Salvado                            | Exento                    | Salvado   | Salvado   | Exento                     | Exento    | Exento                | Salvado   | Exento                     | Salvado   | Exento                      | Nominado  | Nominado                   | Expulsado             |                     |                                         |
| Andalla       | Entra  | Exento   | Exento                             | Exento                    | Salvado   | Salvado   | Exento                     | Salvado   | Exento                | Salvado   | Exento                     | Nominado  | Salvado                     | Nominado  | Expulsado                  |                       |                     |                                         |
| Melania       | Entra  | Nominada | Nominada                           | Salvada                   | Nominada  | Nominada  | Salvada                    | Nominada  | Salvada               | Salvada   | Exenta                     | Nominada  | Expulsada                   |           |                            |                       |                     |                                         |
| Amor          | Entra  | Nominada | Expulsada                          |                           |           |           |                            |           | Suite                 | Repesca   | Exenta                     | Nominada  | Abandono                    |           |                            |                       |                     |                                         |
| Piero         | Entra  | Exento   | Exento                             | Exento                    | Salvado   | Salvado   | Exento                     | Salvado   | Exento                | Nominado  | Expulsado                  |           |                             |           |                            |                       |                     |                                         |
| Lucy          |        |          |                                    | Aspirante                 | Salvada   | Salvada   | Exenta                     | Nominada  | Expulsada             |           |                            |           |                             |           |                            |                       |                     |                                         |
| Dadi          | Entra  | Nominado | Salvado                            | Exento                    | Exento    | Exento    | Exento                     | Nominado  | Abandono              |           |                            |           |                             |           |                            |                       |                     |                                         |
| Karen         | Entra  | Salvada  | Nominada                           | Salvada                   | Nominada  | Nominada  | Expulsada                  |           | Suite                 | Eliminada |                            |           |                             |           |                            |                       |                     |                                         |
| Paula         | Entra  | Nominada | Nominada                           | Expulsada                 |           |           |                            |           | Suite                 | Eliminada |                            |           |                             |           |                            |                       |                     |                                         |
| David         | Entra  | Salvado  | Nominado                           | Abandono                  |           |           |                            |           |                       |           |                            |           |                             |           |                            |                       |                     |                                         |
| Rebeca        | Entra  | Salvada  | Abandono                           |                           |           |           |                            |           |                       |           |                            |           |                             |           |                            |                       |                     |                                         |
| Maite         | Entra  | Abandono |                                    |                           |           |           |                            |           |                       |           |                            |           |                             |           |                            |                       |                     |                                         |
|               |        |          |                                    |                           |           |           |                            |           |                       |           |                            |           |                             |           |                            |                       |                     |                                         |
| Agustín       |        |          |                                    |                           |           |           |                            |           | Suite                 | Eliminado |                            |           |                             |           |                            |                       |                     |                                         |
| Aramoga       |        |          |                                    | Aspirante                 | Eliminada | Eliminada |                            |           |                       |           |                            |           |                             |           |                            |                       |                     |                                         |
| Eliminados    |        |          | Amor 48,2%                         | Paula 44%                 |           |           | Karen 45,9%                |           | Lucy 50,6%            |           | Piero 55,6%                |           | Melania 60,3%               |           | Andalla 39,68%             | Eneko 54,78%          | Ángela 92,69%       | Oliver 8,6% Rodrigo 14,1% Gemelas 33,6% |
| No eliminados |        |          | Paula 46,9% Melania 3,2% Dadi 1,7% | Melania Karen Rodrigo 56% |           |           | Melania 39,3% Oliver 14,8% |           | Melania Gemelas 49,4% |           | Oliver Gemelas Judit 44,4% |           | Gemelas Andalla Judit 39,7% |           | Eneko Gemelas Judit 60,32% | Oliver Gemelas 45,22% | Judit Rodrigo 7,31% | Judit 43,7%                             |

### Presentadores
Los presentadores de la novena entrega fueron:
- Mercedes Milá: Como siempre, presenta las galas semanales de nominaciones y expulsiones.
- Jordi González: Desde su sexta edición, presenta los debates semanales comentando con colaboradores y ex-concursantes los acontecimientos de la casa.
- Óscar Martínez: Vuelve a presentar los resúmenes, tarea que hizo por última vez en Gran Hermano VI.

## Gran Hermano 10(2008-2009)
- 21 de septiembre de 2008 - 22 de enero de 2009 (123 días).

La casa de Guadalix de la Sierra abrió sus puertas a la esperada décima edición de Gran Hermano el domingo 21 de septiembre con una gala especial presentada por Mercedes Milá en la que se desveló la identidad de los nuevos habitantes. A partir de ese día, Telecinco ubicó la emisión de las galas semanales en la noche del martes.
Este año, la décima edición de Gran Hermano arrancó con una gran novedad: la posibilidad de que la audiencia eligiera a los concursantes, es decir, de completar el casting. Para ello, el reality se dividió en dos casas: la casa 1, una réplica casi exacta a la de la primera edición y la casa 10.
Tras la expulsión de Jie Li y la posterior entrada de Gisela a la casa 10, el resto de aspirantes que quedaban en la casa 1, Javier, Julio y Mirentxu, fueron sometidos al voto de la audiencia para determinar quién de los tres debía acceder a la casa 10, siendo Javier el más votado y entrando así a la nueva casa, no sin antes haber sido elegido por azar en la sala de las puertas. Para completar el casting, la organización de Gran Hermano seleccionó a dos nuevas concursantes: Estefanía y Lizfanny. El azar de la sala de las puertas determinó que Estefanía pasara a la casa 10, mientras que Lizfanny accedería a la casa 1, junto con Julio y Mirentxu, para concursar en un Gran Hermano paralelo sin nominaciones y expulsiones y sin que los concursantes de la casa 10 supieran de su existencia en el programa. Según palabras de Mercedes Milá vivirían aislados del resto de concursantes durante varias semanas hasta llegar casi al final del concurso. No obstante, debido a un error en la megafonía de la dirección del programa, los habitantes de la casa 10 se dieron cuenta de que algo pasaba en la casa 1, por lo que decidieron trasladarles de forma prematura a la casa 10 dos semanas después de dicho concurso paralelo.
La casa de Gran Hermano 10 volvió a ser un poco más grande y se le dio un aspecto mucho más tecnológico. Al revés que el año anterior, que era solo moqueta verde, ese año el jardín tenía hierba artificial. Para una prueba, la anterior sala de los pájaros se convirtió en una sala con un ordenador en el que los concursantes podían enviar sus fotografías, escribir unos blogs, etc. Había una única habitación con diez camas puesto que solo eran diez concursantes, aunque tras la incorporación de Julio, Mirentxu y Lizfanny a la casa, se instalaron tres camas en el almacén.
Al igual que ocurriera en la edición anterior, la organización de Gran Hermano 10 decidió otorgar una segunda oportunidad a ocho de los diez primeros concursantes expulsados para repescar a uno de ellos (Germán y Carlos H. no quisieron optar a volver a concursar por motivos laborales). Para ello, la audiencia podía votar a través de la página web oficial de Telecinco qué tres concursantes debían optar a volver a concursar, siendo Gema, Ana y Eva las más votadas y accediendo así a la casa 1 para competir por la repesca. Tras una semana de convivencia entre las tres candidatas a la repesca, Ana fue la concursante elegida completamente al azar por sus compañeros para volver a entrar en la casa.
El eslogan de esta edición fue: "Gran Hermano 10 es otra historia".

### Concursantes
|                   |              | Residencia | Edad                                 | Profesión           | Duración                     | Galas nominado                          | Información |
| ----------------- | ------------ | ---------- | ------------------------------------ | ------------------- | ---------------------------- | --------------------------------------- | ----------- |
|                   | Iván Madrazo | Zaragoza   | 35                                   | Empresario y modelo | 123 días                     | 1.ª, 3.ª, 7.ª, 9.ª-12.ª, 16.ª y F       | Ganador     |
| Orlando Breyner   | Valencia     | 28         | Feriante                             | 123 días            | 1.ª, 13.ª, 15.ª, 17.ª y F    | 2.º finalista                           |             |
| Almudena Martínez | Murcia       | 24         | Cajera                               | 123 días            | 1.ª, 4.ª, 14.ª, 16.ª y F     | 3.ª finalista                           |             |
| Liz Emiliano      | Guipúzcoa    | 24         | Modelo internacional                 | 86 días             | 9.ª, 11.ª, 13.ª, 15.ª y 17.ª | 15.ª expulsión / Intrusa                |             |
| Julito González   | Santa Cruz   | 28         | Opositor a Policía Nacional          | 108 días            | 1.ª y 14.ª-16.ª              | 14.ª expulsión                          |             |
| Javier Palomares  | Ciudad Real  | 23         | Músico                               | 100 días            | 1.ª y 15.ª                   | 13.ª expulsión                          |             |
| Ana Toro          | Granada      | 36         | Publicista                           | 23 / 14 días        | 1.ª y 4.ª                    | 4.ª expulsión / Expulsión disciplinaria |             |
| Mirentxu Álvarez  | Guipúzcoa    | 69         | Jubilada                             | 93 días             | 1.ª, 9.ª, 12.ª y 14.ª        | 12.ª expulsión                          |             |
| Carlos Fernández  | Barcelona    | 28         | Soldador                             | 86 días             | 13.ª                         | 11.ª expulsión                          |             |
| Gisela Betancort  | Santa Cruz   | 22         | Modelo                               | 79 días             | 1.ª, 5.ª, 7.ª y 12.ª         | 10.ª expulsión                          |             |
| Nani Sánchez      | Madrid       | 22         | En paro                              | 42 días             | 10.ª y 11.ª                  | 9.ª expulsión / Intrusa                 |             |
| Loli Fernández    | Granada      | 26         | Esteticista y estudiante de Biología | 65 días             | 1.ª, 4.ª y 10.ª              | 8.ª expulsión                           |             |
| Carlos Hoya       | Cantabria    | 31         | Agente inmobiliario                  | 58 días             | 1.ª, 2.ª y 9.º               | 7.ª expulsión                           |             |
| Gema Zafra        | Barcelona    | 26         | Administrativa en paro               | 44 / 7 días         | 7.ª                          | 6.ª expulsión                           |             |
| Jie Li            | Madrid       | 23         | Dependienta                          | 30 días             | 1.ª y 5.ª                    | 5.ª expulsión                           |             |
| Raquel Gómez      | La Coruña    | 33         | Azafata de vuelo                     | 16 días             | 1.ª / 3.ª                    | 3.ª expulsión                           |             |
| Eva Freire        | La Coruña    | 24         | Ganadera y camarera                  | 9 / 7 días          | 1.ª y 2.ª                    | 2.ª expulsión                           |             |
| Germán Ramírez    | Barcelona    | 37         | RRPP y presentador de TV             | 2 días              | 1.ª                          | 1.ª expulsión                           |             |

### Estadísticas semanales
|               | Gala 1 | Gala 1   | Gala 2       | Gala 3          | Gala 4       | Gala 5                    | Gala 6       | Gala 7   | Gala 8          | Gala 9   | Gala 10                      | Gala 11         | Gala 12             | Gala 13             | Gala 14              | Gala 15                   | Gala 16                      | Gala 17             | Gala 18        | Final                       |
| ------------- | ------ | -------- | ------------ | --------------- | ------------ | ------------------------- | ------------ | -------- | --------------- | -------- | ---------------------------- | --------------- | ------------------- | ------------------- | -------------------- | ------------------------- | ---------------------------- | ------------------- | -------------- | --------------------------- |
| Iván          | Entra  | Nominado | Salvado      | Nominado        | Casa 10      | Casa 10                   | Casa 10      | Nominado | Salvado         | Nominado | Nominado                     | Nominado        | Nominado            | Salvado             | Salvado              | Salvado                   | Nominado                     | Salvado             | Finalista      | Ganador                     |
| Orlando       | Entra  | Nominado | Casa 10      | Casa 10         | Casa 10      | Casa 10                   | Casa 10      | Salvado  | Exento          | Salvado  | Salvado                      | Salvado         | Salvado             | Nominado            | Salvado              | Nominado                  | Salvado                      | Nominado            | Finalista      | Segundo                     |
| Chiqui        | Entra  | Nominada | Salvada      | Salvada         | Nominada     | Casa 10                   | Casa 10      | Salvada  | Exenta          | Salvada  | Salvada                      | Salvada         | Salvada             | Salvada             | Nominada             | Salvada                   | Nominada                     | Salvada             | Finalista      | Tercera                     |
| Liz           |        |          |              |                 |              |                           | Entra        | Casa 1   | Exenta          | Nominada | Salvada                      | Nominada        | Salvada             | Nominada            | Salvada              | Nominada                  | Salvada                      | Nominada            | Expulsada      |                             |
| Julio         | Entra  | Nominado | Salvado      | Salvado         | Salvado      | Salvado                   | Casa 1       | Casa 1   | Exento          | Salvado  | Salvado                      | Salvado         | Salvado             | Salvado             | Nominado             | Nominado                  | Nominado                     | Expulsado           |                |                             |
| Javier        | Entra  | Nominado | Salvado      | Salvado         | Salvado      | Salvado                   | Casa 10      | Salvado  | Exento          | Salvado  | Salvado                      | Salvado         | Salvado             | Salvado             | Salvado              | Nominado                  | Expulsado                    |                     |                |                             |
| Ana           | Entra  | Nominada | Salvada      | Salvada         | Nominada     | Expulsada                 |              |          |                 |          |                              |                 |                     |                     | Casa 1               | Repesca                   | Exp.discip.                  |                     |                |                             |
| Mirentxu      | Entra  | Nominada | Salvada      | Salvada         | Salvada      | Salvada                   | Casa 1       | Casa 1   | Exenta          | Nominada | Salvada                      | Salvada         | Nominada            | Salvada             | Nominada             | Expulsada                 |                              |                     |                |                             |
| Carlos F.     | Entra  | Casa 10  | Casa 10      | Casa 10         | Casa 10      | Casa 10                   | Casa 10      | Salvado  | Exento          | Salvado  | Salvado                      | Salvado         | Salvado             | Nominado            | Expulsado            |                           |                              |                     |                |                             |
| Gisela        | Entra  | Nominada | Salvada      | Salvada         | Salvada      | Nominada                  | Casa 10      | Nominada | Salvada         | Salvada  | Salvada                      | Salvada         | Nominada            | Expulsada           |                      |                           |                              |                     |                |                             |
| Nani          |        |          |              |                 |              |                           | Entra        | Salvada  | Exenta          | Salvada  | Nominada                     | Nominada        | Expulsada           |                     |                      |                           |                              |                     |                |                             |
| Loli          | Entra  | Nominada | Salvada      | Salvada         | Nominada     | Casa 10                   | Casa 10      | Salvada  | Exenta          | Salvada  | Nominada                     | Expulsada       |                     |                     |                      |                           |                              |                     |                |                             |
| Carlos H.     | Entra  | Nominado | Nominado     | Casa 10         | Casa 10      | Casa 10                   | Casa 10      | Salvado  | Exento          | Nominado | Expulsado                    |                 |                     |                     |                      |                           |                              |                     |                |                             |
| Gema          | Entra  | Casa 10  | Casa 10      | Casa 10         | Casa 10      | Casa 10                   | Casa 10      | Nominada | Expulsada       |          |                              |                 |                     |                     | Casa 1               | Eliminada                 |                              |                     |                |                             |
| Jie Li        | Entra  | Nominada | Salvada      | Salvada         | Salvada      | Nominada                  | Expulsada    |          |                 |          |                              |                 |                     |                     |                      |                           |                              |                     |                |                             |
| Raquel        | Entra  | Nominada | Salvada      | Nominada        | Expulsada    |                           |              |          |                 |          |                              |                 |                     |                     |                      |                           |                              |                     |                |                             |
| Eva           | Entra  | Nominada | Nominada     | Expulsada       |              |                           |              |          |                 |          |                              |                 |                     |                     | Casa 1               | Eliminada                 |                              |                     |                |                             |
| Germán        | Entra  | Nominado | Expulsado    |                 |              |                           |              |          |                 |          |                              |                 |                     |                     |                      |                           |                              |                     |                |                             |
|               |        |          |              |                 |              |                           |              |          |                 |          |                              |                 |                     |                     |                      |                           |                              |                     |                |                             |
| Eliminados    |        |          | Germán 22,5% | Eva 58,6%       | Raquel 50,5% | Ana 48,3%                 | Jie Li 58,6% |          | Gema 56%        |          | Carlos H. 55,2%              | Loli 61,9%      | Nani 69,6%          | Gisela 57,9%        | Carlos F. 67%        | Mirentxu 49,9%            | Javier 42,5%                 | Julio 51,6%         | Lizfanny 51,9% | Almudena 7,8% Orlando 22,4% |
| No eliminados |        |          | Todos 77,5%  | Carlos H. 41,4% | Iván 49,5%   | Almudena 39.3% Loli 12.4% | Gisela 41,4% |          | Iván Gisela 44% |          | Iván Lizfanny Mirentxu 44,8% | Iván Nani 38,1% | Iván Lizfanny 30,4% | Iván Mirentxu 42,1% | Lizfanny Orlando 33% | Almudena 48,3% Julio 1,8% | Lizfanny Julio Orlando 57,5% | Almudena Iván 48,4% | Orlando 48,1%  | Iván 69,8%                  |

### Presentadores
Los presentadores de la décima entrega fueron:
- Mercedes Milá: Otro año más, presenta las galas semanales de nominaciones y expulsiones.[10]
- Jorge Javier Vázquez: Modera por primera vez los debates semanales, en los que Belén Rodríguez, Lydia Lozano y el exconcursante Kiko Hernández son los tertulianos, y además presenta por primera vez los resúmenes diarios de Gran Hermano.[11]

## Gran Hermano 11(2009-2010)
- 6 de septiembre de 2009 - 27 de enero de 2010 (143 días).

Gran Hermano 11 arrancó el domingo 6 de septiembre con un especial de prime time en el que se desveló la identidad de los nuevos habitantes. A partir de ese día, Telecinco ubicó la emisión de las galas semanales en la noche del jueves.
La undécima edición de Gran Hermano, como ya ocurriera el año anterior, también se dividió en dos casas: por un lado, la casa 11, la verdadera casa de Gran Hermano, donde convivirían once concursantes que cada semana se expondrían a las nominaciones y al veredicto de la audiencia y la casa espía, formada por otros seis aspirantes a entrar en el concurso, cuya misión era la de “espiar y observar” a los otros once concursantes de la casa 11 a través de la cruz de cámaras, para conocer quién era el expulsado de cada semana, ya que si lo acertaban ocuparían su lugar en la otra casa.
La casa de Gran Hermano 11 pasó a ser un poco más pequeña y menos lujosa que en otras ediciones, para ajustarse a la situación, imperada entonces por la crisis económica. Contaba con un jardín de hierba artificial, un salón-comedor con cocina incluida, un pequeño cuarto de baño, una sala para el jacuzzi y una única habitación, siguiendo el modelo de la edición anterior, donde había once camas.
La casa espía, también llamada la casa sostenible o ecológica, era más pequeña que la casa 11 y estaba hecha completamente de materiales reciclados. Se componía de un cuarto de baño, un pequeño jardín, un salón-comedor en el cual había una trampilla que daba acceso a un pasadizo que conducía a la cruz de cámaras y una única habitación donde había seis camas, aunque tras la finalización del juego de los espías, se reunificó a todos los concursantes en esta casa, incorporándose una segunda habitación con seis camas más.
Después de la expulsión de Juan y el traspaso de Laura a la casa 11, las dos últimas concursantes espías que quedaban, Carolina Lavín y Carolina Sobe, fueron sometidas al voto de los compañeros salvados de la quinta nominación (Arturo, Indhira, Iván Toscano y Tatiana) para decidir cual de las dos concursantes espías merecía seguir en el concurso. Tras una semana de convivencia en la casa espía, Carolina Sobe, con tres votos a favor y uno en contra, fue la concursante elegida para continuar en Gran Hermano, siendo Carolina Lavín eliminada del programa al no obtener el apoyo de sus compañeros.
Por tercer año consecutivo, la organización de Gran Hermano decidió poner en marcha un nuevo proceso de repesca, donde en lugar de uno, tres fueron los antiguos concursantes a los que se les otorgó una segunda oportunidad: el primero de ellos elegido por votación de la audiencia a través de la página web de Telecinco y los otros dos designados por sus propios compañeros, siendo uno de ellos elegido por los expulsados y el otro escogido por los concursantes en activo. Tras una semana de convivencia en la casa 11 entre los siete candidatos a la repesca (Carolina Lavín y los seis primeros concursantes expulsados por la audiencia), Carolina Lavín, elegida por el 37,6% de los votos del público; Siscu, escogido al azar entre sus compañeros de repesca, y Pilar, seleccionada entre los concursantes por cinco votos a favor y cuatro en contra, fueron los concursantes designados para volver a entrar a la casa.
El eslogan de esta edición fue: "Gran Hermano 11, la nueva era".

### Concursantes
|                    |             | Residencia | Edad                           | Profesión           | Duración                           | Galas nominado                       | Información |
| ------------------ | ----------- | ---------- | ------------------------------ | ------------------- | ---------------------------------- | ------------------------------------ | ----------- |
|                    | Ángel Muñoz | Madrid     | 32                             | Profesor de pilates | 143 días                           | 8.ª, 15.ª-20.ª y F                   | Ganador     |
| Saray Pereira      | La Coruña   | 27         | Binguera                       | 143 días            | Final                              | 2.ª finalista                        |             |
| Pilarita Gómez     | La Coruña   | 52         | Ama de casa                    | 11 / 76 días        | 2.ª, 16.ª-19.ª y F                 | 1.ª expulsión / 3.ª finalista        |             |
| Gerardo Prager     | Madrid      | 38         | Empresario y apoderado taurino | 119 días            | 8.ª, 10.ª, 12.ª, 15.ª-18.ª y 20.ª  | 15.ª expulsión / Reserva             |             |
| Tatiana Malyshkina | Almería     | 19         | Peluquera                      | 130 días            | 6.ª, 10.ª, 12.ª, 16.ª, 17.ª y 19.ª | 14.ª expulsión                       |             |
| Arturo Requejo     | Guipúzcoa   | 32         | Albañil                        | 123 días            | 3.ª, 4.ª, 6.ª, 8.ª, 13.ª y 18.ª    | 13.ª expulsión                       |             |
| Siscu Castillo     | Barcelona   | 23         | Frigorista                     | 18 / 52 días        | 3.ª, 15.ª y 17.ª                   | 2.ª / 12.ª expulsión                 |             |
| Laura Selva        | Alicante    | 25         | Dependienta                    | 112 días            | 16.ª                               | 11.ª expulsión                       |             |
| Carolina Lavín     | Cantabria   | 29         | Comercial de coches            | 28 / 35 días        | 7.ª y 15.ª                         | Eliminada / 10.ª expulsión / Reserva |             |
| Iván Toscano       | Murcia      | 23         | Jugador de baloncesto adaptado | 88 días             | 6.ª y 13.ª                         | 9.ª expulsión                        |             |
| Indhira Kalvani    | Málaga      | 23         | Estudiante de turismo          | 81 días             | 2.ª, 3.ª, 5.ª, 6.ª, 8.ª y 13.ª     | Expulsión disciplinaria              |             |
| Carolina Sobe      | Madrid      | 36         | Recepcionista                  | 63 días             | 7.ª, 10.ª y 12.ª                   | 8.ª expulsión / Reserva              |             |
| Hans Marcus        | Madrid      | 41         | En paro                        | 67 días             | 4.ª, 5.ª, 8.ª y 10.ª               | 7.ª expulsión                        |             |
| Melanie Kiwit      | Santa Cruz  | 23         | Estudiante de ADE y modelo     | 53 / 7 días         | 8.ª                                | 6.ª expulsión                        |             |
| Juan Carod         | Zaragoza    | 28         | Opositor a Policía Nacional    | 39 / 7 días         | 6.ª                                | 5.ª expulsión                        |             |
| Rebeca Perea       | Granada     | 28         | Dependienta                    | 32 / 7 días         | 5.ª                                | 4.ª expulsión                        |             |
| Nagore Robles      | Vizcaya     | 26         | Representante de moda          | 25 / 7 días         | 4.ª                                | 3.ª expulsión                        |             |
| Lis Valenzuela     | Barcelona   | 31         | Empresaria                     | 11 días             | Nunca                              | Abandono voluntario                  |             |
| Ángela Castro      | Alicante    | 29         | Licenciada en Psicología       | 11 días             | Nunca                              | Abandono forzado                     |             |
| Gonzalo Rodríguez  | Madrid      | 31         | Ayudante de producción         | 11 días             | Nunca                              | Expulsión disciplinaria              |             |

### Estadísticas semanales
|               | Gala 1 | Gala 2     | Gala 3        | Gala 4                     | Gala 5                | Gala 6            | Gala 7                               | Gala 8             | Gala 9                                                       | Gala 10  | Gala 11                        | Gala 12   | Gala 13               | Gala 14              | Gala 15  | Gala 16                   | Gala 17                            | Gala 18                           | Gala 19                    | Gala 20         | Gala 21       | Final                  |
| ------------- | ------ | ---------- | ------------- | -------------------------- | --------------------- | ----------------- | ------------------------------------ | ------------------ | ------------------------------------------------------------ | -------- | ------------------------------ | --------- | --------------------- | -------------------- | -------- | ------------------------- | ---------------------------------- | --------------------------------- | -------------------------- | --------------- | ------------- | ---------------------- |
| Ángel         | Entra  | Casa Espía | Casa Espía    | Casa Espía                 | Traspaso              | Salvado           | Exento                               | Nominado           | Salvado                                                      | Exento   | Exento                         | Salvado   | Salvado               | Exento               | Nominado | Nominado                  | Nominado                           | Nominado                          | Nominado                   | Nominado        | Finalista     | Ganador                |
| Saray         | Entra  | Casa Espía | Casa Espía    | Traspaso                   | Salvada               | Salvada           | Exenta                               | Salvada            | Exenta                                                       | Salvada  | Exenta                         | Salvada   | Salvada               | Exenta               | Salvada  | Salvada                   | Salvada                            | Salvada                           | Salvada                    | Salvada         | Finalista     | Segunda                |
| Pilar         | Entra  | Nominada   | Expulsada     |                            |                       |                   |                                      |                    |                                                              |          | Casa 11                        | Repesca   | Salvada               | Exenta               | Salvada  | Nominada*                 | Nominada                           | Nominada                          | Nominada                   | Salvada         | Finalista     | Tercera                |
| Gerardo       |        |            |               | Entra                      | C. Espía              | Traspaso          | Exento                               | Nominado           | Salvado                                                      | Nominado | Salvado                        | Nominado  | Nominado              | Salvado              | Nominado | Nominado                  | Nominado                           | Nominado                          | Salvado                    | Nominado        | Expulsado     |                        |
| Tatiana       | Entra  | Salvada    | Salvada       | Salvada                    | Salvada               | Nominada          | C. Espía                             | Salvada            | Exenta                                                       | Nominada | Salvada                        | Nominada  | Salvada               | Exenta               | Salvada  | Nominada                  | Nominada                           | Salvada                           | Nominada                   | Expulsada       |               |                        |
| Arturo        | Entra  | Salvado    | Nominado      | Nominado                   | Salvado               | Nominado          | C. Espía                             | Nominado           | Salvado                                                      | Salvado  | Exento                         | Salvado   | Nominado              | Salvado              | Salvado  | Salvado                   | Salvado                            | Nominado                          | Expulsado                  |                 |               |                        |
| Siscu         | Entra  | Salvado    | Nominado*     | Expulsado                  |                       |                   |                                      |                    |                                                              |          | Casa 11                        | Repesca   | Salvado               | Exento               | Nominado | Salvado                   | Nominado                           | Expulsado                         |                            |                 |               |                        |
| Laura         | Entra  | Casa Espía | Casa Espía    | Casa Espía                 | Casa Espía            | Casa Espía        | Traspaso                             | Salvada            | Exenta                                                       | Salvada  | Exenta                         | Salvada   | Salvada               | Exenta               | Salvada  | Nominada                  | Expulsada                          |                                   |                            |                 |               |                        |
| Carol         |        |            |               | Entra                      | Casa Espía            | Casa Espía        | Nominada                             | Expulsada          |                                                              |          | Casa 11                        | Repesca   | Salvada               | Exenta               | Nominada | Expulsada                 |                                    |                                   |                            |                 |               |                        |
| Toscano       | Entra  | Salvado    | Salvado       | Salvado                    | Salvado               | Nominado          | C. Espía                             | Salvado            | Exento                                                       | Salvado  | Exento                         | Salvado   | Nominado              | Expulsado            |          |                           |                                    |                                   |                            |                 |               |                        |
| Indhira       | Entra  | Nominada   | Nominada      | Salvada                    | Nominada              | Nominada          | C. Espía                             | Nominada           | Salvada                                                      | Salvada  | Exenta                         | Salvada   | Nominada              | Exp.discip.          |          |                           |                                    |                                   |                            |                 |               |                        |
| Carolina      |        |            |               | Entra                      | Casa Espía            | Casa Espía        | Nominada                             | Traspaso           | Exenta                                                       | Nominada | Salvada                        | Nominada  | Expulsada             |                      |          |                           |                                    |                                   |                            |                 |               |                        |
| Hans          | Entra  | C. Espía   | Traspaso      | Nominado                   | Nominado              | Salvado           | Exento                               | Nominado           | Salvado                                                      | Nominado | Expulsado                      |           |                       |                      |          |                           |                                    |                                   |                            |                 |               |                        |
| Melanie       | Entra  | Salvada    | Salvada       | Salvada                    | Salvada               | Salvada           | Exenta                               | Nominada           | Expulsada                                                    |          | Casa 11                        | Eliminada |                       |                      |          |                           |                                    |                                   |                            |                 |               |                        |
| Juan          | Entra  | Salvado    | Salvado       | Salvado                    | Salvado               | Nominado          | Expulsado                            |                    |                                                              |          | Casa 11                        | Eliminado |                       |                      |          |                           |                                    |                                   |                            |                 |               |                        |
| Rebeca        | Entra  | Salvada    | Salvada       | Salvada                    | Nominada              | Expulsada         |                                      |                    |                                                              |          | Casa 11                        | Eliminada |                       |                      |          |                           |                                    |                                   |                            |                 |               |                        |
| Nagore        | Entra  | Salvada    | Salvada       | Nominada                   | Expulsada             |                   |                                      |                    |                                                              |          | Casa 11                        | Eliminada |                       |                      |          |                           |                                    |                                   |                            |                 |               |                        |
| Lis           | Entra  | Casa Espía | Casa Espía    | Abandono                   |                       |                   |                                      |                    |                                                              |          |                                |           |                       |                      |          |                           |                                    |                                   |                            |                 |               |                        |
| Ángela        | Entra  | C. Espía   | A.Forzado     |                            |                       |                   |                                      |                    |                                                              |          |                                |           |                       |                      |          |                           |                                    |                                   |                            |                 |               |                        |
| Gonzalo       | Entra  | Salvado    | Exp.discip.   |                            |                       |                   |                                      |                    |                                                              |          |                                |           |                       |                      |          |                           |                                    |                                   |                            |                 |               |                        |
|               |        |            |               |                            |                       |                   |                                      |                    |                                                              |          |                                |           |                       |                      |          |                           |                                    |                                   |                            |                 |               |                        |
| Eliminados    |        |            | Pilar 53,4%   | Siscu 55,9%                | Nagore 95%            | Rebeca 92,5%      | Juan 69,9%                           | Carol (1 voto)     | Melanie 52%                                                  |          | Hans 49,7%                     |           | Carolina 50,3%        | Toscano 42,4%        |          | Carol 64,3%               | Laura 53,45%                       | Siscu 41,3%                       | Arturo 61,83%              | Tatiana 50%     | Gerardo 85,3% | Pilar 1,9% Saray 19,6% |
| No eliminados |        |            | Indhira 46,6% | Indhira 33,7% Arturo 10,4% | Arturo 4,5% Hans 0,5% | Indhira Hans 7,5% | Indhira Tatiana Toscano Arturo 30,1% | Carolina (3 votos) | Arturo 24,5% Indhira 19,4% Gerardo 2,9% Hans 0,9% Ángel 0,3% |          | Tatiana Gerardo Carolina 50,3% |           | Gerardo Tatiana 49,7% | Arturo Gerardo 57,6% |          | Ángel Gerardo Siscu 35,7% | Ángel Gerardo Pilar Tatiana 46,55% | Ángel Gerardo Pilar Tatiana 58,7% | Ángel Gerardo Pilar 38,17% | Pilar Ángel 50% | Ángel 14,7%   | Ángel 78,5%            |

* Nominación disciplinaria.

### Presentadores
Los presentadores de la undécima entrega fueron:
- Mercedes Milá: La presentadora pone al frente de las galas semanales de nominaciones y expulsiones.
- Jordi González: El presentador catalán es el encargado de conducir el debate dominical, tarea que realizó por última vez en Gran Hermano 9.[12]

## Gran Hermano 12(2010-2011)
- 17 de octubre de 2010 - 10 de marzo de 2011 (144 días).

Gran Hermano 12 vio la luz el 17 de octubre de 2010 en una gala especial donde se dieron a conocer los concursantes de esta edición. Antes de dicha gala se celebró un debate el día 14 en el que participaron concursantes de todas las ediciones anteriores.
En esta duodécima edición, se ha renovado el logotipo del reality y los concursantes cohabitan en la casa más grande de la historia del formato en España. Con una superficie de 950 metros cuadrados divididos en diferentes estancias y ambientes, la casa de Gran Hermano 12 está dotada de los últimos avances tecnológicos, lo que implica un incremento sustancial de los medios técnicos y humanos destinados a captar la vida en directo en un programa que ha dispuesto del mayor despliegue técnico de la televisión en España en las 11 entregas emitidas hasta ahora.
La mecánica de este año se presenta mucho más compleja que la de años anteriores dónde, al igual que viene ocurriendo desde la décima edición, el concurso se divide en dos casas: por un lado, los habitantes de la casa 1, también conocida como la casa futurista, deben nominar a dos personas en conjunto, es decir, poniéndose todos de acuerdo. Por otro lado, la casa 2, conocida como la casa de colores, nomina de forma tradicional, otorgando cada concursante sus 3, 2 y 1 puntos a tres de sus rivales. Escogidos ya los dos nominados de la casa 1 y los tres de la casa 2, son los nominados del primero de los habitáculos los que deben escoger con qué dos nominados de la casa 2 se quieren batir, quedando así tan solo 4 nominados, dos en cada casa.
Durante los 5 primeros días, los concursantes convivieron en diferentes casas. Por un lado, Chari, pareja de Rubén, convivió con los 9 chicos exceptuando Rubén, que hizo lo mismo en la otra casa con las 9 chicas restantes.
En la gala 4, Julio y Flor fueron expulsados por la organización del programa por pactar su notoriedad dentro de la casa de cara a enriquecerse haciendo platós y "bolos" a su salida del concurso. Fueron sustituidos por Arturo y Pepa dos semanas más tarde.
En la gala 8, tras la expulsión de Pepa, los 14 concursantes restantes fueron unificados en una sola casa, de tal modo que los dos habitáculos, es decir la casa 1 y la casa 2, se unieron configurando la casa más grande de la historia del formato. En cuanto al sistema de nominaciones, se rompió con la mecánica llevada hasta el momento, pasando a nominar todos los concursantes del mismo modo a través de la manera tradicional, es decir, otorgando 3, 2 y 1 punto a tres de los rivales.
Por cuarto año consecutivo, la organización del programa puso en marcha un nuevo proceso de repesca, por el que los diez primeros concursantes expulsados por la audiencia se disputarían su vuelta al concurso. Este año, el proceso se dividió en dos fases: en la primera de ellas, el público eligió a través de sus votos en las páginas webs oficiales del programa los cinco concursantes que pasarían a convivir durante una semana en la antigua casa 2 para seguir competiendo por la repesca. En la segunda fase, con los cinco concursantes ya elegidos, el público decidió, nuevamente con sus votaciones a través de Internet, los dos concursantes que volverían a entrar en la casa, siendo Rubén y Yago los seleccionados. Así, ambos se convirtieron nuevamente en concursantes oficiales del programa.
El eslogan de esta edición fue: "Bienvenidos a lo inesperado".

### Concursantes
|                          |                | Residencia | Edad                             | Profesión            | Duración                                  | Galas nominado                 | Información |
| ------------------------ | -------------- | ---------- | -------------------------------- | -------------------- | ----------------------------------------- | ------------------------------ | ----------- |
|                          | Laura Campos   | Madrid     | 27                               | Operadora industrial | 144 días                                  | 6.ª, 13.ª, 14.ª, 18.ª-20.ª y F | Ganadora    |
| Yago Hermida             | Pontevedra     | 33         | Modelo                           | 67 / 63 días         | 10.ª y 16.ª                               | 9.ª expulsión / 2.º finalista  |             |
| Marcelo Ciriaco          | Málaga         | 20         | Estudiante de Historia           | 144 días             | 3.ª, 12.ª, 14.ª, 16.ª, 18.ª, 20.ª y F     | 3.er finalista                 |             |
| Marta López              | La Coruña      | 25         | Dependienta                      | 137 días             | 2.ª, 4.ª, 6.ª, 8.ª, 9.ª, 11.ª-14.ª y 20.ª | 19.ª expulsión                 |             |
| Dámaso Angulo            | Toledo         | 18         | Funerario, estudiante y cantante | 130 días             | 8.ª, 11.ª, 15.ª y 17.ª-19.ª               | 18.ª expulsión                 |             |
| Lydia Navarro            | Islas Baleares | 24         | Secretaria                       | 123 días             | 2.ª, 5.ª-7.ª, 17.ª y 18.ª                 | 17.ª expulsión                 |             |
| Rubén Estévez            | Cádiz          | 25         | Estudiante de Empresariales      | 60 / 35 días         | 9.ª y 17.ª                                | 8.ª / 16.ª expulsión           |             |
| Terry Willis             | Santa Cruz     | 22         | Estudiante                       | 109 días             | 5.ª, 7.ª y 14.ª-16.ª                      | 15.ª expulsión                 |             |
| Cathaysa Mogollón        | Madrid         | 29         | Ingeniera                        | 102 días             | 5.ª, 7.ª, 11.ª y 15.ª                     | 14.ª expulsión                 |             |
| Patricia Hurtado         | Cádiz          | 25         | Desempleada                      | 95 días              | 3.ª, 4.ª, 11.ª, 13.ª y 14.ª               | 13.ª expulsión                 |             |
| Jhota García             | Madrid         | 22         | Cantante de reguetón             | 88 días              | 9.ª y 13.ª                                | 12.ª expulsión                 |             |
| Anup Menda               | Las Palmas     | 34         | Empresario                       | 81 días              | 4.ª, 8.ª y 10.ª-12.ª                      | 11.ª expulsión                 |             |
| Chari Lojo               | Cádiz          | 27         | Monitora multidisciplinar        | 74 / 7 días          | 10.ª y 11.ª                               | 10.ª expulsión                 |             |
| Arturo Sancho            | Vizcaya        | 20         | Comercial de libros              | 21 días              | 8.ª                                       | 7.ª expulsión / Reserva        |             |
| Pepa Beltrán             | Cádiz          | 51         | Empresaria                       | 14 días              | 7.ª                                       | 6.ª expulsión / Reserva        |             |
| Joaquín Sanz             | Huelva         | 42         | Buscavidas                       | 39 días              | 3.ª y 6.ª                                 | 5.ª expulsión                  |             |
| Eduardo Palomino         | Madrid         | 31         | Programador informático          | 32 días              | 5.ª                                       | 4.ª expulsión                  |             |
| Julia Valverde           | Islas Baleares | 31         | Vendedora ambulante              | 25 días              | 4.ª                                       | 3.ª expulsión                  |             |
| Mireia Carrillo          | Barcelona      | 32         | Directora de publicidad          | 18 / 7 días          | 3.ª                                       | 2.ª expulsión                  |             |
| Flor Luján               | Madrid         | 26         | Camarera                         | 18 días              | Nunca                                     | Expulsión disciplinaria        |             |
| Julio Granado "El Feroz" | Alicante       | 30         | Boxeador                         | 18 días              | 2.ª                                       | Expulsión disciplinaria        |             |
| Óscar Casado             | Granada        | 30         | Hostelero                        | 11 / 7 días          | 2.ª                                       | 1.ª expulsión                  |             |

### Estadísticas semanales
|               | Gala 1 | Gala 2   | Gala 3                          | Gala 4                                 | Gala 5                         | Gala 6                             | Gala 7                          | Gala 8                                   | Gala 9                  | Gala 10           | Gala 11          | Gala 12                                   | Gala 13             | Gala 14                    | Gala 15                                 | Gala 16                  | Gala 17                          | Gala 18                | Gala 19                    | Gala 20    | Gala 21             | Final                    |
| ------------- | ------ | -------- | ------------------------------- | -------------------------------------- | ------------------------------ | ---------------------------------- | ------------------------------- | ---------------------------------------- | ----------------------- | ----------------- | ---------------- | ----------------------------------------- | ------------------- | -------------------------- | --------------------------------------- | ------------------------ | -------------------------------- | ---------------------- | -------------------------- | ---------- | ------------------- | ------------------------ |
| Laura         | Entra  | Salvada  | Salvada                         | Salvada                                | Salvada                        | Nominada                           | Salvada                         | Salvada                                  | Salvada                 | Salvada           | Salvada          | Salvada                                   | Nominada            | Nominada*                  | Salvada                                 | Salvada                  | Salvada                          | Nominada               | Nominada                   | Nominada   | Finalista           | Ganadora                 |
| Yago          | Entra  | Salvado  | Salvado                         | Salvado                                | Salvado                        | Salvado                            | Salvado                         | Salvado                                  | Salvado                 | Nominado          | Expulsado        |                                           | Casa 2              | Repesca                    | Salvado                                 | Nominado                 | Salvado                          | Salvado                | Finalista                  | Finalista  | Finalista           | Segundo                  |
| Marcelo       | Entra  | Salvado  | Nominado                        | Salvado                                | Salvado                        | Salvado                            | Salvado                         | Salvado                                  | Salvado                 | Salvado           | Salvado          | Nominado                                  | Salvado             | Nominado                   | Salvado                                 | Nominado                 | Salvado                          | Nominado               | Salvado                    | Nominado   | Finalista           | Tercero                  |
| Marta         | Entra  | Nominada | Salvada                         | Nominada                               | Salvada                        | Nominada                           | Salvada                         | Nominada                                 | Nominada                | Salvada           | Nominada         | Nominada                                  | Nominada            | Nominada                   | Salvada                                 | Salvada                  | Salvada                          | Salvada                | Salvada                    | Nominada   | Expulsada           |                          |
| Dámaso        | Entra  | Salvado  | Salvado                         | Salvado                                | Salvado                        | Salvado                            | Salvado                         | Nominado                                 | Salvado                 | Salvado           | Nominado         | Salvado                                   | Salvado             | Salvado                    | Nominado                                | Salvado                  | Nominado                         | Nominado               | Nominado                   | Expulsado  |                     |                          |
| Lydia         | Entra  | Nominada | Salvada                         | Salvada                                | Nominada                       | Nominada                           | Nominada                        | Salvada                                  | Salvada                 | Salvada           | Salvada          | Salvada                                   | Salvada             | Salvada                    | Salvada                                 | Salvada                  | Nominada                         | Nominada               | Expulsada                  |            |                     |                          |
| Rubén         | Entra  | Salvado  | Salvado                         | Salvado                                | Salvado                        | Salvado                            | Salvado                         | Salvado                                  | Nominado                | Expulsado         |                  |                                           | Casa 2              | Repesca                    | Salvado                                 | Salvado                  | Nominado                         | Expulsado              |                            |            |                     |                          |
| Terry         | Entra  | Salvada  | Exenta                          | Salvada                                | Nominada                       | Salvada                            | Nominada                        | Salvada                                  | Salvada                 | Salvada           | Salvada          | Salvada                                   | Salvada             | Nominada*                  | Nominada                                | Nominada                 | Expulsada                        |                        |                            |            |                     |                          |
| Cathaysa      | Entra  | Salvada  | Salvada                         | Salvada                                | Nominada                       | Salvada                            | Nominada                        | Salvada                                  | Salvada                 | Salvada           | Nominada         | Salvada                                   | Salvada             | Salvada                    | Nominada                                | Expulsada                |                                  |                        |                            |            |                     |                          |
| Patricia      | Entra  | Salvada  | Nominada                        | Nominada                               | Salvada                        | Exenta                             | Salvada                         | Salvada                                  | Salvada                 | Salvada           | Nominada         | Salvada                                   | Nominada            | Nominada                   | Expulsada                               |                          |                                  |                        |                            |            |                     |                          |
| Jhota         | Entra  | Salvado  | Salvado                         | Salvado                                | Exento                         | Salvado                            | Salvado                         | Salvado                                  | Nominado                | Salvado           | Salvado          | Salvado                                   | Nominado            | Expulsado                  |                                         |                          |                                  |                        |                            |            |                     |                          |
| Anup          | Entra  | Salvado  | Salvado                         | Nominado                               | Salvado                        | Salvado                            | Salvado                         | Nominado                                 | Salvado                 | Nominado          | Nominado         | Nominado                                  | Expulsado           |                            |                                         |                          |                                  |                        |                            |            |                     |                          |
| Chari         | Entra  | Salvada  | Salvada                         | Salvada                                | Salvada                        | Salvada                            | Exenta                          | Salvada                                  | Salvada                 | Nominada          | Nominada         | Expulsada                                 | Casa 2              | Eliminada                  |                                         |                          |                                  |                        |                            |            |                     |                          |
| Arturo        |        |          |                                 |                                        |                                | Entra                              | Salvado                         | Nominado                                 | Expulsado               |                   |                  |                                           |                     |                            |                                         |                          |                                  |                        |                            |            |                     |                          |
| Pepa          |        |          |                                 |                                        |                                | Entra                              | Nominada                        | Expulsada                                |                         |                   |                  |                                           |                     |                            |                                         |                          |                                  |                        |                            |            |                     |                          |
| Joaquín       | Entra  | Salvado  | Nominado                        | Salvado                                | Salvado                        | Nominado                           | Expulsado                       |                                          |                         |                   |                  |                                           |                     |                            |                                         |                          |                                  |                        |                            |            |                     |                          |
| Eduardo       | Entra  | Salvado  | Salvado                         | Salvado                                | Nominado                       | Expulsado                          |                                 |                                          |                         |                   |                  |                                           |                     |                            |                                         |                          |                                  |                        |                            |            |                     |                          |
| Julia         | Entra  | Salvada  | Salvada                         | Nominada                               | Expulsada                      |                                    |                                 |                                          |                         |                   |                  |                                           |                     |                            |                                         |                          |                                  |                        |                            |            |                     |                          |
| Mireia        | Entra  | Salvada  | Nominada                        | Expulsada                              |                                |                                    |                                 |                                          |                         |                   |                  |                                           | Casa 2              | Eliminada                  |                                         |                          |                                  |                        |                            |            |                     |                          |
| Flor          | Entra  | Salvada  | Salvada                         | Exp.discip.                            |                                |                                    |                                 |                                          |                         |                   |                  |                                           |                     |                            |                                         |                          |                                  |                        |                            |            |                     |                          |
| Julio         | Entra  | Nominado | Salvado                         | Exp.discip.                            |                                |                                    |                                 |                                          |                         |                   |                  |                                           |                     |                            |                                         |                          |                                  |                        |                            |            |                     |                          |
| Óscar         | Entra  | Nominado | Expulsado                       |                                        |                                |                                    |                                 |                                          |                         |                   |                  |                                           | Casa 2              | Eliminado                  |                                         |                          |                                  |                        |                            |            |                     |                          |
|               |        |          |                                 |                                        |                                |                                    |                                 |                                          |                         |                   |                  |                                           |                     |                            |                                         |                          |                                  |                        |                            |            |                     |                          |
| Eliminados    |        |          | Óscar Más votado                | Mireia Más votada                      | Julia 62%                      | Eduardo Más votado                 | Joaquín Más votado              | Pepa 76,4%                               | Arturo 82,1%            | Rubén 60,6%       | Yago 51,5%       | Chari 57,5%                               | Anup 65,3%          | Jhota 52,7%                | Patricia Más votada                     | Cathaysa 46,5%           | Terry 62,19%                     | Rubén 38,7%            | Lydia 72,7%                | Dámaso 74% | Marta 66,1%         | Marcelo 10,2% Yago 26,7% |
| No eliminados |        |          | Julio Lydia Marta Menos votados | Patricia Joaquín Marcelo Menos votados | Patricia 30,8% Marta Anup 7,2% | Cathaysa Lydia Terry Menos votadas | Laura Lydia Marta Menos votadas | Terry 23,6% Cathaysa Lydia Menos votadas | Dámaso Anup Marta 17,9% | Jhota Marta 39,4% | Chari Anup 48,5% | Anup Cathaysa Dámaso Marta Patricia 42,5% | Marcelo Marta 34,7% | Laura Marta Patricia 47,3% | Laura Marcelo Marta Terry Menos votados | Terry 42,6% Dámaso 10,9% | Marcelo 37,81% Yago Menos votado | Dámaso 35,3% Lydia 26% | Marcelo Dámaso Laura 27,3% | Laura 26%  | Marcelo Laura 33,9% | Laura 63,1%              |

* Nominación disciplinaria.

### Presentadores
Los presentadores de la duodécima entrega fueron:
- Mercedes Milá: Como siempre, presenta las galas semanales de nominaciones y expulsiones.
- Jordi González: El presentador catalán es el encargado de conducir el debate dominical.
- Lorena Castell: Por primera vez presenta los resúmenes semanales, a la par que colabora en el debate dominical.

## Gran Hermano 12+1(2012)
- 19 de enero de 2012 - 28 de mayo de 2012 (130 días).

El 11 de octubre de 2011, Mediaset España desveló en la web oficial del programa en Telecinco, que esta edición de Gran Hermano se llamaría Gran Hermano 12+1. Se sabe que se puso dicho nombre debido a la superstición de Mercedes Milá.
El lema de la edición fue Dale la vuelta, con el que pretendían "abrir una puerta a la esperanza" en tiempos de crisis. Además, se quiso volver a los orígenes, con una sola casa y menos concursantes. En esta decimotercera edición se volvió a modificar el logotipo, que esta vez constaba de la suma de todos los ojos de los concursantes. Telecinco confirmó el día 12 de enero, mediante una promo de publicidad, que la decimotercera edición vería la luz el jueves 19 de enero de 2012.
Sin perder el estilo clásico de Gran Hermano, la edición 12+1 llegó cargada de novedades. A diferencia de las anteriores ediciones, donde la totalidad de concursantes entraban el primer día cerrando así el casting, en esta edición, además de los concursantes iniciales, cada semana entraba un habitante más a la casa, conocido como "concursante +1". En relación con este aspecto, Mercedes Milá anunció en la primera gala que, a través de Ebay, todo el que deseara concursar podría ofrecer una cantidad de dinero para comprar una plaza en la casa y convertirse en uno de los "concursantes +1". De este modo, todos los beneficios que se consiguieran irían destinados íntegramente a Cruz Roja, que ayudaría, a través de un proyecto específico, a las personas más duramente castigadas por la crisis.
Además, la casa pasó a tener una serie de reformas importantes: la ducha del baño ya no estaba en un habitáculo como el del váter, sino que parte de ella estaba expuesta directamente al jardín, aunque obviamente el cristal era semiopaco. La piscina poseía en el centro una plataforma. Al principio tenía una cama extra donde cualquiera podía dormir si lo deseaba, aunque más tarde se retiró para colocar escenarios de actuación u otros elementos. También se incluyó un pabellón especial para la realización de las pruebas semanales, aunque para algunas todavía se seguía empleando el resto de la casa. Se incluyó una mesa de billar donde los concursantes podían jugar en sus ratos libres. Como la Ley Antitabaco prohibía filmar a los concursantes con un cigarro, existía una pequeña sala sin cámaras donde podían fumar de vez en cuando. Ya desde la edición anterior se prohibió, pero como existía el riesgo de múltiples abandonos por parte de los fumadores se empleó el confesionario vacío como sala de fumadores. Cuando decían "voy a Londres" se referían a que iban a ir a fumar a esa sala, puesto que tampoco podían mencionar el tabaco. Por último, el jardín contaba con una estatua conocida como la Boca de los Deseos. A ella podían acceder todos los concursantes que querían pedir algo especial una única vez cada uno. Su deseo podía ser concedido siempre y cuando no fuera en contra de las normas del programa. Sin embargo, una vez concedido, todos recibirían un "castigo" como contraprestación por el deseo concedido, dependiendo de lo que pidieran.
Aparte, había también una sala con una inclinación de más de 45.º donde accedían diversos concursantes para ciertos retos, donde se tenían que agarrar a algo en todo momento para no caerse.
Por otro lado, la novedad más impactante se produjo a finales del concurso, donde los últimos concursantes nominaban pensando que era para expulsar, cuando en realidad era para que la audiencia eligiera a los finalistas de la edición. Los finalistas, aun pensando que estaban expulsados, fueron llevados al plató para ser entrevistados por Mercedes Milá en una pequeña sala aislada de ruidos, ya que al seguir siendo concursantes aún no podían tener contacto con el exterior. En el momento de saber que eran finalistas, volvían a la casa, no sin antes elegir a un acompañante de entre el resto de concursantes expulsados para que volviera a la casa de Guadalix de la Sierra como "finalista +1", aunque ambos estarían aislados en un apartamento anexo, pues se trataba de una "falsa expulsión" para el resto de aspirantes. El ganador de la edición convertiría a su acompañante en "ganador +1", y obtendría un premio de 20.000€, independientemente del tiempo que hubiera permanecido en el concurso. Alessandro, Dani y Pepe fueron los tres primeros finalistas elegidos por la audiencia, escogiendo estos a Marta, Ariadna y Noemí respectivamente como "finalistas +1". En un principio Alessandro escogió a David, pero este no podía ser elegido, ya que abandonó voluntariamente el concurso. Las "finalistas +1", por norma general, tenían completamente prohibido decirles información del exterior a los finalistas. Los tres concursantes que quedaban en la casa (María, Hugo y Sindia) vivieron una "falsa final", donde la audiencia seguiría votando para elegir al cuarto y último finalista. María fue la que obtuvo la plaza en la final, siendo Hugo y Sindia expulsados al no recibir la mayoría de los votos, aunque esta última se convirtió en "finalista +1" por elección de María.
Cabe destacar que la banda sonora de esta edición, "Gran Hermano 12+1: el ojo de la música", llegó al número 1 en listas musicales de España.
El eslogan de esta edición fue "Dale la vuelta".
Tras finalizar Gran Hermano 12+1, Telecinco programó Gran Hermano: La Re-Vuelta, un programa especial en el que los concursantes de la edición —excepto Pepe, Noemí, Juan Antonio, Arístides y Zulema— volverían a convivir en la casa durante dos semanas con el fin de resolver conflictos. En este caso, los propios participantes decidirían en cada gala quiénes serían los expulsados, alzándose uno de ellos como ganador de un premio de 20.000 euros.

### Concursantes
|                      |              | Residencia | Edad                             | Profesión     | Duración                              | Galas nominado                         | Información |
| -------------------- | ------------ | ---------- | -------------------------------- | ------------- | ------------------------------------- | -------------------------------------- | ----------- |
|                      | Pepe Flores  | Madrid     | 33                               | Bailarín      | 130 días                              | 5.ª, 11.ª, 13.ª, 14.ª, 23.ª y F        | Ganador     |
| María Sánchez        | Cádiz        | 20         | Camarera                         | 21 / 56 días  | 9.ª, 10.ª, 17.ª, 21.ª-25.ª y F        | +1 / 7.ª expulsión / 2.ª finalista     |             |
| Daniel Santos        | Burgos       | 19         | Estudiante de arquitectura       | 88 días       | 13.ª, 14.ª, 17.ª-19.ª, 21.ª, 22.ª y F | +1 / 3.º finalista                     |             |
| Alessandro Livi      | Milán / Lugo | 30         | Futbolista                       | 130 días      | 19.ª, 21.ª y F                        | 4.º finalista                          |             |
| Sindia Arcos         | Sevilla      | 24         | Peón agrícola                    | 123 / 3 días  | 8.ª, 9.ª y 23.ª-25.ª                  | 18.ª expulsión / 2.ª finalista +1      |             |
| Hugo Pierna          | Lérida       | 25         | Repartidor y reponedor           | 119 días      | 7.ª, 21.ª-24.ª                        | 17.ª expulsión                         |             |
| Ariadna Sánchez      | Madrid       | 28         | Maquilladora                     | 102 / 14 días | 2.ª, 3.ª, 13.ª-16.ª, 18.ª y 19.ª      | 16.ª expulsión / 3.ª finalista +1      |             |
| Noemí Merino         | Las Palmas   | 25         | Coordinadora de tiendas          | 95 / 10 días  | 3.ª, 9.ª, 10.ª, 14.ª, 16.ª y 18.ª     | 15.ª expulsión / Ganadora +1           |             |
| Cristian Villaescusa | Alicante     | 27         | Empresario de hostelería         | 28 / 14 días  | 11.ª, 12.ª, 16.ª y 17.ª               | +1 / 9.ª / 14.ª expulsión              |             |
| Marta Sánchez        | Albacete     | 20         | Auxiliar de Guardería            | 63 / 17 días  | 7.ª-9.ª, 11.ª, 12.ª y 14.ª-16.ª       | +1 / 13.ª expulsión / 4.ª finalista +1 |             |
| Sergio Muro          | Sevilla      | 29         | Pintor aeronáutico               | 25 días       | 14.ª                                  | +1 / 12.ª expulsión                    |             |
| Juan Antonio Molina  | Barcelona    | 40         | Sacerdote y profesor             | 74 días       | 7.ª, 9.ª, 10.ª y 14.ª                 | 11.ª expulsión                         |             |
| Berta Renedo         | Valladolid   | 28         | Periodista en paro               | 25 días       | 12.ª y 13.ª                           | +1 / 10.ª expulsión                    |             |
| Michael Rivero       | Huelva       | 27         | Policía local                    | 56 días       | 9.ª y 11.ª                            | 8.ª expulsión                          |             |
| Pilar Ochoa          | La Rioja     | 28         | Gerente de hotel                 | 42 días       | 7.ª y 9.ª                             | 6.ª expulsión                          |             |
| Verónica Crespo      | Vizcaya      | 26         | Camarera                         | 28 días       | 8.ª                                   | +1 / 5.ª expulsión                     |             |
| Mary Joy Sumayo      | Valencia     | 18         | Estudiante de biología           | 28 días       | 2.ª, 5.ª y 7.ª                        | 4.ª expulsión                          |             |
| David García         | Valencia     | 37         | Comercial                        | 22 días       | 2.ª                                   | Abandono voluntario                    |             |
| Arístides Alonso     | Vizcaya      | 28         | Acupuntor                        | 7 días        | 5.ª                                   | +1 / 3.ª expulsión                     |             |
| Azucena Talavera     | Toledo       | 22         | En paro                          | 14 días       | 3.ª                                   | 2.ª expulsión                          |             |
| Zulema Ibáñez        | Barcelona    | 27         | Asesora de cirugía estética      | 7 días        | 2.ª                                   | 1.ª expulsión                          |             |
| Aspirantes           |              |            |                                  |               |                                       |                                        |             |
| Paolo                | Las Palmas   | ?          | P/A                              | 7 días        | Nunca                                 | Eliminado frente a Sergio (web)        |             |
| Jacobo Álvarez       | Pontevedra   | 20         | Modelo                           | 0 días        | Nunca                                 | Eliminado frente a Verónica (prueba)   |             |
| Thaisi               | Cádiz        | 23         | Estudiante de Ingeniería Química | 0 días        | Nunca                                 | Eliminada frente a Verónica (prueba)   |             |

### Estadísticas semanales
|               | Gala 1 | Gala 2                               | Gala 2                               | Gala 3   | Gala 4                           | Gala 5   | Gala 6                         | Gala 7   | Gala 8                    | Gala 9             | Gala 10                                     | Gala 11                       | Gala 12                   | Gala 13                   | Gala 14                   | Gala 15                             | Gala 16                  | Gala 17                              | Gala 18                 | Gala 19                     | Gala 20                       | Gala 21     | Gala 22                 | Gala 23                | Gala 24                  | Gala 25            | Gala 26      | Gala 26     | Final                                     |
| ------------- | ------ | ------------------------------------ | ------------------------------------ | -------- | -------------------------------- | -------- | ------------------------------ | -------- | ------------------------- | ------------------ | ------------------------------------------- | ----------------------------- | ------------------------- | ------------------------- | ------------------------- | ----------------------------------- | ------------------------ | ------------------------------------ | ----------------------- | --------------------------- | ----------------------------- | ----------- | ----------------------- | ---------------------- | ------------------------ | ------------------ | ------------ | ----------- | ----------------------------------------- |
| Pepe          | Entra  | Sal.                                 | Exe.                                 | Salvado  | Exento                           | Nominado | Salvado                        | Salvado  | Salvado                   | Salvado            | Salvado                                     | Nominado                      | Salvada                   | Nominado                  | Nominado                  | Salvado                             | Salvado                  | Salvado                              | Salvado                 | Salvado                     | Exento                        | Salvado     | Salvado                 | Nominado               | Finalista                | Finalista          | Finalista    | Finalista   | Ganador                                   |
| María         |        |                                      |                                      |          |                                  |          |                                |          | Entra                     | Nominada           | Nominada                                    | Expulsada                     |                           |                           |                           | Repesca                             | Salvada                  | Nominada                             | Salvada                 | Salvada                     | Exenta                        | Nominada    | Nominada                | Nominada               | Nominada                 | Nominada           | Finalista    | Finalista   | Segunda                                   |
| Daniel        |        |                                      |                                      |          |                                  |          |                                |          |                           |                    | Entra                                       | Inmune                        | Salvado                   | Nominado                  | Nominado                  | Salvado                             | Salvado                  | Nominado                             | Nominado                | Nominado                    | Salvado                       | Nominado    | Nominado                | Finalista              | Finalista                | Finalista          | Finalista    | Finalista   | Tercero                                   |
| Alessandro    | Entra  | Sal.                                 | Exe.                                 | Salvado  | Exento                           | Salvado  | Exento                         | Salvado  | Salvado                   | Salvado            | Salvado                                     | Salvado                       | Salvado                   | Salvado                   | Salvado                   | Salvado                             | Salvado                  | Salvado                              | Salvado                 | Nominado                    | Salvado                       | Nominado    | Finalista               | Finalista              | Finalista                | Finalista          | Finalista    | Finalista   | Cuarto                                    |
| Sindia        | Entra  | Sal.                                 | Exe.                                 | Salvada  | Exenta                           | Salvada  | Exenta                         | Salvada  | Nominada                  | Nominada           | Salvada                                     | Inmune                        | Salvada                   | Salvada                   | Salvada                   | Salvada                             | Salvada                  | Salvada                              | Salvada                 | Salvada                     | Exenta                        | Salvada     | Salvada                 | Nominada               | Nominada                 | Nominada           | Exp.         | Fin+1       | 2.ª fin.+1                                |
| Hugo          | Entra  | Sal.                                 | Exe.                                 | Salvado  | Exento                           | Salvado  | Exento                         | Nominado | Salvado                   | Salvado            | Salvado                                     | Salvado                       | Salvado                   | Salvado                   | Salvado                   | Salvado                             | Salvado                  | Salvado                              | Salvado                 | Salvado                     | Exento                        | Nominado    | Nominado                | Nominado               | Nominado                 | Expulsado          |              |             |                                           |
| Ariadna       | Entra  | Nom.                                 | Sal.                                 | Nominada | Salvada                          | Salvada  | Exenta                         | Salvada  | Salvada                   | Salvada            | Salvada                                     | Salvada                       | Salvada                   | Nominada                  | Nominada                  | Nominada                            | Nominada                 | Salvada                              | Nominada                | Nominada                    | Expulsada                     |             |                         | Finalista+1            | Finalista+1              | Finalista+1        | Finalista+1  | Finalista+1 | 3.ª fin.+1                                |
| Noemí         | Entra  | Sal.                                 | Exe.                                 | Nominada | Salvada                          | Salvada  | Exenta                         | Salvada  | Salvada                   | Nominada           | Nominada                                    | Salvada                       | Salvada                   | Salvada                   | Nominada                  | Salvada                             | Nominada                 | Salvada                              | Nominada                | Expulsada                   |                               |             |                         |                        | Finalista+1              | Finalista+1        | Finalista+1  | Finalista+1 | Gana.+1                                   |
| Cristian      |        |                                      |                                      |          |                                  |          |                                |          |                           | Entra              | Salvado                                     | Nominado                      | Nominado                  | Expulsado                 |                           | Repesca                             | Nominado                 | Nominado                             | Expulsado               |                             |                               |             |                         |                        |                          |                    |              |             |                                           |
| Marta         |        |                                      |                                      |          |                                  |          | Entra                          | Nominada | Nominada                  | Nominada           | Salvada                                     | Nominada                      | Nominada                  | Salvada                   | Nominada                  | Nominada                            | Nominada                 | Expulsada                            |                         |                             |                               |             | Finalista+1             | Finalista+1            | Finalista+1              | Finalista+1        | Finalista+1  | Finalista+1 | 4.ª fin.+1                                |
| Sergio        |        |                                      |                                      |          |                                  |          |                                |          |                           |                    |                                             |                               | Aspirante                 | Entra                     | Salvado                   | Nominado                            | Expulsado                |                                      |                         |                             |                               |             |                         |                        |                          |                    |              |             |                                           |
| Juan          | Entra  | Sal.                                 | Exe.                                 | Salvado  | Exento                           | Salvado  | Exento                         | Nominado | Salvado                   | Nominado           | Nominado                                    | Inmune                        | Salvado                   | Salvado                   | Nominado                  | Expulsado                           |                          |                                      |                         |                             |                               |             |                         |                        |                          |                    |              |             |                                           |
| Berta         |        |                                      |                                      |          |                                  |          |                                |          |                           |                    | Entra                                       | Inmune                        | Nominada                  | Nominada                  | Expulsada                 |                                     |                          |                                      |                         |                             |                               |             |                         |                        |                          |                    |              |             |                                           |
| Michael       | Entra  | Sal.                                 | Exe.                                 | Salvado  | Exento                           | Salvado  | Exento                         | Salvado  | Salvado                   | Nominado           | Salvado                                     | Nominado                      | Expulsado                 |                           |                           | Eliminado                           |                          |                                      |                         |                             |                               |             |                         |                        |                          |                    |              |             |                                           |
| Ochoa         | Entra  | Sal.                                 | Exe.                                 | Salvada  | Exenta                           | Salvada  | Exenta                         | Nominada | Salvada                   | Nominada           | Expulsada                                   |                               |                           |                           |                           |                                     |                          |                                      |                         |                             |                               |             |                         |                        |                          |                    |              |             |                                           |
| Verónica      |        |                                      | Entra                                | Salvada  | Exenta                           | Salvada  | Exenta                         | Salvada  | Nominada                  | Expulsada          |                                             |                               |                           |                           |                           |                                     |                          |                                      |                         |                             |                               |             |                         |                        |                          |                    |              |             |                                           |
| Mary Joy      | Entra  | Nom.                                 | Sal.                                 | Salvada  | Exenta                           | Nominada | Salvada                        | Nominada | Expulsada                 |                    |                                             |                               |                           |                           |                           |                                     |                          |                                      |                         |                             |                               |             |                         |                        |                          |                    |              |             |                                           |
| David         | Entra  | Nom.                                 | Sal.                                 | Salvado  | Exento                           | Salvado  | Exento                         | Abandono |                           |                    |                                             |                               |                           |                           |                           |                                     |                          |                                      |                         |                             |                               |             |                         |                        |                          |                    |              |             |                                           |
| Arístides     |        |                                      |                                      |          | Entra                            | Nominado | Expulsado                      |          |                           |                    |                                             |                               |                           |                           |                           | Eliminado                           |                          |                                      |                         |                             |                               |             |                         |                        |                          |                    |              |             |                                           |
| Azucena       | Entra  | Sal.                                 | Exe.                                 | Nominada | Expulsada                        |          |                                |          |                           |                    |                                             |                               |                           |                           |                           |                                     |                          |                                      |                         |                             |                               |             |                         |                        |                          |                    |              |             |                                           |
| Zulema        | Entra  | Nom.                                 | Exp.                                 |          |                                  |          |                                |          |                           |                    |                                             |                               |                           |                           |                           |                                     |                          |                                      |                         |                             |                               |             |                         |                        |                          |                    |              |             |                                           |
|               |        |                                      |                                      |          |                                  |          |                                |          |                           |                    |                                             |                               |                           |                           |                           |                                     |                          |                                      |                         |                             |                               |             |                         |                        |                          |                    |              |             |                                           |
| Paolo         |        |                                      |                                      |          |                                  |          |                                |          |                           |                    |                                             |                               | Aspirante                 | Eliminado                 |                           |                                     |                          |                                      |                         |                             |                               |             |                         |                        |                          |                    |              |             |                                           |
| Eliminados    |        | Zulema Más votada                    | Zulema Más votada                    |          | Azucena 71,2%                    |          | Arístides 58%                  |          | Mary Joy 43%              | Verónica 75,2%     | Ochoa 64,2%                                 | María 60,2%                   | Michael 52,2%             | Cristian Más votado       | Berta 50,9%               | Juan 56%                            | Sergio 48,9%             | Marta 57,1%                          | Cristian 49,4%          | Noemí 52,15%                | Ariadna 47,4%                 | No elegidos | Daniel María Hugo 61,1% | Hugo 21,4% María 38,6% | Sindia María Hugo 13,25% | Hugo 10,2%         | Sindia 48,4% |             | Alessandro 13,6% Daniel 15,2% María 27,1% |
| No eliminados |        | David Ariadna Mary Joy Menos votados | David Ariadna Mary Joy Menos votados |          | Ariadna 28,8% Noemí Menos votada |          | Pepe 42% Mary Joy Menos votada |          | Ochoa Juan Marta Hugo 57% | Marta Sindia 24,8% | Noemí Juan Sindia Michael Marta María 35,8% | Noemí 39,8% Juan Menos votado | Pepe Cristian Marta 47,8% | Berta Marta Menos votadas | Pepe Daniel Ariadna 49,1% | Noemí Pepe Daniel Marta Ariadna 44% | Marta 46,9% Ariadna 4,2% | Noemí 38% Cristian 4,1% Ariadna 0,8% | María 46,8% Daniel 3,8% | Daniel 46,84% Ariadna 1,01% | Alessandro 29,1% Daniel 23,5% | Finalista   | Alessandro 38,9%        | Daniel 40%             | Pepe 86,75%              | Sindia María 89,8% | María 51,6%  |             | Pepe 44,1%                                |

### Presentadores
Los presentadores de la decimotercera entrega fueron:
- Mercedes Milá: Como siempre, presenta las galas semanales de nominaciones y expulsiones.
- Jordi González: El presentador catalán es el encargado de conducir el debate semanal.[13]

## Gran Hermano Catorce(2013)
- 11 de febrero de 2013 - 18 de junio de 2013 (127 días).

El 20 de junio de 2012 tras la emisión del último debate de Gran Hermano, Mercedes Milá (periodista y presentadora del formato) confirmó al final de la gala que habría una decimocuarta edición del reality. Así, el pasado 29 de noviembre de 2012 Telecinco abrió el casting oficial de Gran Hermano catorce, ya que la cadena tenía previsto el aterrizaje de tal edición para febrero de 2013. Se anunció además la distribución de unas tarjetas como las de recarga del móvil, llamadas "tarjetas solidarias", que se distribuyeron por tiendas, gasolineras y quioscos. Estas tarjetas otorgaban a las tres personas cuya tarjeta contuviera la palabra "premio" la posibilidad de acceder a la fase final del casting. Una parte de los beneficios serían destinados a Cruz Roja. El martes 29 de enero de 2013, Mediaset España anunció la fecha de estreno de la decimocuarta edición del reality que arrancó el lunes 11 de febrero de 2013.
Siguiendo la mecánica de la anterior edición, el casting permaneció abierto una vez iniciado el concurso, entrando uno o dos concursantes nuevos cada semana (el primero de forma regular y el segundo como sustitución por abandonos). De este modo, llegó a entrar en la casa de Guadalix de la Sierra un total de 26 concursantes ese mismo año, el número más alto hasta la fecha (sin contar los 100 aspirantes que entraron en la decimoctava edición).
El lema para ese año fue "Asómate y siente el vértigo". Susana se reconoce como la concursante de la edición, ella lo afirma.

### Concursantes
|                     |                | Residencia | Edad                                       | Profesión                      | Duración                            | Galas nominado                                | Información |
| ------------------- | -------------- | ---------- | ------------------------------------------ | ------------------------------ | ----------------------------------- | --------------------------------------------- | ----------- |
|                     | Susana Molina  | Murcia     | 23                                         | Estudiante de ADE y voluntaria | 127 días                            | 4.ª, 6.ª-8.ª, 19.ª, 20.ª y F                  | Ganadora    |
| Igor Basurko        | Guipúzcoa      | 28         | Jugador profesional de hockey              | 70 / 40 días                   | 3.ª, 9.ª, 11.ª, 16.ª-18.ª, 20.ª y F | 10.ª expulsión / 2.º finalista                |             |
| Desirée Rodríguez   | Sevilla        | 27         | Esteticista                                | 92 días                        | 10.ª, 13.ª, 15.ª, 18.ª-20.ª y F     | 3.ª finalista / Intrusa                       |             |
| Raky Martín         | Barcelona      | 27         | Asesora comercial                          | 127 días                       | 2.ª y 20.ª                          | 21.ª expulsión                                |             |
| Álvaro Vargas       | Madrid         | 32         | Gestor de arte                             | 45 días                        | 17.ª y 20.ª                         | Lesionado / 20.ª expulsión                    |             |
| Nacho López         | Barcelona      | 23         | Auxiliar de enfermería                     | 59 días                        | 12.ª-20.ª                           | 19.ª expulsión / Intruso                      |             |
| Juan Carlos Sánchez | Madrid         | 26         | Educador infantil                          | 49 / 35 días                   | 5.ª, 7.ª, 8.ª y 19.ª                | 7.ª / 18.ª expulsión                          |             |
| Kristian Gómez      | Madrid         | 28         | Entrenador de fútbol                       | 115 días                       | 18.ª                                | 17.ª expulsión                                |             |
| Carlos Montoya      | Sevilla        | 21         | Estudiante de INEF                         | 80 días                        | 9.ª, 10.ª, 14.ª, 16.ª y 17.ª        | 16.ª expulsión / Intrusos                     |             |
| Gonzalo Montoya     | Sevilla        | 21         | Estudiante de Magisterio                   | 80 días                        | 9.ª, 10.ª, 14.ª, 16.ª y 17.ª        | 16.ª expulsión / Intrusos                     |             |
| Sonia Walls         | Las Palmas     | 26         | Odontóloga                                 | 105 días                       | 16.ª                                | 15.ª expulsión                                |             |
| Saray Roldán        | Madrid         | 26         | Azafata de concesionario                   | 45 días                        | 11.ª, 13.ª y 15.ª                   | 14.ª expulsión / Intrusa                      |             |
| Yéssica Piqueras    | Valencia       | 24         | Monitora deportiva                         | 52 días                        | 10.ª y 12.ª-14.ª                    | 13.ª expulsión / Intrusa                      |             |
| Iván Paniego        | Madrid         | 24         | Azafato del AVE                            | 31 días                        | 11.ª y 13.ª                         | 12.ª expulsión / Intruso                      |             |
| Argi Gastaka        | Vizcaya        | 20         | Estudiante de arquitectura                 | 80 días                        | 2.ª, 4.ª, 6.ª, 8.ª, 11.ª y 13.ª     | Expulsión disciplinaria                       |             |
| Adrián López        | Sevilla        | 25         | Monitor deportivo                          | 42 días                        | 11.ª y 12.ª                         | 11.º expulsión / Intruso                      |             |
| Anabel Cascales     | Barcelona      | 24         | Estudiante de filología inglesa y francesa | 21 días                        | 10.ª                                | 9.ª expulsión / Intrusa                       |             |
| Miriam Cuesta       | Alicante       | 24         | Peluquera                                  | 54 / 7 días                    | 3.ª, 6.ª y 9.ª                      | 8.ª expulsión / Intrusa                       |             |
| Noelia Fernández    | Asturias       | 20         | Estudiante de magisterio y amazona         | 42 días                        | 7.ª                                 | 6.ª expulsión                                 |             |
| Iván Gonzalo        | Alicante       | 27         | Cantante, bailarín e imitador              | 35 días                        | 6.ª                                 | 5.ª expulsión                                 |             |
| Danny Padilla       | Almería        | 31         | Profesor de sonido, locutor y DJ           | 35 días                        | 5.ª y 6.ª                           | Expulsión disciplinaria                       |             |
| Leticia Serrano     | Madrid         | 24         | Maestra de primaria                        | 14 días                        | 5.ª                                 | 4.ª expulsión / Intrusa                       |             |
| Eva Guijarro        | Almería        | 20         | Auxiliar de enfermería y modelo            | 3 días                         | Nunca                               | Expulsión disciplinaria                       |             |
| Edoardo Boscolo     | Madrid         | 22         | Fisioterapeuta                             | 14 / 7 / 7 días                | 4.ª                                 | 3.ª expulsión / Intruso                       |             |
| Lorena Edo          | Valencia       | 30         | Estilista de uñas                          | 14 días                        | 3.ª                                 | 2.ª expulsión                                 |             |
| Giuls Tortella      | Islas Baleares | 21         | Camarera de discoteca                      | 7 / 7 días                     | 2.ª                                 | 1.ª expulsión                                 |             |
| Aspirantes          |                |            |                                            |                                |                                     |                                               |             |
| Pilar Ayllón        | Madrid         | 24         | Estudiante                                 | 1 hora                         | Nunca                               | Eliminada frente a Leticia por sus compañeros |             |
| Dobromira Marianova | Córdoba        | 23         | Azafata de eventos                         | 1 hora                         | Nunca                               | Eliminada frente a Miriam por Kristian        |             |

### Estadísticas semanales
|               | Gala 1 | Gala 2                 | Gala 3          | Gala 4                                   | Gala 5            | Gala 6                | Gala 7                   | Gala 8                 | Gala 9             | Gala 10            | Gala 11                       | Gala 12                      | Gala 13             | Gala 14                                 | Gala 15           | Gala 16             | Gala 17                     | Gala 18                      | Gala 19                       | Gala 20                     | Gala 20                                     | Gala 20                              | Final                                 | Final                   | Final        |
| ------------- | ------ | ---------------------- | --------------- | ---------------------------------------- | ----------------- | --------------------- | ------------------------ | ---------------------- | ------------------ | ------------------ | ----------------------------- | ---------------------------- | ------------------- | --------------------------------------- | ----------------- | ------------------- | --------------------------- | ---------------------------- | ----------------------------- | --------------------------- | ------------------------------------------- | ------------------------------------ | ------------------------------------- | ----------------------- | ------------ |
| Susana        | Entra  | Salvada                | Salvada         | Nominada                                 | Salvada           | Nominada              | Nominada                 | Nominada               | Salvada            | Salvada            | Salvada                       | Salvada                      | Salvada             | Salvada                                 | Salvada           | Salvada             | Salvada                     | Salvada                      | Nominada                      | Nominada                    | Nominada                                    | Nominada                             | Finalista                             | Finalista               | Ganadora     |
| Igor          | Entra  | Salvado                | Nominado        | Salvado                                  | Salvado           | Salvado               | Salvado                  | Salvado                | Nominado           | Salvado            | Nominado                      | Expulsado                    |                     | Loft                                    | Repesca           | Nominado            | Nominado                    | Nominado                     | Salvado                       | Nominado                    | Nominado                                    | Nominado                             | Finalista                             | Finalista               | Segundo      |
| Desireé       |        |                        |                 |                                          |                   |                       | Entra                    | Exenta                 | Salvada            | Nominada           | Salvada                       | Salvada                      | Nominada            | Salvada                                 | Nominada          | Salvada             | Salvada                     | Nominada                     | Nominada                      | Nominada                    | Nominada                                    | Nominada                             | Finalista                             | Tercera                 |              |
| Raky          | Entra  | Nominada               | Salvada         | Salvada                                  | Salvada           | Salvada               | Salvada                  | Salvada                | Salvada            | Salvada            | Salvada                       | Salvada                      | Salvada             | Salvada                                 | Salvada           | Salvada             | Salvada                     | Salvada                      | Salvada                       | Nominada                    | Nominada                                    | Nominada                             | Expulsada                             |                         |              |
| Álvaro        | Entra  | Lesionado              | Lesionado       | Lesionado                                | Lesionado         | Lesionado             | Lesionado                | Lesionado              | Lesionado          | Lesionado          | Lesionado                     | Lesionado                    | Regresa             | Salvado                                 | Salvado           | Salvado             | Nominado                    | Salvado                      | Salvado                       | Nominado                    | Nominado                                    | Expulsado                            |                                       |                         |              |
| Nacho         |        |                        |                 |                                          |                   |                       |                          |                        |                    |                    | Entra                         | Nominado                     | Nominado            | Nominado                                | Nominado          | Nominado            | Nominado                    | Nominado                     | Nominado                      | Nominado                    | Expulsado                                   |                                      |                                       |                         |              |
| J. Carlos     | Entra  | Salvado                | Salvado         | Salvado                                  | Nominado          | Salvado               | Nominado                 | Nominado               | Expulsado          |                    |                               |                              |                     | Loft                                    | Repesca           | Salvado             | Salvado                     | Salvado                      | Nominado                      | Expulsado                   |                                             |                                      |                                       |                         |              |
| Kristian      | Entra  | Salvado                | Salvado         | Salvado                                  | Salvado           | Exento                | Salvado                  | Salvado                | Salvado            | Salvado            | Salvado                       | Salvado                      | Salvado             | Salvado                                 | Salvado           | Salvado             | Salvado                     | Nominado*                    | Expulsado                     |                             |                                             |                                      |                                       |                         |              |
| Gemelos       |        |                        |                 |                                          |                   | Entran                | Inmunes                  | Salvados               | Nominados          | Nominados*         | Salvados                      | Salvados                     | Salvados            | Nominados                               | Salvados          | Nominados           | Nominados                   | Expulsados                   |                               |                             |                                             |                                      |                                       |                         |              |
| Sonia         | Entra  | Salvada                | Salvada         | Salvada                                  | Salvada           | Salvada               | Salvada                  | Salvada                | Salvada            | Salvada            | Salvada                       | Salvada                      | Salvada             | Salvada                                 | Salvada           | Nominada*           | Expulsada                   |                              |                               |                             |                                             |                                      |                                       |                         |              |
| Saray         |        |                        |                 |                                          |                   |                       |                          |                        |                    | Entra              | Nominada                      | Salvada                      | Nominada            | Salvada                                 | Nominada          | Expulsada           |                             |                              |                               |                             |                                             |                                      |                                       |                         |              |
| Yéssica       |        |                        |                 |                                          |                   |                       |                          | Entra                  | Exenta             | Nominada           | Salvada                       | Nominada                     | Nominada            | Nominada                                | Expulsada         |                     |                             |                              |                               |                             |                                             |                                      |                                       |                         |              |
| Iván P.       |        |                        |                 |                                          |                   |                       |                          |                        |                    | Entra              | Nominado                      | Salvado                      | Nominado            | Expulsado                               |                   |                     |                             |                              |                               |                             |                                             |                                      |                                       |                         |              |
| Argi          | Entra  | Nominada               | Salvada         | Nominada                                 | Salvada           | Nominada              | Inmune                   | Nominada               | Salvada            | Salvada            | Nominada                      | Salvada                      | Nominada            | Exp.discip.                             |                   |                     |                             |                              |                               |                             |                                             |                                      |                                       |                         |              |
| Adrián        |        |                        |                 |                                          |                   |                       | Entra                    | Exento                 | Salvado            | Salvado            | Nominado                      | Nominado                     | Expulsado           |                                         |                   |                     |                             |                              |                               |                             |                                             |                                      |                                       |                         |              |
| Anabel        |        |                        |                 |                                          |                   |                       |                          | Entra                  | Exenta             | Nominada           | Expulsada                     |                              |                     |                                         |                   |                     |                             |                              |                               |                             |                                             |                                      |                                       |                         |              |
| Miriam        |        | Entra                  | Nominada        | Salvada                                  | Salvada           | Nominada*             | Salvada                  | Salvada                | Nominada           | Expulsada          |                               |                              |                     | Loft                                    | Eliminada         |                     |                             |                              |                               |                             |                                             |                                      |                                       |                         |              |
| Noelia        | Entra  | Salvada                | Salvada         | Salvada                                  | Salvada           | Salvada               | Nominada                 | Expulsada              |                    |                    |                               |                              |                     |                                         |                   |                     |                             |                              |                               |                             |                                             |                                      |                                       |                         |              |
| Iván G.       | Entra  | Salvado                | Salvado         | Salvado                                  | Inmune            | Nominado              | Expulsado                |                        |                    |                    |                               |                              |                     |                                         |                   |                     |                             |                              |                               |                             |                                             |                                      |                                       |                         |              |
| Danny         | Entra  | Salvado                | Salvado         | Salvado                                  | Nominado          | Nominado*             | Exp.discip.              |                        |                    |                    |                               |                              |                     |                                         |                   |                     |                             |                              |                               |                             |                                             |                                      |                                       |                         |              |
| Leticia       |        |                        |                 | Entra                                    | Nominada          | Expulsada             |                          |                        |                    |                    |                               |                              |                     |                                         |                   |                     |                             |                              |                               |                             |                                             |                                      |                                       |                         |              |
| Eva           |        |                        |                 |                                          | Entra             | Exp.discip.           |                          |                        |                    |                    |                               |                              |                     |                                         |                   |                     |                             |                              |                               |                             |                                             |                                      |                                       |                         |              |
| Edoardo       |        |                        | Entra           | Nominado                                 | Expulsado         |                       |                          |                        |                    |                    |                               |                              |                     | Loft                                    | Eliminado         |                     |                             |                              |                               |                             |                                             |                                      |                                       |                         |              |
| Lorena        | Entra  | Salvada                | Nominada        | Expulsada                                |                   |                       |                          |                        |                    |                    |                               |                              |                     |                                         |                   |                     |                             |                              |                               |                             |                                             |                                      |                                       |                         |              |
| Giuls         | Entra  | Nominada               | Expulsada       |                                          |                   |                       |                          |                        |                    |                    |                               |                              |                     | Loft                                    | Eliminada         |                     |                             |                              |                               |                             |                                             |                                      |                                       |                         |              |
|               |        |                        |                 |                                          |                   |                       |                          |                        |                    |                    |                               |                              |                     |                                         |                   |                     |                             |                              |                               |                             |                                             |                                      |                                       |                         |              |
| Eliminados    |        | Dobromira por Kristian | Giuls 44,9%     | Lorena 50,7% Pilar por Con.s GH14        | Edoardo 42,9%     | Leticia 53,3%         | Iván G. 65,4%            | Noelia 60,9%           | J. Carlos 50,34%   | Miriam 42,9%       | Anabel 54,3%                  | Igor 38,6%                   | Adrián 66,4%        | Iván P. 45,4%                           | Yéssica 60%       | Saray 59,9%         | Sonia 52,2%                 | Gemelos 59,3%                | Kristian 63,4%                | J. Carlos 56,95%            | Nacho Menos votado                          | Álvaro Menos votado                  | Raky 11,2%                            | Desirée 19,2%           | Igor 47,2%   |
| No eliminados |        | Miriam Por Kristian    | Argi Raky 55,1% | Igor Miriam 49,3% Leticia por Con.s GH14 | Argi Susana 57,1% | Danny J. Carlos 46,7% | Argi Miriam Susana 34,6% | J. Carlos Susana 39,1% | Argi Susana 49,66% | Igor Gemelos 57,1% | Gemelos Desireé Yéssica 45,7% | Adrián Argi Iván Saray 61,4% | Yéssica Nacho 33,6% | Saray 42,7% Desirée Nacho Yéssica 11,9% | Gemelos Nacho 40% | Desirée Nacho 40,1% | Igor 47% Gemelos Nacho 0,8% | Igor 40,1% Álvaro Nacho 0,6% | Igor 35,8% Desireé Nacho 0,8% | Desirée Nacho Susana 43,05% | Álvaro Desirée Igor Raky Susana Más votados | Desirée Igor Raky Susana Más votados | Desirée 16,7% Igor 33,9% Susana 38,2% | Igor 38,2% Susana 42,6% | Susana 52,8% |

- Nominación disciplinaria.

### Presentadores
Los presentadores de la decimocuarta entrega fueron:
- Mercedes Milá: Como siempre, presenta las galas semanales de nominaciones y expulsiones.
- Frank Blanco: El colaborador del DBT 12+1 es en esta ocasión el encargado de sustituir a Jordi González al frente de los debates de Gran Hermano catorce.

## Gran Hermano 15(2014)
- 18 de septiembre de 2014 - 18 de diciembre de 2014 (91 días).

El 20 de junio de 2013, tras la emisión del debate final de Gran Hermano catorce, Mercedes Milá confirmó a los espectadores que, a pesar de haber sido la anterior edición la menos vista, habría una próxima temporada que ya se estaba realizando y que volvería a la programación de Telecinco en el año 2014 con algunas novedades.
El 14 de mayo de 2014, se anunció en la página web de Telecinco el comienzo del casting para el día 15 de mayo, lanzando la promoción en prime time y que incorporaría una importante novedad: los concursantes podrían concursar acompañados desde el primer momento por quien ellos eligieran. Este año las nominaciones sufrieron un cambio total, ya que cada pareja (o trío) de concursantes debía ponerse de acuerdo para nominar con 2 y 1 punto a las otras parejas. Una vez concluidas las rondas de nominaciones, se les comunicaba a los concursantes en una sala especial las parejas nominadas. Sin embargo, como ocurría en todas las ediciones, las expulsiones se realizaban de forma individual, por lo que cada pareja debía comunicarle a Mercedes Milá quién de los dos se expondría al veredicto del público. La otra persona quedaría salvada, aunque si su pareja salía expulsada, podría ser nominada de forma irremediable. Otra de las novedades del concurso fueron las visitas de personajes famosos a la casa. Cada semana, un personaje escondía un objeto concreto. Las parejas tenían 2 minutos para encontrar dicho objeto que les otorgaba la inmunidad (podían nominar pero no ser nominadas).
La fecha de estreno de la decimoquinta entrega fue el 18 de septiembre de 2014.
El lema de ese año fue "Gran Hermano se vive en compañía".

### Concursantes
|                    |                | Residencia | Edad                            | Profesión                               | Compañía (y relación)                         | Duración                             | Galas nominado                      | Información |
| ------------------ | -------------- | ---------- | ------------------------------- | --------------------------------------- | --------------------------------------------- | ------------------------------------ | ----------------------------------- | ----------- |
|                    | Paula González | Barcelona  | 20                              | Dependienta                             | José (Desconocidos) y Lucía (Parejas de Omar) | 91 días                              | 3.ª, 8.ª, 10.ª-12.ª, 14.ª, 15.ª y F | Ganadora    |
| Alejandra González | Albacete       | 20         | Azafata de vuelo y RRPP         | Yolanda (Primas hermanas)               | 91 días                                       | 5.ª, 8.ª, 13.ª-15.ª y F              | 2.ª finalista                       |             |
| Yolanda Claramonte | Albacete       | 22         | Graduada en Ed. primaria y RRPP | Alejandra (Primas hermanas)             | 91 días                                       | 3.ª, 7.ª, 11.ª, 12.ª, 14.ª, 15.ª y F | 3.ª finalista                       |             |
| Azahara Luque      | Málaga         | 31         | Camarera y RRPP                 | Hugo (Desconocidos)                     | 84 días                                       | 3.ª, 14.ª y 15.ª                     | 14.ª expulsión                      |             |
| Hugo Pérez         | Pontevedra     | 18         | Estudiante                      | Azahara (Desconocidos)                  | 84 días                                       | 14.ª y 15.ª                          | 13.ª expulsión                      |             |
| Jonathan Pérez     | Valencia       | 25         | Monitor deportivo               | Juanma (Primos hermanos)                | 84 días                                       | 6.ª, 9.ª, 13.ª y 14.ª                | 12.ª expulsión                      |             |
| Juanma Furió       | Valencia       | 31         | Coordinador de escuela de surf  | Jonathan (Primos hermanos)              | 77 días                                       | 14.ª                                 | 11.ª expulsión                      |             |
| Luis de Ramírez    | Málaga         | 23         | Torero                          | Fran (Torero y apoderado)               | 77 días                                       | 9.ª, 11.ª y 13.ª                     | 10.ª expulsión                      |             |
| Francisco Jiménez  | Málaga         | 47         | Apoderado                       | Luis (Torero y apoderado)               | 70 días                                       | 3.ª, 10.ª y 12.ª                     | 9.ª expulsión                       |             |
| Omar Suárez        | Madrid         | 25         | Charcutero                      | Vitín (Amigos) y Alfredo (Hermanastros) | 63 días                                       | 6.ª y 11.ª                           | 8.ª expulsión                       |             |
| Vitín Aguado       | Madrid         | 29         | Técnico de telecomunicaciones   | Omar (Amigos) y Alfredo                 | 56 días                                       | 10.ª                                 | 7.ª expulsión                       |             |
| Loli Pozo          | Córdoba        | 41         | Limpiadora en paro              | Mayca (Hermanas)                        | 49 días                                       | 9.ª                                  | 6.ª expulsión                       |             |
| Shaima Al-Lal      | Ceuta          | 18         | Estudiante                      | Paco (Conocidos en el casting)          | 42 días                                       | 5.ª, 7.ª y 8.ª                       | 5.ª expulsión                       |             |
| Alfredo Muñoz      | Madrid         | 23         | Vendedor ambulante              | Omar (Hermanastros) y Vitín             | 35 días                                       | 7.ª                                  | 4.ª expulsión                       |             |
| Lucía Parreño      | Madrid         | 23         | Dependienta                     | Paula (Parejas de Omar)                 | 14 días                                       | 6.ª                                  | 3.ª expulsión / Reserva             |             |
| Mayca Pozo         | Córdoba        | 37         | Limpiadora en paro              | Loli (Hermanas)                         | 21 días                                       | 5.ª                                  | 2.ª expulsión                       |             |
| Paco Carmona       | Madrid         | 40         | Taxista                         | Shaima (Conocidos en el casting)        | 10 días                                       | 3.ª                                  | 1.ª expulsión                       |             |
| José Casacuberta   | México         | 24         | Vendedor                        | Paula (Desconocidos)                    | 6 días                                        | Nunca                                | Abandono                            |             |

### Estadísticas semanales
|               |               | Gala 1 | Gala 2 | Gala 3   | Gala 4                                                | Gala 5   | Gala 6                      | Gala 7                  | Gala 8                    | Gala 9                     | Gala 10                  | Gala 11                    | Gala 12                                              | Gala 13             | Gala 14                  | Gala 14                                             | Gala 15                                    | Gala 15                               | Gala 15                       | Final                       | Final           |
| ------------- | ------------- | ------ | ------ | -------- | ----------------------------------------------------- | -------- | --------------------------- | ----------------------- | ------------------------- | -------------------------- | ------------------------ | -------------------------- | ---------------------------------------------------- | ------------------- | ------------------------ | --------------------------------------------------- | ------------------------------------------ | ------------------------------------- | ----------------------------- | --------------------------- | --------------- |
|               | Paula         | Entra  | Exenta | Nominada | Salvada                                               | Salvada  | Salvada                     | Inmune                  | Nominada                  | Salvada                    | Nominada                 | Nominada                   | Nominada                                             | Salvada             | Nominada                 | Nominada                                            | Nominada                                   | Nominada                              | Finalista                     | Finalista                   | Ganadora        |
|               | Alejandra     | Entra  | Exenta | Salvada  | Exenta                                                | Nominada | Inmune                      | Salvada                 | Nominada                  | Inmune                     | Inmune                   | Salvada                    | Salvada                                              | Nominada            | Nominada                 | Nominada                                            | Nominada                                   | Nominada                              | Finalista                     | Finalista                   | Segunda         |
|               | Yolanda       | Entra  | Exenta | Nominada | Salvada                                               | Salvada  | Inmune                      | Nominada                | Salvada                   | Inmune                     | Inmune                   | Nominada                   | Nominada                                             | Salvada             | Nominada                 | Nominada                                            | Nominada                                   | Nominada                              | Finalista                     | Tercera                     |                 |
|               | Azahara       | Entra  | Exenta | Nominada | Salvada                                               | Salvada  | Salvada                     | Salvada                 | Salvada                   | Salvada                    | Salvada                  | Salvada                    | Inmune                                               | Salvada             | Nominada                 | Nominada                                            | Nominada                                   | Nominada                              | Expulsada                     |                             |                 |
|               | Hugo          | Entra  | Exento | Salvado  | Exento                                                | Salvado  | Salvado                     | Salvado                 | Salvado                   | Salvado                    | Salvado                  | Salvado                    | Inmune                                               | Salvado             | Nominado                 | Nominado                                            | Nominado                                   | Expulsado                             |                               |                             |                 |
|               | Jonathan      | Entra  | Exento | Salvado  | Exento                                                | Salvado  | Nominado                    | Salvado                 | Salvado                   | Nominado                   | Salvado                  | Salvado                    | Salvado                                              | Nominado            | Nominado                 | Nominado                                            | Expulsado                                  |                                       |                               |                             |                 |
|               | Juanma        | Entra  | Exento | Salvado  | Exento                                                | Salvado  | Salvado                     | Salvado                 | Salvado                   | Salvado                    | Salvado                  | Salvado                    | Salvado                                              | Salvado             | Nominado                 | Expulsado                                           |                                            |                                       |                               |                             |                 |
|               | Luis          | Entra  | Exento | Salvado  | Exento                                                | Salvado  | Salvado                     | Salvado                 | Salvado                   | Nominado                   | Salvado                  | Nominado                   | Salvado                                              | Nominado            | Expulsado                |                                                     |                                            |                                       |                               |                             |                 |
|               | Francisco     | Entra  | Exento | Nominado | Salvado                                               | Salvado  | Salvado                     | Salvado                 | Salvado                   | Salvado                    | Nominado                 | Salvado                    | Nominado                                             | Expulsado           |                          |                                                     |                                            |                                       |                               |                             |                 |
|               | Omar          | Entra  | Exento | Salvado  | Exento                                                | Inmune   | Nominado                    | Salvado                 | Salvado                   | Salvado                    | Salvado                  | Nominado                   | Expulsado                                            |                     |                          |                                                     |                                            |                                       |                               |                             |                 |
|               | Vitín         | Entra  | Exento | Salvado  | Exento                                                | Inmune   | Salvado                     | Salvado                 | Salvado                   | Salvado                    | Nominado                 | Expulsado                  |                                                      |                     |                          |                                                     |                                            |                                       |                               |                             |                 |
|               | Loli          | Entra  | Exenta | Salvada  | Exenta                                                | Salvada  | Salvada                     | Salvada                 | Inmune                    | Nominada                   | Expulsada                |                            |                                                      |                     |                          |                                                     |                                            |                                       |                               |                             |                 |
|               | Shaima        | Entra  | Exenta | Salvada  | Exenta                                                | Nominada | Salvada                     | Nominada                | Nominada                  | Expulsada                  |                          |                            |                                                      |                     |                          |                                                     |                                            |                                       |                               |                             |                 |
|               | Alfredo       | Entra  | Exento | Salvado  | Exento                                                | Inmune   | Salvado                     | Nominado                | Expulsado                 |                            |                          |                            |                                                      |                     |                          |                                                     |                                            |                                       |                               |                             |                 |
| 2             | Lucía         |        |        |          |                                                       | Entra    | Nominada                    | Expulsada               |                           |                            |                          |                            |                                                      |                     |                          |                                                     |                                            |                                       |                               |                             |                 |
|               | Mayca         | Entra  | Exenta | Salvada  | Exenta                                                | Nominada | Expulsada                   |                         |                           |                            |                          |                            |                                                      |                     |                          |                                                     |                                            |                                       |                               |                             |                 |
|               | Paco          | Entra  | Exento | Nominado | Expulsado                                             |          |                             |                         |                           |                            |                          |                            |                                                      |                     |                          |                                                     |                                            |                                       |                               |                             |                 |
| 1             | José          | Entra  | Exento | Abandono |                                                       |          |                             |                         |                           |                            |                          |                            |                                                      |                     |                          |                                                     |                                            |                                       |                               |                             |                 |
|               |               |        |        |          |                                                       |          |                             |                         |                           |                            |                          |                            |                                                      |                     |                          |                                                     |                                            |                                       |                               |                             |                 |
| Eliminados    | Eliminados    |        |        |          | Paco 40%                                              |          | Mayca 50,8%                 | Lucía 77,3%             | Alfredo 72,9%             | Shaima 52,4%               | Loli 52,9%               | Vitín 66%                  | Omar 53,4%                                           | Francisco 63,9%     | Luis 52,1%               | Juanma 4,9%                                         | Jonathan 5,3%                              | Hugo 6,8%                             | Azahara 8,3%                  | Yolanda Menos votada        | Alejandra 29,1% |
| No eliminados | No eliminados |        |        |          | Paula 31,2% Francisco 16,8% Yolanda 8,1% Azahara 3,9% |          | Shaima 43,5% Alejandra 5,7% | Omar 12,7% Jonathan 10% | Shaima 23,6% Yolanda 3,5% | Paula 41,1% Alejandra 6,5% | Luis 45,3% Jonathan 1,8% | Francisco 25,5% Paula 8,5% | Paula 46,6% Luis 2% (Entre 4) Yolanda 0,5% (Entre 4) | Yolanda Paula 36,1% | Alejandra Jonathan 47,9% | Alejandra Azahara Hugo Jonathan Paula Yolanda 95,1% | Alejandra Azahara Hugo Paula Yolanda 94,7% | Alejandra Azahara Paula Yolanda 93,2% | Alejandra Paula Yolanda 91,7% | Alejandra Paula Más votadas | Paula 70,9%     |

### Presentadores
Los presentadores de la decimoquinta entrega fueron:
- Mercedes Milá: Presenta las galas semanales de nominaciones y expulsiones.
- Jordi González: Conduce los debates semanales y el "Última hora" grabado en el centro de control de la casa.

## Gran Hermano 16(2015)
- 13 de septiembre de 2015 - 23 de diciembre de 2015 (101 días).

El 21 de diciembre de 2014, tras la emisión del último debate de Gran Hermano, la presentadora Mercedes Milá confirmó que habría una decimosexta edición del reality, la cual estaba prevista para el septiembre del mismo año. Pasados unos meses, el día 26 de marzo de 2015, se anunció en la gala final de la tercera edición de Gran Hermano VIP, presentado por Jordi González, la apertura del casting para la edición número 16 del concurso, lanzando la promoción en prime time. El 7 de septiembre de 2015, durante la emisión de La Voz Kids, se hizo pública la fecha de estreno: el 13 de septiembre.
En esta edición, los concursantes pudieron nominar con 3, 2 y 1 punto, y cada uno entró a la casa con un secreto que si era descubierto por algún compañero, les haría perder los 3 puntos. Si desvelaban voluntariamente su secreto perderían 100.000€ del premio final, en caso de ganar, siendo Carlos y Marta los sancionados.
El lema para ese año fue "Gran Hermano diecishhhh....".

### Concursantes
|                   |               | Residencia | Edad                               | Profesión                            | Secreto        | Duración               | Galas nominado                      | Información |
| ----------------- | ------------- | ---------- | ---------------------------------- | ------------------------------------ | -------------- | ---------------------- | ----------------------------------- | ----------- |
|                   | Sofía Suescun | Navarra    | 19                                 | Estudiante de Psicología             | Hija de Maite* | 101 días               | 2.ª, 4.ª, 9.ª, 10.ª, 13.ª, 14.ª y F | Ganadora    |
| Aritz Castro      | Vizcaya       | 25         | Artesano y guía turístico          | No tiene secreto*                    | 101 días       | 12.ª-14.ª y F          | 2.º finalista                       |             |
| Niedziela Raluy   | Tarragona     | 22         | Artista de circo                   | Conoce el jardín secreto             | 100 días       | 7.ª, 13.ª y 14.ª       | 16.ª expulsión                      |             |
| Han Wang          | Granada       | 21         | Estudiante de Ingeniería Eléctrica | Sabe hablar español*                 | 95 días        | 6.ª, 11.ª, 13.ª y 14.ª | 15.ª expulsión                      |             |
| Marta Peñate      | Las Palmas    | 24         | Estudiante de Periodismo           | Conoce los secretos*                 | 88 días        | 9.ª y 11.ª-14.ª        | 14.ª expulsión                      |             |
| Carlos Rengel     | Barcelona     | 25         | Hostelero                          | Marido de Ivy*                       | 88 días        | 13.ª                   | 13.ª expulsión                      |             |
| Daniel Vera       | Barcelona     | 23         | Empleado de restaurante            | Conoce el jardín secreto             | 81 días        | 6.ª-8.ª y 13.ª         | 12.ª expulsión                      |             |
| Ricky Natalicchio | Las Palmas    | 26         | Estudiante de Nutrición            | Conoce y visita la casa loft         | 42 días        | 8.ª y 12.ª             | 11.ª expulsión / Reserva            |             |
| Marina Landaluce  | Cuenca        | 28         | Auxiliar administrativa            | Tiene un bebé reborn*                | 74 días        | 8.ª, 10.ª y 11.ª       | 10.ª expulsión                      |             |
| Suso Álvarez      | Barcelona     | 22         | Encargado de tienda                | No es hijo de Maite*                 | 67 días        | 5.ª, 8.ª y 10.ª        | 9.ª expulsión                       |             |
| Raquel Lozano     | Cáceres       | 29         | Fisioterapeuta deportiva           | Conoce el jardín secreto             | 25 / 21 días   | 2.ª-4.ª y 9.ª          | 3.ª / 8.ª expulsión                 |             |
| Amanda Rodríguez  | Málaga        | 25         | Estudiante de Marketing            | Fue atleta profesional*              | 53 días        | 4.ª, 5.ª y 8.ª         | 7.ª expulsión                       |             |
| Carolina Vico     | Gerona        | 21         | Modelo y profesora de equitación   | Ve muertos                           | 46 días        | 7.ª                    | 6.ª expulsión                       |             |
| Ivy Mauleón       | Barcelona     | 23         | Estudiante de ADE                  | Mujer de Carlos*                     | 39 días        | 3.ª y 6.ª              | 5.ª expulsión                       |             |
| Enrique Ramos     | Huelva        | 30         | Oncólogo y médico de familia       | Experto en Gran Hermano*             | 32 / 5 días    | 5.ª                    | 4.ª expulsión                       |             |
| Muti Orellana     | Sevilla       | 22         | Panadero                           | Acceso a sala espía                  | 18 / 3 días    | 3.ª                    | 2.ª expulsión                       |             |
| Maite Galdeano    | Navarra       | 46         | Conductora de autobús              | Madre de Sofía*/No es madre de Suso* | 11 / 7 días    | 2.ª                    | 1.ª expulsión                       |             |

- (*) Secreto desvelado por un concursante rival.
- (Cursiva) Secreto desvelado por él/ella mismo. (Hubiera perdido 100.000€ del premio final en caso de que hubiese ganado)

### Estadísticas semanales
|               | Gala 1 | Gala 2   | Gala 3                          | Gala 4                                                 | Gala 5                          | Gala 6                           | Gala 7         | Gala 8               | Gala 9                                                                    | Gala 10                          | Gala 11                            | Gala 12                                | Gala 13                                | Gala 13                                            | Gala 14                               | Gala 14                         | Gala 15                     | Semifinal         | Final       |  |
| ------------- | ------ | -------- | ------------------------------- | ------------------------------------------------------ | ------------------------------- | -------------------------------- | -------------- | -------------------- | ------------------------------------------------------------------------- | -------------------------------- | ---------------------------------- | -------------------------------------- | -------------------------------------- | -------------------------------------------------- | ------------------------------------- | ------------------------------- | --------------------------- | ----------------- | ----------- |  |
| Sofía         | Entra  | Nominada | Nominada                        | Nominada                                               | Salvada                         | Salvada                          | Salvada        | Salvada              | Nominada                                                                  | Nominada                         | Salvada                            | Salvada                                | Nominada                               | Nominada                                           | Nominada                              | Nominada                        | Nominada                    | Finalista         | Ganadora    |  |
| Aritz         | Entra  | Salvado  | Salvado                         | Salvado                                                | Salvado                         | Salvado                          | Salvado        | Salvado              | Salvado                                                                   | Salvado                          | Salvado                            | Nominado                               | Nominado                               | Nominado                                           | Nominado                              | Nominado                        | Nominado                    | Finalista         | Segundo     |  |
| Niedziela     | Entra  | Salvada  | Salvada                         | Salvada                                                | Salvada                         | Salvada                          | Nominada       | Salvada              | Salvada                                                                   | Salvada                          | Salvada                            | Salvada                                | Nominada                               | Nominada                                           | Nominada                              | Nominada                        | Nominada                    | Expulsada         |             |  |
| Han           | Entra  | Salvado  | Salvado                         | Salvado                                                | Salvado                         | Nominado                         | Salvado        | Salvado              | Salvado                                                                   | Salvado                          | Nominado                           | Salvado                                | Nominado                               | Nominado                                           | Nominado                              | Nominado                        | Expulsado                   |                   |             |  |
| Marta         | Entra  | Salvada  | Salvada                         | Salvada                                                | Salvada                         | Salvada                          | Salvada        | Salvada              | Nominada                                                                  | Salvada                          | Nominada                           | Nominada                               | Nominada                               | Nominada                                           | Nominada                              | Expulsada                       |                             |                   |             |  |
| Carlos        | Entra  | Salvado  | Salvado                         | Salvado                                                | Salvado                         | Salvado                          | Salvado        | Salvado              | Salvado                                                                   | Salvado                          | Salvado                            | Salvado                                | Nominado                               | Nominado                                           | Expulsado                             |                                 |                             |                   |             |  |
| Vera          | Entra  | Salvado  | Salvado                         | Salvado                                                | Salvado                         | Nominado                         | Nominado       | Nominado             | Salvado                                                                   | Salvado                          | Salvado                            | Salvado                                | Nominado                               | Expulsado                                          |                                       |                                 |                             |                   |             |  |
| Ricky         |        |          |                                 |                                                        |                                 |                                  | Entra          | Nominado             | Salvado                                                                   | Salvado                          | Salvado                            | Nominado                               | Expulsado                              |                                                    |                                       |                                 |                             |                   |             |  |
| Marina        | Entra  | Salvada  | Salvada                         | Salvada                                                | Salvada                         | Salvada                          | Inmune         | Nominada             | Salvada                                                                   | Nominada                         | Nominada                           | Expulsada                              |                                        |                                                    |                                       |                                 |                             |                   |             |  |
| Suso          | Entra  | Salvado  | Salvado                         | Salvado                                                | Nominado                        | Salvado                          | Salvado        | Nominado             | Salvado                                                                   | Nominado                         | Expulsado                          |                                        |                                        |                                                    |                                       |                                 |                             |                   |             |  |
| Raquel        | Entra  | Nominada | Nominada                        | Nominada                                               | Expulsada                       |                                  | Candidata      | Repesca              | Nominada                                                                  | Expulsada                        |                                    |                                        |                                        |                                                    |                                       |                                 |                             |                   |             |  |
| Amanda        | Entra  | Salvada  | Salvada                         | Nominada                                               | Nominada                        | Salvada                          | Salvada        | Nominada             | Expulsada                                                                 |                                  |                                    |                                        |                                        |                                                    |                                       |                                 |                             |                   |             |  |
| Carolina      | Entra  | Salvada  | Salvada                         | Salvada                                                | Salvada                         | Salvada                          | Nominada       | Expulsada            |                                                                           |                                  |                                    |                                        |                                        |                                                    |                                       |                                 |                             |                   |             |  |
| Ivy           | Entra  | Salvada  | Nominada                        | Salvada                                                | Salvada                         | Nominada                         | Expulsada      |                      |                                                                           |                                  |                                    |                                        |                                        |                                                    |                                       |                                 |                             |                   |             |  |
| Quique        | Entra  | Salvado  | Salvado                         | Inmune                                                 | Nominado                        | Expulsado                        | Candidato      | Eliminado            |                                                                           |                                  |                                    |                                        |                                        |                                                    |                                       |                                 |                             |                   |             |  |
| Muti          | Entra  | Exento   | Nominado                        | Expulsado                                              |                                 |                                  | Candidato      | Eliminado            |                                                                           |                                  |                                    |                                        |                                        |                                                    |                                       |                                 |                             |                   |             |  |
| Maite         | Entra  | Nominada | Expulsada                       |                                                        |                                 |                                  | Candidata      | Eliminada            |                                                                           |                                  |                                    |                                        |                                        |                                                    |                                       |                                 |                             |                   |             |  |
|               |        |          |                                 |                                                        |                                 |                                  |                |                      |                                                                           |                                  |                                    |                                        |                                        |                                                    |                                       |                                 |                             |                   |             |  |
| Eliminados    |        |          | Maite 51%                       | Muti 65,2%                                             | Raquel 51%                      | Quique 50,2%                     | Ivy 60,6%      | Carolina 70,5%       | Amanda 57,5%                                                              | Raquel 50,4%                     | Suso 61,8%                         | Marina 73,2%                           | Ricky 59%                              | Vera Menos votado                                  | Carlos 9,7%                           | Marta 12,2%                     | Han 12,8%                   | Niedziela 24,7%   | Aritz 39,3% |  |
| No eliminados |        |          | Raquel 49% Sofía 9,2% (Entre 3) | Raquel 34,8% Ivy 20,2% (Entre 4) Sofía 14,3% (Entre 4) | Sofía 49% Amanda 1,2% (Entre 3) | Suso 49,8% Amanda 1,6% (Entre 3) | Vera Han 39,4% | Niedziela Vera 29,5% | Marina 42,5% Ricky 7,2% (Entre 4) Suso 2,8% (Entre 4) Vera 1,0% (Entre 5) | Marta 49,6% Sofía 3,6% (Entre 3) | Sofía 38,2% Marina 19,7% (Entre 3) | Han 26,8% Marta Menos votada (Entre 3) | Aritz 41% Marta Menos votada (Entre 3) | Aritz Carlos Han Marta Niedziela Sofía Más votados | Aritz Han Marta Niedziela Sofía 90,3% | Aritz Han Niedziela Sofía 87,8% | Aritz Niedziela Sofía 87,2% | Aritz Sofía 75,3% | Sofía 60,7% |  |

### Presentadores
Los presentadores de la decimosexta entrega fueron:
- Mercedes Milá: Presenta las galas semanales de nominaciones y expulsiones.
- Jordi González: Conduce los debates semanales y el "última hora", que después pasó a llamarse "Límite 48 horas" desde el plató. El primer programa de GH: Última hora Jordi lo presentó desde la casa de Guadalix de la Sierra.
- Lara Álvarez: Copresenta el "Límite 48 horas" en la casa de Guadalix de la Sierra.

## Gran Hermano 17(2016)
- 8 de septiembre de 2016 - 22 de diciembre de 2016 (105 días).

En la final de Gran Hermano 16, Mercedes Milá confirmó la decimoséptima edición del formato diciendo que quería conocer al ganador del mismo. El día 7 de abril de 2016, durante la gala 14 de Gran Hermano VIP, Jordi González dio paso a la primera promo de GH17, protagonizada por diversos exconcursantes de Gran Hermano, y el hashtag #TuMomentoGH17. El jueves 14 de abril se abrieron los castings de Gran Hermano 17 mediante un vídeo protagonizado por muchos exconcursantes.
El miércoles 29 de junio, Mediaset anunció en un comunicado oficial que Mercedes Milá abandonaba el programa tras 16 años y que la decimoséptima edición sería presentada por Jorge Javier Vázquez. El 24 de agosto se lanzó la primera promoción oficial y el logo de la edición.
Como novedad en la mecánica, este año se introdujo El Club GH, una estancia de la casa que escondía múltiples privilegios para los integrantes del Club, entre los que se encontraba comer y dormir cómodamente, hacer la compra y, el más importante, vetar el derecho de nominación o salvar de la nominación a un compañero, y ver las nominaciones de todos los compañeros, nominando después de verlas. También se introdujo El Contraclub GH, una casa apartada de la casa principal donde los tres primeros expulsados de la edición convivirían junto a tres consejeras, que eran primeras expulsadas de la historia del programa: María José Galera (GH 1), Amor Romeira (GH 9) y Maite Galdeano (GH 16). Uno de esos tres primeros expulsados iba a volver a la casa como repescado por la decisión del público. No obstante, dicha mecánica fue cancelada inmediatamente la misma noche en la que El Contraclub abrió sus puertas con la expulsión de Pablo puesto que este decidió abandonar voluntariamente el apartamento a los pocos minutos de entrar debido a que sufrió una crisis de ansiedad por un desencuentro que tuvo con Maite. Por esa razón decidieron organizar una repesca tradicional semanas después.
Además, en la primera gala todos los concursantes eligieron una cajita. De estas cajitas, una contenía una vida extra, para volver a la casa como concursante de pleno derecho. Los concursantes también podían ceder su caja a otro si era expulsado. Bea fue la afortunada en volver a la casa, pero no fue su cajita la que le dio la oportunidad, sino la de Montse, la cual le cedió antes de ser expulsada.
En la casa entraron 17 concursantes, pero dos parejas entraron en calidad de aspirantes (Meritxell y Laura; Fernando y Cris). Dichos aspirantes se presentaron juntos al casting y fueron seleccionados juntos para entrar en la casa. Sin embargo, ese año se pretendía mantener la tradición de que todos entraran de manera individual y sin conocer a nadie, por lo que en al entrar en la casa fueron nominados directamente. La audiencia debía votar para elegir qué miembro de cada pareja debía permanecer en el concurso, siendo Laura y Cris expulsados una semana después y sin opciones a participar en la posterior repesca. Ambos también poseían una cajita de "vida extra", pero ninguno de los dos consiguió volver a la casa.
El lema para ese año fue "Algo está cambiando".

### Concursantes
|                  |                 | Residencia | Edad                                      | Profesión    | Duración                     | Galas nominado                          | Información              |
| ---------------- | --------------- | ---------- | ----------------------------------------- | ------------ | ---------------------------- | --------------------------------------- | ------------------------ |
|                  | Beatriz Retamal | Valencia   | 20                                        | Peluquera    | 105 días                     | 4.ª, 9.ª, 13.ª, 14.ª y F                | 3.ª expulsión / Ganadora |
| Meritxell Prieto | Barcelona       | 20         | Estudiante de Enfermería                  | 105 días     | 2.ª, 3.ª, 9.ª, 11.ª-14.ª y F | 2.ª finalista                           |                          |
| Rodrigo Fuertes  | Madrid          | 26         | Tesorero en departamento de moda          | 105 días     | 9.ª, 13.ª, 14.ª y F          | 3.er finalista                          |                          |
| Miguel Vilas     | Pontevedra      | 31         | Modelo                                    | 98 días      | 2.ª, 9.ª, 13.ª y 14.ª        | 13.ª expulsión                          |                          |
| Alain Rochette   | Valencia        | 38         | Contable y modelo                         | 91 días      | 7.ª-10.ª, 12.ª y 13.ª        | 12.ª expulsión                          |                          |
| Adara Molinero   | Madrid          | 23         | Tripulante de cabina y modelo             | 84 días      | 4.ª, 5.ª, 8.ª - 12.ª         | 11.ª expulsión                          |                          |
| Simona Scorus    | Madrid          | 26         | Camarera                                  | 14 días      | 11.ª                         | 10.ª expulsión / Reserva                |                          |
| Clara Toribio    | Madrid          | 24         | Comercial de Pymes                        | 70 días      | 9.ª y 10.ª                   | 9.ª expulsión                           |                          |
| Noelia Cubero    | Córdoba         | 21         | Estudiante de Magisterio                  | 63 días      | 6.ª y 9.ª                    | 8.ª expulsión                           |                          |
| Fernando Espinar | Cádiz           | 26         | Instructor de deportes marítimos          | 42 / 10 días | 6.ª y 9.ª                    | 5.ª expulsión / Expulsión disciplinaria |                          |
| Bárbara Cañuelo  | Alicante        | 38         | Bloguera de maquillaje y moda             | 58 días      | 3.ª-9.ª                      | Abandono                                |                          |
| Pol Badía        | Barcelona       | 22         | Estudiante de INEF y luchador profesional | 56 días      | 8.ª                          | 7.ª expulsión                           |                          |
| Rebeca Ruiz      | Madrid          | 29         | Dependienta y RRPP                        | 23 días      | 7.ª                          | 6.ª expulsión / Reserva                 |                          |
| Montse Castellví | Barcelona       | 27         | Granjera                                  | 35 / 3 días  | 4.ª y 5.ª                    | 4.ª expulsión                           |                          |
| Candelas Suárez  | Asturias        | 24         | Licenciada en CC del Deporte y camarera   | 21 / 7 días  | 2.ª y 3.ª                    | 2.ª expulsión                           |                          |
| Pablo Rodríguez  | Zamora          | 21         | Gofrero                                   | 14 / 7 días  | 2.ª                          | 1.ª expulsión / Abandono                |                          |
| Álvaro Requerey  | Sevilla         | 32         | Arquitecto técnico y aparejador           | 14 días      | Nunca                        | Expulsión disciplinaria                 |                          |
| Aspirantes       |                 |            |                                           |              |                              |                                         |                          |
| Michelle Jiménez | Barcelona       | 32         | Modelo                                    | 2 días       | Nunca                        | Eliminada frente a Rebeca               |                          |
| Cris de León     | Cádiz           | 25         | Informático                               | 7 días       | Nunca                        | Eliminado frente a Fernando             |                          |
| Laura Ríos       | Barcelona       | 20         | Estudiante de Odontología                 | 7 días       | Nunca                        | Eliminada frente a Meritxell            |                          |

### Estadísticas semanales
| Beatriz       | Beatriz       | Entra | Exenta    | Salvada   | Salvada                                                        | Salvada                                                        | Nominada                                       | Exp.                                                      | Reg.                                                      | Salvada           | Salvada              | Salvada              | Nominada*                                       | Nominada*                                       | Salvada                                                                                                 | Salvada                            | Salvada                                      | Nominada                                    | Nominada                               | Finalista                             | Finalista              | Ganadora        |  |  |  |  |  |  |  |
|               | Meritxell     | Entra | Aspirante | Nominada  | Nominada                                                       | Nominada                                                       | Salvada                                        | Salvada                                                   | Salvada                                                   | Salvada           | Salvada              | Salvada              | Nominada*                                       | Nominada*                                       | Salvada                                                                                                 | Nominada                           | Nominada                                     | Nominada                                    | Nominada                               | Finalista                             | Finalista              | Segunda         |  |  |  |  |  |  |  |
| Rodrigo       | Rodrigo       | Entra | Exento    | Salvado   | Salvado                                                        | Salvado                                                        | Salvado                                        | Salvado                                                   | Salvado                                                   | Salvado           | Salvado              | Salvado              | Nominado*                                       | Nominado*                                       | Salvado                                                                                                 | Salvado                            | Salvado                                      | Nominado                                    | Nominado                               | Finalista                             | Tercero                |                 |  |  |  |  |  |  |  |
| Miguel        | Miguel        | Entra | Exento    | Nominado  | Salvado                                                        | Salvado                                                        | Salvado                                        | Salvado                                                   | Salvado                                                   | Salvado           | Salvado              | Salvado              | Nominado*                                       | Nominado*                                       | Salvado                                                                                                 | Salvado                            | Salvado                                      | Nominado                                    | Nominado                               | Expulsado                             |                        |                 |  |  |  |  |  |  |  |
| Alain         | Alain         | Entra | Exento    | Salvado   | Salvado                                                        | Salvado                                                        | Salvado                                        | Salvado                                                   | Salvado                                                   | Salvado           | Nominado             | Nominado             | Nominado*                                       | Nominado*                                       | Nominado                                                                                                | Salvado                            | Nominado                                     | Nominado                                    | Expulsado                              |                                       |                        |                 |  |  |  |  |  |  |  |
| Adara         | Adara         | Entra | Exenta    | Salvada   | Salvada                                                        | Salvada                                                        | Nominada                                       | Nominada                                                  | Nominada                                                  | Salvada           | Salvada              | Nominada             | Nominada*                                       | Nominada*                                       | Nominada                                                                                                | Nominada                           | Nominada                                     | Expulsada                                   |                                        |                                       |                        |                 |  |  |  |  |  |  |  |
| Simona        | Simona        |       |           |           |                                                                |                                                                |                                                |                                                           |                                                           |                   |                      |                      |                                                 |                                                 | Entra                                                                                                   | Nominada                           | Expulsada                                    |                                             |                                        |                                       |                        |                 |  |  |  |  |  |  |  |
| Clara         | Clara         | Entra | Exenta    | Salvada   | Salvada                                                        | Salvada                                                        | Salvada                                        | Salvada                                                   | Salvada                                                   | Salvada           | Salvada              | Salvada              | Nominada*                                       | Nominada*                                       | Nominada                                                                                                | Expulsada                          |                                              |                                             |                                        |                                       |                        |                 |  |  |  |  |  |  |  |
| Noelia        | Noelia        | Entra | Exenta    | Salvada   | Salvada                                                        | Salvada                                                        | Salvada                                        | Salvada                                                   | Salvada                                                   | Nominada          | Salvada              | Salvada              | Nominada*                                       | Nominada*                                       | Expulsada                                                                                               |                                    |                                              |                                             |                                        |                                       |                        |                 |  |  |  |  |  |  |  |
|               | Fernando      | Entra | Aspirante | Salvado   | Salvado                                                        | Salvado                                                        | Salvado                                        | Salvado                                                   | Salvado                                                   | Nominado          | Expulsado            | Loft                 | Rep.                                            | Nom.*                                           | Exp.discip.                                                                                             |                                    |                                              |                                             |                                        |                                       |                        |                 |  |  |  |  |  |  |  |
| Bárbara       | Bárbara       | Entra | Exenta    | Salvada   | Nominada                                                       | Nominada                                                       | Nominada                                       | Nominada                                                  | Nominada                                                  | Nominada          | Nominada             | Nominada             | Nominada*                                       | Nominada*                                       | Abandono                                                                                                |                                    |                                              |                                             |                                        |                                       |                        |                 |  |  |  |  |  |  |  |
| Pol           | Pol           | Entra | Exento    | Salvado   | Salvado                                                        | Salvado                                                        | Salvado                                        | Salvado                                                   | Salvado                                                   | Salvado           | Salvado              | Nominado             | Expulsado                                       | Expulsado                                       | |                                    |                                              |                                             |                                        |                                       |                        |                 |  |  |  |  |  |  |  |
| Rebeca        | Rebeca        |       |           |           |                                                                |                                                                | Aspirante                                      | Entra                                                     | Entra                                                     | Salvada           | Nominada             | Expulsada            |                                                 |                                                 | |                                    |                                              |                                             |                                        |                                       |                        |                 |  |  |  |  |  |  |  |
| Montse        | Montse        | Entra | Exenta    | Salvada   | Salvada                                                        | Salvada                                                        | Nominada                                       | Nominada                                                  | Nominada                                                  | Expulsada         |                      | Loft                 | Eliminada                                       | Eliminada                                       | |                                    |                                              |                                             |                                        |                                       |                        |                 |  |  |  |  |  |  |  |
| Candelas      | Candelas      | Entra | Exenta    | Nominada  | Nominada                                                       | Nominada                                                       | Expulsada                                      |                                                           |                                                           |                   |                      | Loft                 | Eliminada                                       | Eliminada                                       | |                                    |                                              |                                             |                                        |                                       |                        |                 |  |  |  |  |  |  |  |
| Pablo         | Pablo         | Entra | Exento    | Nominado  | Exp.                                                           | Aba.                                                           |                                                |                                                           |                                                           |                   |                      | Loft                 | Eliminado                                       | Eliminado                                       | |                                    |                                              |                                             |                                        |                                       |                        |                 |  |  |  |  |  |  |  |
| Álvaro        | Álvaro        | Entra | Exento    | Salvado   | Exp.discip.                                                    | Exp.discip.                                                    |                                                |                                                           |                                                           |                   |                      |                      |                                                 |                                                 | |                                    |                                              |                                             |                                        |                                       |                        |                 |  |  |  |  |  |  |  |
|               | Cris          | Entra | Aspirante | Eliminado |                                                                |                                                                |                                                |                                                           |                                                           |                   |                      |                      |                                                 |                                                 | |                                    |                                              |                                             |                                        |                                       |                        |                 |  |  |  |  |  |  |  |
|               | Laura         | Entra | Aspirante | Eliminada |                                                                |                                                                |                                                |                                                           |                                                           |                   |                      |                      |                                                 |                                                 | |                                    |                                              |                                             |                                        |                                       |                        |                 |  |  |  |  |  |  |  |
|               |               |       |           |           |                                                                |                                                                |                                                |                                                           |                                                           |                   |                      |                      |                                                 |                                                 | |                                    |                                              |                                             |                                        |                                       |                        |                 |  |  |  |  |  |  |  |
| Michelle      | Michelle      |       |           |           |                                                                |                                                                | Aspirante                                      | Eliminada                                                 | Eliminada                                                 |                   |                      |                      |                                                 |                                                 | |                                    |                                              |                                             |                                        |                                       |                        |                 |  |  |  |  |  |  |  |
| Eliminados    | Eliminados    |       |           |           | Pablo Más votado                                               | Pablo Más votado                                               | Candelas 52,7%                                 | Beatriz Más votada                                        | Beatriz Más votada                                        | Montse 73%        | Fernando 57,6%       | Rebeca 54,44%        | Pol 60%                                         | Pol 60%                                         | Noelia 50,18%                                                                                           | Clara 50,002%                      | Simona 58,8%                                 | Adara Más votada                            | Alain 3,6%                             | Miguel Menos votado                   | Rodrigo 18,4%          | Meritxell 40,2% |  |  |  |  |  |  |  |
| No eliminados | No eliminados |       |           |           | Miguel Menos votado Candelas Meritxell Menos votadas (Entre 4) | Miguel Menos votado Candelas Meritxell Menos votadas (Entre 4) | Bárbara 47,3% Meritxell Menos votada (Entre 3) | Adara Menos votada Bárbara Montse Menos votadas (Entre 4) | Adara Menos votada Bárbara Montse Menos votadas (Entre 4) | Adara Bárbara 27% | Bárbara Noelia 42,4% | Alain Bárbara 45,56% | Alain 40% Adara Bárbara Menos votadas (Entre 4) | Alain 40% Adara Bárbara Menos votadas (Entre 4) | Clara 49,82% Adara Miguel Menos votados (Entre 4) Alain Adara Meritxell Rodrigo Menos votados (Entre 8) | Adara 49,998% Alain 0,8% (Entre 3) | Adara 41,2% Meritxell Menos votada (Entre 3) | Alain Menos votado Meritxell 3,2% (Entre 3) | Beatriz Meritxell Miguel Rodrigo 96,4% | Beatriz Meritxell Rodrigo Más votados | Beatriz Meritxell 81,6 | Beatriz 59,8%   |  |  |  |  |  |  |  |

- En negrita los miembros del Club GH.
- *: Nominación disciplinaria.

### Presentadores
Los presentadores de la decimoséptima entrega son:
- Jorge Javier Vázquez: Presenta las galas semanales de nominaciones y expulsiones.
- Jordi González: Conduce los debates semanales y los Límite 48 Horas desde plató.
- Lara Álvarez: Presenta los resúmenes diarios en la casa de Guadalix de la Sierra y copresenta los Límite 48 Horas desde el control de Guadalix de la Sierra.

## Gran Hermano Revolution (2017)
- 19 de septiembre de 2017 - 14 de diciembre de 2017[21] (88 días).

Por primera vez en la historia del reality, el nombre de la edición dejó de ser el nombre del formato acompañado de su número correlativo, siendo Gran Hermano Revolution en vez de Gran Hermano 18. Sin embargo, a la hora de anunciar el ganador de la edición Jorge Javier Vázquez lo anunció así: “El ganador de Gran Hermano 18 es...”.
En la madrugada del 21 de julio se lanzó la primera promo oficial de GH Revolution bajo la frase "Se abre la puerta de la revolución... Se abre la puerta de Gran Hermano Revolution". Casi dos meses después, en la noche del 15 de septiembre, se anunció la fecha del estreno, siendo esta el día 19 de septiembre. Sin embargo, el 18 de septiembre se estrenó un especial llamado "Llega la Revolución" con la presentación de los 100 concursantes de la edición y su llegada a la casa, conviviendo en ella desde el domingo hasta el martes, pero no todos consiguieron quedarse dentro, ya que solo 20 serían los concursantes oficiales de esta edición. 18 de ellos fueron seleccionados por el equipo de casting en función de cómo les observaban dentro de la casa. Una de las dos plazas que quedaban iba a ser elegida por los 82 aspirantes que quedaban mediante consenso, mientras que la última se la quedaría el aspirante más votado por la audiencia. Sin embargo, como no consiguieron ponerse de acuerdo para dar un nombre, la dirección del programa decidió que ambas plazas se dieran mediante la votación de la audiencia, siendo Dani y José María quienes consiguieron entrar en la casa días después.
En un principio, la edición iba a tener una duración similar a la de las últimas ediciones. Sin embargo, el abuso sexual que sufrió Carlota Prado por parte de Jose María llevó al fin de la emisión hasta la fecha. A consecuencia de ello, la sexta edición de los famosos se retrasó hasta septiembre para evitar que esta también se viera afectada por el escándalo. Asimismo, decidieron cancelar la continuidad de las ediciones de anónimos hasta que se resolviera el juicio entre Carlota y José María, centrándose únicamente en las ediciones de los famosos, las cuales seguían siendo viables por la buena audiencia que seguían obteniendo. 
También, por primera vez en la historia del reality, dejó de existir el servicio de La casa en directo o 24 horas, durante las dos primeras semanas de concurso, siendo la única edición en que los espectadores no podían acceder a la casa las 24 horas del día. No obstante, debido al revuelo formado por las redes sociales y los bajos datos de audiencia, Mediaset decidió restablecer el servicio en el día 18 de concurso.
El lema para ese año fue "Estás dentro, bienvenido a la revolución".

### Concursantes
|                     |                        | Residencia     | Edad                                          | Profesión           | Duración                            | Galas nominado                          | Información |
| ------------------- | ---------------------- | -------------- | --------------------------------------------- | ------------------- | ----------------------------------- | --------------------------------------- | ----------- |
|                     | Hugo Sierra            | Islas Baleares | 44                                            | Entrenador personal | 88 días                             | 2.ª-4.ª, 6.ª, 7.ªa, 9.ªa, 11.ª-13.ª y F | Ganador     |
| Rubén Valle         | Pontevedra             | 21             | Técnico en automatismos y robótica industrial | 88 días             | 7.ªa, 9.ªa, 12.ª, 13.ª y F          | 2.º finalista                           |             |
| Christian Gabaldón  | Valencia               | 29             | Chófer y camarero                             | 88 días             | 7.ªa, 9.ªa, 12.ª, 13.ª y F          | 3.er finalista                          |             |
| Yangyang Huang      | Las Palmas             | 30             | Profesora de chino                            | 88 días             | 4.ª, 5.ª, 7.ªa, 9.ªa, 10.ª-13.ª y F | 4.ª finalista                           |             |
| Pilar Marcellán     | Zaragoza               | 19             | Estudiante de Estética y Belleza              | 81 días             | 7.ªa, 9.ªa, 9.ªb, 12.ª y 13.ª       | 17.ª expulsión                          |             |
| Miriam Santiago     | La Coruña              | 21             | Estudiante e instructora de artes marciales   | 25 / 35 días        | 2.ª, 4.ª, 12.ª y 13.ª               | 3.ª / 16.ª expulsión                    |             |
| Carlos Bernal       | Barcelona              | 27             | Chef y asesor gastronómico                    | 81 días             | 7.ªa, 8.ª, 9.ªa, 11.ª y 12.ª        | 15.ª expulsión                          |             |
| Maico Barzagui      | Murcia                 | 42             | Jardinero                                     | 74 días             | 2.ª, 5.ª-10.ª y 12.ª                | 14.ª expulsión                          |             |
| Lorena Gómez        | Cádiz                  | 22             | Modelo y paragüera de Moto GP                 | 2 / 14 días         | 11.ª                                | 13.ª expulsión / Reserva                |             |
| Carlota Prado       | Málaga                 | 24             | Directora y promotora en discotecas           | 67 días             | 10.ª                                | 12.ª expulsión                          |             |
| Mina Navarro        | Islas Baleares         | 34             | Administrativa                                | 60 días             | 7.ªa-9.ªb                           | 11.ª expulsión                          |             |
| Laura Velasco       | Sevilla                | 25             | Técnica en Farmacia                           | 39 / 12 días        | 6.ª                                 | 5.ª expulsión / Abandono                |             |
| Miguel del Villar   | Navarra                | 42             | Zapatero                                      | 53 días             | 3.ª, 7.ªa y 9.ªa                    | 10.ª expulsión                          |             |
| Cristian Fernández  | Barcelona              | 30             | Dependiente                                   | 53 días             | 7.ªa y 9.ªa                         | 9.ª expulsión                           |             |
| Daniel Sánchez      | Madrid                 | 27             | Instructor de zumba y dependiente             | 51 días             | 7.ªa y 8.ª                          | 8.ª expulsión                           |             |
| José María López    | Murcia                 | 24             | Agricultor                                    | 46 días             | 7.ªa                                | Expulsión disciplinaria                 |             |
| Juan Antonio Labory | Santa Cruz de Tenerife | 26             | Diseñador gráfico y de moda                   | 46 días             | 7.ªa y 7.ªb                         | 7.ª expulsión                           |             |
| Petra Adrover       | Islas Baleares         | 30             | Organizadora de eventos vip                   | 39 días             | 7.ªa                                | 6.ª expulsión                           |             |
| Javier Eneme        | Barcelona              | 29             | Abogado y bailarín                            | 32 días             | 5.ª                                 | 4.ª expulsión                           |             |
| Yolanda Garrote     | Valencia               | 21             | Empresaria hostelera                          | 18 días             | 3.ª                                 | 2.ª expulsión                           |             |
| Nerea Montaraz      | Tarragona              | 20             | Estudiante de Administración                  | 11 días             | 2.ª                                 | 1.ª expulsión                           |             |

### Estadísticas semanales
|               | Gala 1    | Gala 2    | Gala 3                      | Gala 4                           | Gala 5                              | Gala 6                                             | Gala 7                | Gala 7       | Gala 8                | Gala 9                                                 | Gala 9                | Gala 10                                  | Gala 11                             | Gala 12                                                                | Gala 12                                                       | Gala 13                                                | Gala 13                                         | Gala 13                                   | Final                            | Final                  | Final       |
| ------------- | --------- | --------- | --------------------------- | -------------------------------- | ----------------------------------- | -------------------------------------------------- | --------------------- | ------------ | --------------------- | ------------------------------------------------------ | --------------------- | ---------------------------------------- | ----------------------------------- | ---------------------------------------------------------------------- | ------------------------------------------------------------- | ------------------------------------------------------ | ----------------------------------------------- | ----------------------------------------- | -------------------------------- | ---------------------- | ----------- |
| Hugo          | Entra     | Nominado  | Nominado                    | Nominado                         | Salvado                             | Nominado                                           | Nominado              | Salvado      | Salvado               | Nominado                                               | Salvado               | Salvado                                  | Nominado                            | Nominado                                                               | Nominado                                                      | Nominado                                               | Nominado                                        | Finalista                                 | Finalista                        | Finalista              | Ganador     |
| Rubén         | Entra     | Salvado   | Salvado                     | Salvado                          | Salvado                             | Salvado                                            | Nominado              | Salvado      | Salvado               | Nominado                                               | Salvado               | Salvado                                  | Salvado                             | Nominado                                                               | Nominado                                                      | Nominado                                               | Nominado                                        | Finalista                                 | Finalista                        | Finalista              | Segundo     |
| Christian     | Entra     | Salvado   | Salvado                     | Salvado                          | Salvado                             | Salvado                                            | Nominado              | Salvado      | Salvado               | Nominado                                               | Salvado               | Salvado                                  | Salvado                             | Nominado                                                               | Nominado                                                      | Nominado                                               | Nominado                                        | Finalista                                 | Finalista                        | Tercero                |             |
| Yangyang      | Entra     | Salvada   | Salvada                     | Nominada                         | Nominada                            | Salvada                                            | Nominada              | Salvada      | Salvada               | Nominada                                               | Salvada               | Nominada                                 | Nominada                            | Nominada                                                               | Nominada                                                      | Nominada                                               | Nominada                                        | Finalista                                 | Cuarta                           |                        |             |
| Pilar         | Entra     | Salvada   | Salvada                     | Salvada                          | Salvada                             | Salvada                                            | Nominada              | Salvada      | Salvada               | Nominada                                               | Nominada              | Salvada                                  | Salvada                             | Nominada                                                               | Nominada                                                      | Nominada                                               | Nominada                                        | Expulsada                                 |                                  |                        |             |
| Miriam        | Entra     | Nominada  | Salvada                     | Nominada                         | Expulsada                           |                                                    |                       |              | Invitada              | Repesca                                                | Salvada               | Salvada                                  | Inmune                              | Nominada                                                               | Nominada                                                      | Nominada                                               | Expulsada                                       |                                           |                                  |                        |             |
| Carlos        | Entra     | Salvado   | Salvado                     | Salvado                          | Salvado                             | Salvado                                            | Nominado              | Salvado      | Nominado              | Nominado                                               | Salvado               | Salvado                                  | Nominado                            | Nominado                                                               | Nominado                                                      | Expulsado                                              |                                                 |                                           |                                  |                        |             |
| Maico         | Entra     | Nominado  | Salvado                     | Salvado                          | Nominado                            | Nominado                                           | Nominado              | Nominado     | Nominado              | Nominado                                               | Nominado              | Nominado                                 | Salvado                             | Nominado                                                               | Expulsado                                                     |                                                        |                                                 |                                           |                                  |                        |             |
| Lorena        | Aspirante | Eliminada |                             |                                  |                                     |                                                    |                       |              |                       |                                                        |                       | Entra                                    | Nominada                            | Expulsada                                                              |                                                               |                                                        |                                                 |                                           |                                  |                        |             |
| Carlota       | Entra     | Salvada   | Salvada                     | Salvada                          | Salvada                             | Salvada                                            | Inmune                | Inmune       | Inmune                | Inmune                                                 | Inmune                | Nominada                                 | Expulsada                           |                                                                        |                                                               |                                                        |                                                 |                                           |                                  |                        |             |
| Mina          | Entra     | Salvada   | Salvada                     | Salvada                          | Salvada                             | Salvada                                            | Nominada              | Nominada     | Nominada              | Nominada                                               | Nominada              | Expulsada                                |                                     |                                                                        |                                                               |                                                        |                                                 |                                           |                                  |                        |             |
| Laura         | Entra     | Salvada   | Salvada                     | Salvada                          | Salvada                             | Nominada                                           | Expulsada             |              | Invitada              | Repesca                                                | Salvada               | Abandono                                 |                                     |                                                                        |                                                               |                                                        |                                                 |                                           |                                  |                        |             |
| Miguel        | Entra     | Salvado   | Nominado                    | Salvado                          | Salvado                             | Salvado                                            | Nominado              | Salvado      | Salvado               | Nominado                                               | Expulsado             |                                          |                                     |                                                                        |                                                               |                                                        |                                                 |                                           |                                  |                        |             |
| Cristian      | Entra     | Salvado   | Salvado                     | Salvado                          | Salvado                             | Salvado                                            | Nominado              | Salvado      | Salvado               | Nominado                                               | Expulsado             |                                          |                                     |                                                                        |                                                               |                                                        |                                                 |                                           |                                  |                        |             |
| Daniel        | Aspirante | Entra     | Salvado                     | Salvado                          | Salvado                             | Salvado                                            | Nominado              | Salvado      | Nominado              | Expulsado                                              |                       |                                          |                                     |                                                                        |                                                               |                                                        |                                                 |                                           |                                  |                        |             |
| José M.ª      | Aspirante | Entra     | Salvado                     | Salvado                          | Salvado                             | Salvado                                            | Nominado              | Salvado      | Salvado               | Exp.discip.                                            |                       |                                          |                                     |                                                                        |                                                               |                                                        |                                                 |                                           |                                  |                        |             |
| Juan          | Entra     | Salvado   | Salvado                     | Salvado                          | Salvado                             | Salvado                                            | Nominado              | Nominado     | Expulsado             |                                                        |                       |                                          |                                     |                                                                        |                                                               |                                                        |                                                 |                                           |                                  |                        |             |
| Petra         | Entra     | Salvada   | Salvada                     | Salvada                          | Salvada                             | Salvada                                            | Nominada              | Expulsada    |                       |                                                        |                       |                                          |                                     |                                                                        |                                                               |                                                        |                                                 |                                           |                                  |                        |             |
| Javier        | Entra     | Salvado   | Salvado                     | Salvado                          | Nominado                            | Expulsado                                          |                       |              |                       |                                                        |                       |                                          |                                     |                                                                        |                                                               |                                                        |                                                 |                                           |                                  |                        |             |
| Yolanda       | Entra     | Salvada   | Nominada                    | Expulsada                        |                                     |                                                    |                       |              |                       |                                                        |                       |                                          |                                     |                                                                        |                                                               |                                                        |                                                 |                                           |                                  |                        |             |
| Nerea         | Entra     | Nominada  | Expulsada                   |                                  |                                     |                                                    |                       |              |                       |                                                        |                       |                                          |                                     |                                                                        |                                                               |                                                        |                                                 |                                           |                                  |                        |             |
|               |           |           |                             |                                  |                                     |                                                    |                       |              |                       |                                                        |                       |                                          |                                     |                                                                        |                                                               |                                                        |                                                 |                                           |                                  |                        |             |
| Eliminados    |           |           | Nerea (16 votos)            | Yolanda 52,7%                    | Miriam 57,8%                        | Javier Más votado                                  | Laura 54,3%           | Petra 1%     | Juan 51,9%            | Daniel 52,15%                                          | Cristian 3% Miguel 3% | Mina 69,9%                               | Carlota 60,5%                       | Lorena 80%                                                             | Maico Menos votado                                            | Carlos Menos votado                                    | Miriam Menos votada                             | Pilar Menos votada                        | Yangyang Menos votada            | Christian Menos votado | Rubén 30,5% |
| No eliminados |           |           | Hugo Maico Miriam (0 votos) | Hugo 47,3% Miguel 7,5% (Entre 3) | Yangyang 42,2% Hugo 11,9% (Entre 3) | Maico Menos votado Yangyang Menos votada (Entre 3) | Maico 44,2% Hugo 1,5% | El resto 99% | Mina 44,7% Maico 3,4% | Carlos 47,85% Maico 5,5% (Entre 4) Mina 3,1% (Entre 4) | El resto 94%          | Pilar 30,1% Maico Menos votado (Entre 3) | Maico 39,5% Yangyang 1,7% (Entre 3) | Hugo 20% Yangyang Menos votada (Entre 3) Carlos Menos votado (Entre 4) | Carlos Christian Hugo Miriam Pilar Rubén Yangyang Más votados | Christian Hugo Miriam Pilar Rubén Yangyang Más votados | Christian Hugo Pilar Rubén Yangyang Más votados | Christian Hugo Rubén Yangyang Más votados | Christian Hugo Rubén Más votados | Hugo Rubén Más votados | Hugo 69,5%  |

- En la Gala 2, los 4 nominados (Nerea, Maico y Hugo y Miriam) fueron nominados por el público.
- En la Gala 3, la expulsión la decidieron los propios concursantes, siendo Nerea la más votada con un 100% para abandonar la casa.
- En la Gala 3, Miriam y Hugo dejan de concursar unidos y lo hacen por separado.

## Gran Hermano 19(2024)
- 5 de septiembre de 2024 - 19 de diciembre de 2024 (105 días)

El 24 de abril de 2024 se anunció la puesta en marcha del casting para la decimonovena edición de Gran Hermano. Tras siete años de ausencia y coincidiendo con el 24 aniversario, el reality estrella de Telecinco volvió a la televisión en su formato original con concursantes anónimos y un premio de 300.000 euros en juego.
El 27 de mayo de 2024 se comunicó que los castings presenciales se llevarían a cabo en las principales ciudades de España entre el 3 de junio de 2024 (en Madrid) y el 19 de junio de 2024 (en Gran Canaria). En esta última fecha, solo asistirían los citados por el equipo de casting, quienes irían siendo anunciados desde el mismo 27 de mayo.Un día después, el 28 de mayo, se confirmó en una nota de prensa de Mediaset España a Jorge Javier Vázquez como presentador de las galas y a Ion Aramendi como conductor de los debates.
Por otro lado, el miércoles 24 de julio de 2024, mediante las redes sociales oficiales del reality show, informaron sobre una nueva fase del casting. En ella, un tráiler recorrió ciudades de España en las que nunca se había realizado un casting para el programa, iniciándose en La Coruña el 24 de julio de 2024 y finalizando en Cuenca el 6 de agosto de 2024. Para participar no hacía falta inscribirse previamente mediante la web.
La edición contó con una casa anexa secreta en la que empezó la convivencia de una serie de concursantes (Violeta, Luis, Javi, Jorge, Lucía y Silvia). Estos concursantes irían entrando gradualmente a la casa con identidades ficticias con el riesgo de que si sus compañeros de la casa principal los descubrían, serían expulsados inmediatamente. Por otra parte, los "expulsados" (o desterrados) irían entrando a la casa secreta intercambiándose por dos de los habitantes de la misma, siendo Daniela y Vanessa las primeras. No habría expulsado definitivo hasta que todos los concursantes que iniciaron su concurso en la casa secreta se mudaran a la principal, teniendo el espacio una función similar a la del palafito de Supervivientes.
A diferencia de las anteriores ediciones, en esta edición se pretendió conservar a la totalidad de los concursantes durante casi un mes con el fin de que la audiencia pudiera conocerlos mejor en su totalidad y evitar que un buen concusante fuera expulsado de forma prematura, por lo que durante las 3 primeras semanas las nominaciones y expulsiones fueron un simple "simulacro" para que los concursantes se dieran a conocer en diversas situaciones. En la gala 4, con la "expulsión" de Laura y Nerea y la entrada de Jorge y Javier a la casa oficial, se reunificó a los 19 concursantes en esta última y se abrió una votación para que la audiencia eligiera a los 17 concursantes que querían que siguieran en la casa, siendo Elsa y Maite las primeras expulsadas definitivas al no obtener la mayoría de los votos.
Por otro lado, se introdujo la mecánica de la "Vida Extra" que consistía en que si un concursante era expulsado, podía elegir a un compañero para anular su expulsión y que volviera a la casa como concursante de pleno derecho. No obstante, tanto el concursante expulsado como el compañero que anule la expulsión perderían la mitad del premio en caso de ganar. Además, esto solo se podía hacer una vez en toda la edición. Adrián decidió emplearla para traer de vuelta a Juan, y este último resultó ganador, por lo que el premio que recibió fue de tan solo 150.000€.
El lema de esta edición es "Doble espacio, doble juego, dobles decisiones". Además, fue la última edición de anónimos que se realizó en la casa de Guadalix de la Sierra.

### Concursantes
|                     |                      | Residencia | Edad                                               | Profesión             | Duración            | Big Bro                           | Galas nominado                 | Información             |
| ------------------- | -------------------- | ---------- | -------------------------------------------------- | --------------------- | ------------------- | --------------------------------- | ------------------------------ | ----------------------- |
|                     | Juan Quintana        | Lanzarote  | 29                                                 | Bailarín y coreógrafo | 105 días            | Nunca                             | 2.ª, 5.ª, 8.ª y 10.ª           | 3.ª expulsión / Ganador |
| Óscar Landa         | San Sebastián        | 38         | Profesor de equitación                             | 105 días              | Nunca               | 2.ª, 8.ª, 11.ª, 13.ªa y 13.ªb     | 2.º finalista                  |                         |
| Ruvens Pérez        | Albacete             | 29         | Estudiante de cinematografía                       | 70 / 32 días          | Nunca               | 2.ª, 8.ª,10.ª y 13.ªb             | 8.ª expulsión / 3.er finalista |                         |
| Violeta Crespo      | Toledo               | 23         | Profesora de baile                                 | 103 días              | 10.ª                | 10.ª y 13.ªa                      | 4.ª finalista                  |                         |
| Eduardo Insua "Edi" | La Coruña            | 34         | Empresario                                         | 98 días               | 2.ª                 | 6.ª y 12.ª                        | 5.º finalista                  |                         |
| Nerea Minguela      | Madrid               | 20         | Estudiante de derecho                              | 98 días               | Nunca               | 2.ª, 3.ª, 6.ª y 11.ª              | 6.ª finalista                  |                         |
| Jorge Pérez         | La Coruña            | 32         | Militar                                            | 96 días               | Nunca               | 5.ª, 6.ª y 11.ª                   | 7.º finalista                  |                         |
| Maica Benedicto     | Cartagena            | 25         | Modelo y visitadora médica                         | 91 días               | Nunca               | 8.ª, 9.ª, 13.ªa y 13.ªb           | 13.ª expulsión                 |                         |
| Adrián Creus        | Madrid               | 26         | Boxeador                                           | 91 días               | 9.ª                 | 6.ª,9.ª, 10.ª,12.ª, 13.ªa y 13.ªb | Expulsión disciplinaria        |                         |
| Daniela Cano        | Colombia / Barcelona | 31         | Licenciada en finanzas                             | 89 días               | 11.ª-13.ª           | 1.ª, 6.ª, 7.ª, 9.ª-13.ªa          | 12.ª expulsión                 |                         |
| Luis García         | Madrid               | 22         | Repartidor en hostelería                           | 84 días               | Nunca               | 2.ª, 3.ª, 8.ª, 9.ª y 11.ª         | 11.ª expulsión                 |                         |
| Laura V. Galera     | Sevilla              | 21         | Auxiliar de enfermería e hija de María José Galera | 63 / 14 días          | 4.ª                 | 1.ª, 3.ª, 6.ª, 9.ª y 12.ª         | 7.ª / 10.ª expulsión           |                         |
| Manuel Vulcán       | Cádiz                | 23         | DJ                                                 | 77 días               | 2.ª, 6.ª, 7.ª y 8.ª | 9.ª y 11.ª                        | 9ª expulsión                   |                         |
| Lucía Rolek         | Madrid               | 25         | Estudiante de derecho y camarera                   | 56 / 4 días           | 3.ª                 | 3.ª, 7.ª y 8.ª                    | 6.ª expulsión                  |                         |
| Javier Mouzo        | La Coruña            | 42         | Cantante de orquesta                               | 49 días               | Nunca               | 5.ª, 6.ª y 7.ª                    | Abandono voluntario            |                         |
| Vanessa Bouza       | La Coruña            | 39         | Cantante de orquesta                               | 49 / 2 días           | Nunca               | 1.ª, 5.ª y 7.ª                    | 5.ª expulsión                  |                         |
| Silvia Rolek        | Madrid               | 25         | Camarera                                           | 42 días               | 5.ª                 | 6.ª                               | 4.ª expulsión                  |                         |
| Maite Benítez       | Cantabria            | 35         | Filtradora de anchoa                               | 28 días               | Nunca               | 1.ª                               | 2.ª expulsión                  |                         |
| Elsa Mateos         | Bilbao               | 30         | Dependienta y camarera                             | 24 / 4 días           | 2.ª                 | Nunca                             | 1.ª expulsión                  |                         |

### Estadísticas semanales
| Juan      | Entra | Salvado      | Nominado                | Casa Secreta                         | Casa Secreta            | Nominado      | Nominado       | Nominado             | Exp.                           | Reg.                           | Salvado | Nominado                        | Salvado                                                                    | Nominado                                                            | Salvado                                             | Salvado                                                               | Nominado                      | Salvado              | Salvado                                                       | Finalista                       | Finalista                                                 | Finalista                                        | Finalista                                 | Finalista                     | Finalista          | Ganador     |  |  |  |  |  |  |  |  |  |  |  |  |  |  |  |  |  |
| Óscar     | Entra | Salvado      | Nominado                | Casa Secreta                         | Casa Secreta            | Nominado      | Nominado       | Salvado              | Salvado                        | Salvado                        | Inmune | Nominado                        | Salvado                                                                    | Salvado                                                             | Salvado                                             | Salvado                                                               | Nominado                      | Nominado             | Nominado                                                      | Finalista                       | Finalista                                                 | Finalista                                        | Finalista                                 | Finalista                     | Finalista          | Segundo     |  |  |  |  |  |  |  |  |  |  |  |  |  |  |  |  |  |
| Ruvens    | Entra | Salvado      | Salvado                 | Salvado                              | Exento                  | Nominado      | Nominado       | Salvado              | Salvado                        | Salvado                        | Salvado | Salvado                         | Salvado                                                                    | Nominado                                                            | Expulsado                                           | Repesca                                                               | Nominado                      | Salvado              | Nominado                                                      | Finalista                       | Finalista                                                 | Finalista                                        | Finalista                                 | Finalista                     | Tercero            |             |  |  |  |  |  |  |  |  |  |  |  |  |  |  |  |  |  |
| Violeta   | Entra | C. Secreta   | Salvada                 | Inmune                               | Exenta                  | Nominada      | Nominada       | Salvada              | Inmune                         | Inmune                         | Salvada | Salvada                         | Salvada                                                                    | Salvada                                                             | Salvada                                             | Salvada                                                               | Nominada                      | Nominada             | Salvada                                                       | Finalista                       | Finalista                                                 | Finalista                                        | Finalista                                 | Expulsada                     |                    |             |  |  |  |  |  |  |  |  |  |  |  |  |  |  |  |  |  |
| Edi       | Entra | Salvado      | Salvado                 | Salvado                              | Exento                  | Nominado      | Nominado       | Salvado              | Nominado                       | Nominado                       | Salvado | Salvado                         | Salvado                                                                    | Salvado                                                             | Salvado                                             | Nominado                                                              | Nominado                      | Salvado              | Salvado                                                       | Finalista                       | Finalista                                                 | Finalista                                        | Expulsado                                 |                               |                    |             |  |  |  |  |  |  |  |  |  |  |  |  |  |  |  |  |  |
| Nerea     | Entra | Salvada      | Nominada                | Nominada                             | C. Secreta              | Nominada      | Nominada       | Salvada              | Nominada                       | Nominada                       | Salvada | Salvada                         | Salvada                                                                    | Salvada                                                             | Nominada                                            | Salvada                                                               | Nominada                      | Salvada              | Salvada                                                       | Finalista                       | Finalista                                                 | Expulsada                                        |                                           |                               |                    |             |  |  |  |  |  |  |  |  |  |  |  |  |  |  |  |  |  |
| Jorge     | Entra | Casa Secreta | Casa Secreta            | Casa Secreta                         | Exento                  | Nominado      | Nominado       | Nominado             | Nominado                       | Nominado                       | Salvado | Salvado                         | Salvado                                                                    | Salvado                                                             | Nominado                                            | Salvado                                                               | Nominado                      | Salvado              | Salvado                                                       | Finalista                       | Expulsado                                                 |                                                  |                                           |                               |                    |             |  |  |  |  |  |  |  |  |  |  |  |  |  |  |  |  |  |
| Maica     | Entra | Salvada      | Salvada                 | Salvada                              | Exenta                  | Nominada      | Nominada       | Salvada              | Salvada                        | Salvada                        | Salvada | Nominada                        | Nominada                                                                   | Salvada                                                             | Exenta                                              | Salvada                                                               | Nominada                      | Salvada              | Nominada                                                      | Expulsada                       |                                                           |                                                  |                                           |                               |                    |             |  |  |  |  |  |  |  |  |  |  |  |  |  |  |  |  |  |
| Adrián    | Entra | Salvado      | Salvado                 | Salvado                              | Exento                  | Nominado      | Nominado       | Salvado              | Nominado                       | Nominado                       | Salvado | Salvado                         | Salvado                                                                    | Nominado                                                            | Salvado                                             | Salvado                                                               | Nominado                      | Nominado             | Nominado                                                      | Exp.discip.                     |                                                           |                                                  |                                           |                               |                    |             |  |  |  |  |  |  |  |  |  |  |  |  |  |  |  |  |  |
| Daniela   | Entra | Nominada     | Casa Secreta            | Casa Secreta                         | Casa Secreta            | Nominada      | Nominada       | Salvada              | Nominada                       | Nominada                       | Nominada | Inmune                          | Nominada                                                                   | Nominada                                                            | Nominada                                            | Nominada                                                              | Nominada                      | Nominada             | Expulsada                                                     |                                 |                                                           |                                                  |                                           |                               |                    |             |  |  |  |  |  |  |  |  |  |  |  |  |  |  |  |  |  |
| Luis      | Entra | C. Secreta   | Nominado                | Nominado                             | Salvado                 | Nominado      | Nominado       | Salvado              | Salvado                        | Salvado                        | Salvado | Nominado                        | Nominado                                                                   | Salvado                                                             | Nominado                                            | Salvado                                                               | Nominado                      | Expulsado            |                                                               |                                 |                                                           |                                                  |                                           |                               |                    |             |  |  |  |  |  |  |  |  |  |  |  |  |  |  |  |  |  |
| Laura     | Entra | Nominada     | Salvada                 | Nominada                             | C. Secreta              | Nominada      | Nominada       | Salvada              | Salvada                        | Salvada                        | Salvada | Salvada                         | Nominada                                                                   | Expulsada                                                           | Regresa                                             | Nominada                                                              | Expulsada                     |                      |                                                               |                                 |                                                           |                                                  |                                           |                               |                    |             |  |  |  |  |  |  |  |  |  |  |  |  |  |  |  |  |  |
| Manu      | Entra | Salvado      | Salvado                 | Salvado                              | Exento                  | Nominado      | Nominado       | Inmune               | Salvado                        | Salvado                        | Salvado | Salvado                         | Nominado                                                                   | Inmune                                                              | Nominado                                            | Expulsado                                                             |                               |                      |                                                               |                                 |                                                           |                                                  |                                           |                               |                    |             |  |  |  |  |  |  |  |  |  |  |  |  |  |  |  |  |  |
| Lucía     | Entra | Casa Secreta | Casa Secreta            | Salvada                              | Exenta                  | Nominada      | Nominada       | Salvada              | Salvada                        | Salvada                        | Salvada | Nominada                        | Expulsada                                                                  |                                                                     |                                                     | Eliminada                                                             |                               |                      |                                                               |                                 |                                                           |                                                  |                                           |                               |                    |             |  |  |  |  |  |  |  |  |  |  |  |  |  |  |  |  |  |
| Javier    | Entra | Casa Secreta | Casa Secreta            | Casa Secreta                         | Exento                  | Nominado      | Nominado       | Nominado             | Nominado                       | Nominado                       | Nominado | Abandono                        |                                                                            |                                                                     |                                                     |                                                                       |                               |                      |                                                               |                                 |                                                           |                                                  |                                           |                               |                    |             |  |  |  |  |  |  |  |  |  |  |  |  |  |  |  |  |  |
| Vanessa   | Entra | Nominada     | Casa Secreta            | Casa Secreta                         | Casa Secreta            | Nominada      | Nominada       | Salvada              | Salvada                        | Salvada                        | Nominada | Expulsada                       |                                                                            |                                                                     |                                                     | Eliminada                                                             |                               |                      |                                                               |                                 |                                                           |                                                  |                                           |                               |                    |             |  |  |  |  |  |  |  |  |  |  |  |  |  |  |  |  |  |
| Silvia    | Entra | Casa Secreta | Casa Secreta            | Casa Secreta                         | Casa Secreta            | Nominada      | Nominada       | Salvada              | Nominada                       | Nominada                       | Expulsada |                                 |                                                                            |                                                                     |                                                     |                                                                       |                               |                      |                                                               |                                 |                                                           |                                                  |                                           |                               |                    |             |  |  |  |  |  |  |  |  |  |  |  |  |  |  |  |  |  |
| Maite     | Entra | Nominada     | Salvada                 | Salvada                              | Exenta                  | Nominada      | Nominada       | Expulsada            |                                |                                | |                                 |                                                                            |                                                                     |                                                     |                                                                       |                               |                      |                                                               |                                 |                                                           |                                                  |                                           |                               |                    |             |  |  |  |  |  |  |  |  |  |  |  |  |  |  |  |  |  |
| Elsa      | Entra | Salvada      | Salvada                 | Salvada                              | Exenta                  | Nominada      | Expulsada      |                      |                                |                                | |                                 |                                                                            |                                                                     |                                                     | Eliminada                                                             |                               |                      |                                                               |                                 |                                                           |                                                  |                                           |                               |                    |             |  |  |  |  |  |  |  |  |  |  |  |  |  |  |  |  |  |
|           |       |              |                         |                                      |                         |               |                |                      |                                |                                | |                                 |                                                                            |                                                                     |                                                     |                                                                       |                               |                      |                                                               |                                 |                                                           |                                                  |                                           |                               |                    |             |  |  |  |  |  |  |  |  |  |  |  |  |  |  |  |  |  |
| Traspaso  |       |              | Daniela 52% Vanessa 32% | Juan Óscar Más votados               | Laura Nerea Más votadas | Eliminados    | Elsa 3,4%      | Maite Menos votada   | Juan 58%                       | Juan 58%                       | Silvia Más votada | Vanessa 80%                     | Lucía Más votada                                                           | Laura 63%                                                           | Ruvens 55%                                          | Manu 59%                                                              | Laura 52%                     | Luis Menos votado    | Daniela 53%                                                   | Maica 50,2%                     | Jorge 3%                                                  | Nerea 4%                                         | Edi 6%                                    | Violeta 15%                   | Ruvens 21%         | Óscar 46,8% |  |  |  |  |  |  |  |  |  |  |  |  |  |  |  |  |  |
| Se quedan |       |              | Laura 12% Maite 4%      | Luis Menos votado Nerea 5% (Entre 4) | Luis Menos votado       | No eliminados | El resto 96,6% | El resto Más votados | Javier 42% Jorge 15% (Entre 3) | Javier 42% Jorge 15% (Entre 3) | Edi Menos votado Nerea 14% (Entre 3) Daniela 9% (Entre 4) Adrián 6% (Entre 5) Javier 7% (Entre 6) Jorge Menos votado (Entre 8) | Daniela 20% Javier 8% (Entre 3) | Óscar Menos votado Luis 13% (Entre 3) Juan 9% (Entre 4) Maica 3% (Entre 5) | Daniela 37% Manu 12% (Entre 3) Luis 6% (Entre 4) Maica 5% (Entre 5) | Adrián 45% Daniela 21% (Entre 3) Juan 10% (Entre 4) | Nerea 41% Jorge 15% (Entre 3) Daniela 11% (Entre 4) Luis 7% (Entre 5) | Daniela 48% Edi 14% (Entre 3) | El resto Más votados | Violeta 47% Óscar 14% (Entre 3) Adrián Menos votado (Entre 4) | Ruvens 49,8% Óscar 8% (Entre 3) | Edi 5% Nerea 5% Violeta 12% Ruvens 17% Óscar 26% Juan 32% | Edi 5% Violeta 12% Ruvens 16% Óscar 27% Juan 36% | Violeta 12% Ruvens 17% Óscar 28% Juan 37% | Ruvens 18% Óscar 28% Juan 39% | Óscar 34% Juan 45% | Juan 53,2%  |  |  |  |  |  |  |  |  |  |  |  |  |  |  |  |  |  |

#### Big Bro
Cada semana entra en juego la nueva dinámica de Gran Hermano: el "Big Bro", un privilegio adaptado de la mecánica de la adaptación estadounidense del formato con el que los concursantes pueden salvar a un nominado de la expulsión. Cada domingo, los ganadores de dicho título tienen un poder extra y, para su elección, se tiene en cuenta la realización de la prueba semanal. Por consiguiente, el habitante de la casa que consiga ganar el reto de la semana o lo realice de mejor forma conseguirá privilegios. En la gala 11, Daniela obtuvo el privilegio de "Súper Big Bro", siendo la poseedora de este título hasta la fase final del concurso.
| Galas     | Big Bro         | Privilegio         | Información         |
| --------- | --------------- | ------------------ | ------------------- |
| Debate 2  | Elsa, Edi, Manu | Salvación          | Salvan a Ruvens     |
| Debate 3  | Lucía           | Salvación          | Se salva a sí misma |
| Debate 4  | Laura           | Salvación          | Se salva a sí misma |
| Debate 5  | Silvia          | Salvación          | Salva a Vanessa     |
| Debate 6  | Manu            | Salvación          | Salva a Laura       |
| Debate 7  | Manu            | Salvación          | Salva a Lucía       |
| Debate 8  | Manu            | Salvación          | Salva a Ruvens      |
| Debate 9  | Adrián          | Salvación o comida | Se salva a sí mismo |
| Debate 10 | Violeta         | Salvación          | Se salva a sí misma |
| Debate 11 | Daniela         | Salvación          | Salva a Óscar       |
| Debate 12 | Daniela         | Salvación          | Salva a Adrián      |
| Debate 13 | Daniela         | Salvación          | Salva a Maica       |

### Episodios y audiencias

#### Galas
| Fecha           | Día             | Características del programa                        | Audiencia         |
| --------------- | --------------- | --------------------------------------------------- | ----------------- |
| 05/09/2024      | Jueves          | Gala 1 / Presentación y entrada de los concursantes | 1 053 000 (17,4%) |
| 12/09/2024      | Jueves          | Gala 2 / Traspaso de Daniela y Vanessa              | 1 022 000 (16,8%) |
| 19/09/2024      | Jueves          | Gala 3 / Traspaso de Óscar y Juan                   | 972 000 (16,2%)   |
| 26/09/2024      | Jueves          | Gala 4 / Decisión del casting final                 | 993 000 (16,6%)   |
| 03/10/2024      | Jueves          | Gala 5 / Expulsión de Maite                         | 1 004 000 (16,9%) |
| 10/10/2024      | Jueves          | Gala 6 / Expulsión de Juan / Vida extra de Juan     | 925 000 (14,8%)   |
| 17/10/2024      | Jueves          | Gala 7 / Expulsión de Silvia                        | 990 000 (16,3%)   |
| 24/10/2024      | Jueves          | Gala 8 / Expulsión de Vanessa / Abandono de Javier  | 1 025 000 (17,2%) |
| 31/10/2024      | Jueves          | Gala 9 / Expulsión de Lucía                         | 834 000 (13,3%)   |
| 07/11/2024      | Jueves          | Gala 10 / Expulsión de Laura                        | 1 028 000 (16,2%) |
| 14/11/2024      | Jueves          | Gala 11 / Expulsión de Ruvens / Regreso de Laura    | 1 013 000 (17,1%) |
| 21/11/2024      | Jueves          | Gala 12 / Expulsión de Manu / Repesca de Ruvens     | 921 000 (15,1%)   |
| 28/11/2024      | Jueves          | Gala 13 / Expulsión de Laura y Luis                 | 903 000 (15,7%)   |
| 05/12/2024      | Jueves          | Gala 14 / Expulsión de Adrián y Maica               | 932 000 (15,1%)   |
| 12/12/2024      | Jueves          | Gala 15 / Expulsión de Nerea y Edi                  | 978 000 (16,7%)   |
| 19/12/2024      | Jueves          | Gala 16 / Ganador Juan                              | 1 121 000 (18,3%) |
| Audiencia media | Audiencia media | Audiencia media                                     | 982 000 (16,2%)   |

#### Debates
| Fecha           | Día             | Características del programa                                         | Audiencia         |
| --------------- | --------------- | -------------------------------------------------------------------- | ----------------- |
| 08/09/2024      | Domingo         | Debate 1 / Primeras horas de convivencia                             | 923 000 (13,8%)   |
| 15/09/2024      | Domingo         | Debate 2 / Primera salvación del Big Bro                             | 940 000 (12,5%)   |
| 22/09/2024      | Domingo         | Debate 3 / Salvación del Big Bro                                     | 936 000 (11,8%)   |
| 29/09/2024      | Domingo         | Debate 4 / Expulsión de Elsa                                         | 939 000 (15,5%)   |
| 06/10/2024      | Domingo         | Debate 5 / Salvación del Big Bro                                     | 972 000 (12,9%)   |
| 13/10/2024      | Domingo         | Debate 6 / Salvación del Big Bro / Salvación de Javier               | 987 000 (12,6%)   |
| 20/10/2024      | Domingo         | Debate 7 / Salvación del Big Bro / Salida de Maica a Grande Fratello | 987 000 (12,2%)   |
| 27/10/2024      | Domingo         | Debate 8 / Salvación del Big Bro / Salvación de Ruvéns               | 1 011 000 (13,3%) |
| 03/11/2024      | Domingo         | Debate 9 / Salvación del Big Bro / Salvación de Adrián               | 905 000 (10,5%)   |
| 10/11/2024      | Domingo         | Debate 10 / Salvación del Big Bro / Salvación de Violeta             | 932 000 (11,9%)   |
| 17/11/2024      | Domingo         | Debate 11 / Salvación del Big Bro / Salvación de Luis                | 928 000 (11,8%)   |
| 26/11/2024      | Domingo         | Debate 12 / Salvación del Big Bro / Salvación de Adrián y Juan       | 971 000 (12,0%)   |
| 01/12/2024      | Domingo         | Debate 13 / Salvación del Big Bro / Salvación de Maica y Adrián      | 893 000 (11,2%)   |
| 08/12/2024      | Domingo         | Debate 14 / Entrevista a Maica                                       | 934 000 (11,4%)   |
| 15/12/2024      | Domingo         | Debate 15 / Entrevista a Edi                                         | 895 000 (11,1%)   |
| 22/12/2024      | Domingo         | Debate 16 / Debate final                                             | 787 000 (9,8%)    |
| Audiencia media | Audiencia media | Audiencia media                                                      | 934 000 (12,1%)   |

#### Límite 48 horas
| Fecha           | Día             | Características del programa                                                    | Audiencia       |
| --------------- | --------------- | ------------------------------------------------------------------------------- | --------------- |
| 10/09/2024      | Martes          | Límite 1 / Primeras nominaciones y entrada Violeta y Luis                       | 901 000 (15,1%) |
| 17/09/2024      | Martes          | Límite 2 / Entrada de Lucía y Silvia                                            | 758 000 (12,9%) |
| 24/09/2024      | Martes          | Límite 3 / Entrada de Jorge y Javier                                            | 869 000 (14,0%) |
| 01/10/2024      | Martes          | Límite 4 / Primeros concursantes oficiales                                      | 861 000 (13,7%) |
| 08/10/2024      | Martes          | Límite 5 / Salvación de Jorge                                                   | 847 000 (13,6%) |
| 15/10/2024      | Martes          | Límite 6 / Salvación de Adrián y Daniela                                        | 894 000 (14,4%) |
| 22/10/2024      | Martes          | Límite 7 / Salvación de Javier / Entrada de Lorenzo y Shaila de Grande Fratello | 806 000 (13,0%) |
| 29/10/2024      | Martes          | Límite 8 / Salvación de Mayka y Juan                                            | 865 000 (13,6%) |
| 05/11/2024      | Martes          | Límite 9 / Salvación de Luis                                                    | 966 000 (14,6%) |
| 12/11/2024      | Martes          | Límite 10 / Salvación de Daniela y Juan                                         | 807 000 (13,1%) |
| 19/11/2024      | Martes          | Límite 11 / Salvación de Adrián                                                 | 790 000 (12,6%) |
| 26/11/2024      | Martes          | Límite 12 / Salvación de Edi                                                    | 798 000 (12,8%) |
| 03/12/2024      | Martes          | Límite 13 / Expulsión de Daniela                                                | 946 000 (15,2%) |
| 10/12/2024      | Martes          | Límite 14 / Expulsión de Jorge                                                  | 818 000 (13,7%) |
| 17/12/2024      | Martes          | Límite 14 / Expulsión de Violeta                                                | 836 000 (14,2%) |
| Audiencia media | Audiencia media | Audiencia media                                                                 | 851 000 (13,8%) |

#### Última hora
| Fecha           | Día             | Características del programa | Audiencia        |
| --------------- | --------------- | ---------------------------- | ---------------- |
| 16/09/2024      | Lunes           | Última hora 1                | 775 000 (5,7%)   |
| 18/09/2024      | Miércoles       | Última hora 2                | 782 000 (6,1%)   |
| 23/09/2024      | Lunes           | Última hora 3                | 761 000 (5,7%)   |
| 30/09/2024      | Lunes           | Última hora 4                | 1 007 000 (7,7%) |
| 02/10/2024      | Miércoles       | Última hora 5                | 817 000 (6,5%)   |
| 07/10/2024      | Lunes           | Última hora 6                | 862 000 (6,6%)   |
| 09/10/2024      | Miércoles       | Última hora 7                | 832 000 (6,4%)   |
| 14/10/2024      | Lunes           | Última hora 8                | 804 000 (6,1%)   |
| 16/10/2024      | Miércoles       | Última hora 9                | 793 000 (6,0%)   |
| 21/10/2024      | Lunes           | Última hora 10               | 785 000 (6,1%)   |
| 23/10/2024      | Miércoles       | Última hora 11               | 850 000 (6,5%)   |
| 28/10/2024      | Lunes           | Última hora 12               | 820 000 (6,3%)   |
| 06/11/2024      | Miércoles       | Última hora 13               | 789 000 (5,9%)   |
| 11/11/2024      | Lunes           | Última hora 14               | 772 000 (5,8%)   |
| 13/11/2024      | Miércoles       | Última hora 15               | 831 000 (6,1%)   |
| 18/11/2024      | Lunes           | Última hora 16               | 805 000 (6,0%)   |
| 20/11/2024      | Miércoles       | Última hora 17               | 805 000 (6,1%)   |
| 25/11/2024      | Lunes           | Última hora 18               | 962 000 (7,0%)   |
| 27/11/2024      | Miércoles       | Última hora 19               | 727 000 (5,4%)   |
| 02/12/2024      | Lunes           | Última hora 20               | 772 000 (5,8%)   |
| 04/12/2024      | Miércoles       | Última hora 20               | 724 000 (5,4%)   |
| 11/12/2024      | Miércoles       | Última hora 21               | 760 000 (5,7%)   |
| 18/12/2024      | Miércoles       | Última hora 22               | 684 000 (5,4%)   |
| Audiencia media | Audiencia media | Audiencia media              | 805 000 (6,4%)   |

## Gran Hermano 20(2025)
El 18 de marzo de 2025, se anunció en las redes sociales oficiales de Gran Hermano el cambio de localización de la casa, que abandonaría la mítica localidad de Guadalix de la Sierra tras 18 ediciones. Asimismo, coincidiendo con el 25.º aniversario del estreno del programa, el 23 de abril de 2025, se publicó que la siguiente edición sería de anónimos.
Pornotro lado, el programa Socialité confirmó que Jorge Javier Vázquez seguiría al mando del formato desde que cogió el relevo a Mercedes Milá en 2016. Tras ello, el 30 de abril de 2025, el portal Poco Pasa TV dio a conocer que la vigésima edición comenzaría tras el final de la segunda edición de Supervivientes All Stars, a principios de noviembre, y que la nueva casa se ubicaría en el municipio madrileño de Tres Cantos.  Además, en el evento de Publiespaña, se desveló que Ion Aramendi seguiría al mando de Gran Hermano: El debate y que por primera vez Carlos Sobera se pondría al mando de Gran Hermano: Límite 48 horas.
Más tarde, el jueves 5 de junio, Telecinco, en la gala número 14 de Supervivientes 2025, abrió el casting para esta edición del formato.  Tres semanas después, el 26 de junio de 2025, se comunicó que la primera fase de los castings presenciales se llevaría a cabo en las principales ciudades de España entre el 1 de julio de 2025 (en Barcelona) y el 14 de julio de 2025 (en Bilbao). En esta fase, solo asistirían los citados por el equipo de casting, quienes irían siendo informados desde el mismo 26 de junio.
El 15 de julio de 2025, tras acabar la primera fase del casting, se anunció mediante las redes sociales del concurso que, por primera vez, pondrían en marcha una experiencia que haría que los participantes se sintieran concursantes de Gran Hermano por un día e incluso les daban la oportunidad de presentarse al casting. Este evento se llevaría a cabo en el Boombastic Winamax Fest de Asturias los días 17, 18 y 19 de julio de 2025.
El 23 de julio de 2025, se publicó oficialmente la puesta en marcha de un formato vinculado al proceso de casting de esta edición, presentado por Nagore Robles, que se emitiría en Mediaset Infinity. Este espacio pionero determinaría la foto final de los concursantes de la edición y estaría programado para el arranque de la temporada televisiva 2025-2026.

## Concursantes en otros programas
- Supervivientes
  - Ismael Beiro - Tercera edición (2003) - 2.º finalista
  - Fayna Bethencourt - Cuarta edición (2003) - 5.ª expulsada
  - Sabrina Mahi - Sexta edición (2005) - 5.ª expulsada
  - Pedro Oliva - Octava edición (2007) - 2.º expulsado
  - Matías Fernández - Décima edición (2009) - 2.º finalista
  - Beatriz González - Decimoprimera edición (2010) - 3.ª expulsada
  - Sonia Arenas - Decimoprimera edición (2010) - 12.ª expulsada
  - Aída Nízar - Decimosegunda edición (2011) - 1.ª expulsada
  - Arturo Requejo - Decimosegunda edición (2011) - 9.º expulsado
  - Almudena Martínez - Decimotercera edición (2014) - 11.ª expulsada
  - Carolina Sobe - Decimotercera edición (2014) - 12.ª expulsada
  - Lucía Parreño - Decimocuarta edición (2015) - 8.ª expulsada
  - Suso Álvarez - Decimoquinta edición (2016) - 12.º expulsado
  - Sofía Suescun - Decimoséptima edición (2018) - Ganadora
  - Beatriz Retamal - Decimonovena edición (2020) - 1.ª expulsada
  - Hugo Sierra - Decimonovena edición (2020) - 13.er expulsado
  - Marta López - Vigésima edición (2021) - 2.ª expulsada
  - Desirée Rodríguez - Vigésimo primera edición (2022) - 4.ª / 5.ª expulsada
  - Marta Peñate - Vigésimo primera edición (2022) - 2.ª finalista
  - Adara Molinero - Vigésimo segunda edición (2023) - 2.ª finalista
- Supervivientes All Stars
  - Marta Peñate - Primera edición (2024) - Ganadora
  - Sofía Suescun - Primera edición (2024) - 3.ª finalista
  - Adara Molinero - Primera edición (2024) - 1.ª expulsada
- Gran Hermano VIP
  - Iñigo González - Primera edición (2004) - 4.º expulsado
  - Marta López - Primera edición (2004) - 7.ª expulsada
  - Chari Lojo - Tercera edición (2015) - 8.ª expulsada
  - Liz Emiliano - Cuarta edición (2016) - 5.ª expulsada
  - Daniel Santos - Cuarta edición (2016) - 11.º expulsado
  - Laura Campos - Cuarta edición (2016) - 12.ª expulsada
  - Aída Nízar - Quinta edición (2017) - 4.ª / 9.ª expulsada
  - Suso Álvarez - Sexta edición (2018) - 2.º finalista
  - Pol Badía - Séptima edición (2019) - 7.º expulsado
  - Adara Molinero - Séptima edición (2019) - Ganadora
- Gran Hermano Dúo
  - Raquel Lozano - Primera edición (2019) - 7.ª expulsada
  - Carolina Sobe - Primera edición (2019) - 10.ª expulsada
  - Sofía Suescun - Primera edición (2019) - 4.ª / 11.ª expulsada
  - Marta López - Segunda edición (2024) - 6.ª finalista
  - Vanessa Bouza - Tercera edición (2025) - 1.ª expulsada
  - Javier Mouzo - Tercera edición (2025) - Abandono
  - Daniel Santos - Tercera edición (2025) - 6.º expulsado
  - María Sánchez - Tercera edición (2025) - 7.ª expulsada
  - Óscar Landa - Tercera edición (2025) - 3.º finalista
  - Maica Benedicto - Tercera edición (2025) - 2.ª finalista
- Gran Hermano: El Reencuentro
  - Désirée Albertalli - Primera edición (2010) - Abandono
  - Nacho Utrera - Primera edición (2010) - Abandono
  - Noemí Ungria - Primera edición (2010) - 1.ª expulsada
  - Raquel Morillas - Primera edición (2010) - 1.ª expulsada
  - Arturo Requejo - Primera edición (2010) - Expulsión disciplinaria
  - Indhira Kalvani - Primera edición (2010) - Abandono
  - Beatriz Gómez - Primera edición (2010) - 2.ª expulsada
  - Inmaculada Contreras - Primera edición (2010) - 2.ª expulsada
  - Beatriz González- Primera edición (2010) - Expulsión disciplinaria
  - Cristal Fernández - Primera edición (2010) - 3.ª expulsada
  - Nicky Villanueva - Primera edición (2010) - 3.er expulsado
  - Piero Righetto - Primera edición (2010) - Abandono
  - Melania Querol - Primera edición (2010) - Abandono
  - Andallá Mbengue - Primera edición (2010) - 4.º expulsado
  - Amor Romeira - Primera edición (2010) - 4.ª expulsada
  - María José Galera - Primera edición (2010) - Abandono
  - Marusky Perdomo - Primera edición (2010) - 5.ª expulsada
  - Daniel Rubio - Primera edición (2010) - 5.º expulsado
  - Orlando Breyner - Primera edición (2010) - 6.º expulsado
  - Gema Zafra - Primera edición (2010) - 6.ª expulsada
  - Almudena Martínez - Primera edición (2010) - 7.ª expulsada
  - Ana Toro - Primera edición (2010) - 7.ª expulsada
  - Nicola Di Matteo - Primera edición (2010) - 3.er finalista
  - Ainhoa Pareja - Primera edición (2010) - 3.ª finalista
  - Silvia Casado - Primera edición (2010) - 2.ª finalista
  - Jorge Berrocal - Primera edición (2010) - 2.º finalista
  - Pepe Herrero - Primera edición (2010) - Ganador
  - Raquel López- Primera edición (2010) - Ganadora
  - Chari Lojo - Segunda edición (2011) - Expulsión disciplinaria
  - Rubén Estévez - Segunda edición (2011) - Expulsión disciplinaria
  - Gerardo Prager - Segunda edición (2011) - Abandono
  - Saray Pereira - Segunda edición (2011) - Expulsión disciplinaria
  - Loli Fernández - Segunda edición (2011) - 5.ª expulsada
  - Iván Madrazo - Segunda edición (2011) - 5.º expulsado
  - Marta López - Segunda edición (2011) - 3.ª finalista
- Secret Story: La casa de los secretos
  - Adara Molinero - Primera edición (2021) - 8.ª / 11.ª expulsada
- El tiempo del descuento
  - Adara Molinero - Primera edición (2020) - Abandono / Invitada
  - Pol Badía - Primera edición (2020) - 4.º finalista
- Hotel Glam
  - Jorge Berrocal - Primera edición (2003) - 1.er expulsado
  - Israel Pita - Primera edición (2003) - 5.º expulsado
- Pesadilla en El Paraíso
  - Nagore Robles - Tercera edición (2011) - Ganadora
  - Raquel Lozano - Cuarta edición (2022) - 5.ª expulsada
  - Beatriz Retamal - Cuarta edición (2022) - 2.ª finalista
  - Maite Galdeano - Quinta edición (2023) - 2.ª expulsada
  - María José Galera - Quinta edición (2023) - 5.ª expulsada
- Mujeres y hombres y viceversa
  - Germán Ramírez - Tronista (2008)
  - Indhira Kalvani - Tronista (2011)
  - Arturo Requejo - Tronista (2011)
  - Laura Campos - Tronista (2012)
  - Liz Emiliano - Tronista (2014)
  - Fernando Espinar - Pretendiente (2016)
  - Sofía Suescun - Tronista (2016)
  - Suso Álvarez - Tronista (2016)
  - Edoardo Boscolo - Pretendiente (2019)
  - Simona Scorus - Pretendienta (2019)
- La isla de las tentaciones
  - Susana Molina - Primera edición (2020) - Participante
  - Gonzalo Montoya - Primera edición (2020) - Participante
  - Marta Peñate - Segunda edición (2020) - Participante
  - Alessandro Livi - Segunda edición (2020) - Participante
  - Hugo Pérez - Tercera edición (2021) - Participante
- Campamento de verano
  - Noemí Merino - Primera edición (2013) - 3.ª finalista
- La casa fuerte
  - Maite Galdeano - Primera edición (2020) - 3.ª expulsada
  - Marta Peñate - Segunda edición (2020) - 8.ª expulsada
- Ven a cenar conmigo: Gourmet edition
  - Ismael Beiro - Cuarta edición (2018) - Participante
  - Nagore Robles - Cuarta edición (2018) - Ganadora
  - Suso Álvarez- Décima edición (2019-2020) - Participante
  - Sofía Suescun - Decimoquinta edición (2021) - Participante
- La última cena
  - Kiko Hernández - Primera edición (2020) - 9.º clasificado
  - Marta López - Primera edición (2020) - 9.ª clasificada
  - Kiko Hernández - Segunda edición (2021) - 2.º clasificado
- Bake Off: Famosos al horno
  - Nagore Robles - Finalista
- Solos/Solas
  - Sofía Suescun - Participante (2020)
  - Maite Galdeano - Participante (2020-2021)
  - Marta Peñate - Participante (2021)
  - Bea Retamal - Participante (2021)
  - Daniel Santos - Participante (2021)
  - Ariadna Sánchez - Participante (2021)
  - Almudena Martínez - Participante (2021)
  - Amor Romeira - Participante (2021)
  - Carolina Sobe - Participante (2021)
- Los vecinos de la casa de al lado
  - Beatriz Retamal - Primera edición (2024) - 11.ª expulsada
  - Maica Benedicto - Segunda edición (2025) - Ganadora
- Celebrity Game Over (Mtmad)
  - Beatriz Retamal - Primera edición (2022) - Ganadora
  - Amor Romeira - Segunda edición (2022) - Participante
- Por siempre o jamás (Mtmad)
  - Yolanda Claramonte - Primera edición (2022) - Ganadora
  - Jonathan Pérez - Primera edición (2022) - Perdedor
- Salseo Canario
  - Aritz Castro - Primera edición (2017) - Participante
  - Iván Madrazo - Primera edición (2017) - Participante
  - Lucía Parreño - Primera edición (2017) - Participante
  - Maite Galdeano - Primera edición (2017) - Participante
  - Marta Peñate - Primera edición (2017) - Participante
  - Omar Suárez - Primera edición (2017) - Participante
  - Raquel Lozano - Primera edición (2017) - Participante
- Sálvame Snow Week
  - Almudena Martínez - Primera edición (2016) - 3.ª expulsada
- Grande Fratello (Italia)
  - Aída Nízar - Decimoquinta edición (2018) - 4.ª expulsada
- Secret Story: Casa dos segredos (Portugal)
  - Amor Romeira - Sexta edición (2016) - 15.ª expulsada
- Amor a prueba (Chile)
  - Liz Emiliano - Primera edición (2016) - 3.ª finalista
- Resistiré (Chile)
  - Aída Nízar - Primera edición (2019) - Finalista
- La Granja VIP (Chile)
  - Javier Estrada - Primera edición (2005) - 5.º expulsado / Ganador

## Palmarés
| Edición                 | Fecha de emisión | Presentador          | Cadena    | Ganador         | Subcampeón                    | Tercer puesto      |
| ----------------------- | ---------------- | -------------------- | --------- | --------------- | ----------------------------- | ------------------ |
| Gran Hermano            | 2000             | Mercedes Milá        | Telecinco | Ismael Beiro    | Ania Iglesias                 | Iván Armesto       |
| Gran Hermano 2          | 2001             | Mercedes Milá        | Telecinco | Sabrina Mahí    | Fran García                   | Mari Arrabal       |
| Gran Hermano 3          | 2002             | Pepe Navarro         | Telecinco | Javito García   | Patricia Ledesma              | Kiko Hernández     |
| Gran Hermano 4          | 2002 - 2003      | Mercedes Milá        | Telecinco | Pedro Oliva     | Désirée Albertalli            | Rafa López         |
| Gran Hermano 5          | 2003 - 2004      | Mercedes Milá        | Telecinco | Nuria Yáñez     | David Gallardo                | Julián Mejías      |
| Gran Hermano 6          | 2004             | Mercedes Milá        | Telecinco | Juanjo Mateo    | Conrad Chase                  | Natacha Jaitt      |
| Gran Hermano 7          | 2005-2006        | Mercedes Milá        | Telecinco | Pepe Herrero    | Javier Varela                 | Raquel Abad        |
| Gran Hermano 8          | 2006             | Mercedes Milá        | Telecinco | Naiala Melo     | Laura Fernández               | Miriam Constantí   |
| Gran Hermano 9          | 2007             | Mercedes Milá        | Telecinco | Judit Iglesias  | Conchi y Pamela de los Santos | Rodrigo Urbina     |
| Gran Hermano 10         | 2008 - 2009      | Mercedes Milá        | Telecinco | Iván Madrazo    | Orlando Breyner               | Almudena Martínez  |
| Gran Hermano 11         | 2009 - 2010      | Mercedes Milá        | Telecinco | Ángel Muñoz     | Saray Pereira                 | Pilarita Gómez     |
| Gran Hermano 12         | 2010 - 2011      | Mercedes Milá        | Telecinco | Laura Campos    | Yago Hermida                  | Marcelo Ciriaco    |
| Gran Hermano 12+1       | 2012             | Mercedes Milá        | Telecinco | Pepe Flores     | María Sánchez                 | Daniel Santos      |
| Gran Hermano Catorce    | 2013             | Mercedes Milá        | Telecinco | Susana Molina   | Igor Basurko                  | Desirée Rodríguez  |
| Gran Hermano 15         | 2014             | Mercedes Milá        | Telecinco | Paula González  | Alejandra González            | Yolanda Claramonte |
| Gran Hermano 16         | 2015             | Mercedes Milá        | Telecinco | Sofía Suescun   | Aritz Castro                  | Niedziela Raluy    |
| Gran Hermano 17         | 2016             | Jorge Javier Vázquez | Telecinco | Beatriz Retamal | Meritxell Prieto              | Rodrigo Fuertes    |
| Gran Hermano Revolution | 2017             | Jorge Javier Vázquez | Telecinco | Hugo Sierra     | Rubén Valle                   | Christian Gabaldón |
| Gran Hermano 19         | 2024             | Jorge Javier Vázquez | Telecinco | Juan Quintana   | Óscar Landa                   | Ruvens Pérez       |
| Gran Hermano 20         | 2026             | Jorge Javier Vázquez | Telecinco | n/a             | n/a                           | n/a                |

## Audiencias
| Edición                 | Programas | Fecha de emisión | Cadena    | Espectadores | Cuota | Final |
| ----------------------- | --------- | ---------------- | --------- | ------------ | ----- | ----- |
| Gran Hermano            | 16        | 2000             | Telecinco | 7 811 000    | 51,2% | 70,8% |
| Gran Hermano 2          | 17        | 2001             | Telecinco | 6 697 000    | 42,1% | 60,7% |
| Gran Hermano 3          | 17        | 2002             | Telecinco | 5 158 000    | 34,1% | 44,9% |
| Gran Hermano 4          | 17        | 2002 - 2003      | Telecinco | 4 667 000    | 29,3% | 38,5% |
| Gran Hermano 5          | 18        | 2003 - 2004      | Telecinco | 4 267 000    | 27,2% | 35,6% |
| Gran Hermano 6          | 18        | 2004             | Telecinco | 4 607 000    | 29,7% | 34,0% |
| Gran Hermano 7          | 17        | 2005 - 2006      | Telecinco | 4 160 000    | 27,7% | 34,7% |
| Gran Hermano 8          | 17        | 2006             | Telecinco | 3 401 000    | 23,5% | 27,2% |
| Gran Hermano 9          | 17        | 2007             | Telecinco | 3 509 000    | 28,3% | 31,0% |
| Gran Hermano 10         | 19        | 2008 - 2009      | Telecinco | 3 784 000    | 25,9% | 31,6% |
| Gran Hermano 11         | 22        | 2009 - 2010      | Telecinco | 3 463 000    | 24,2% | 29,5% |
| Gran Hermano 12         | 22        | 2010 - 2011      | Telecinco | 2 627 000    | 18,5% | 22,2% |
| Gran Hermano 12+1       | 25        | 2012             | Telecinco | 2 972 000    | 20,6% | 28,2% |
| Gran Hermano Catorce    | 21        | 2013             | Telecinco | 2 572 000    | 18,4% | 20,7% |
| Gran Hermano 15         | 16        | 2014             | Telecinco | 2 710 000    | 21,4% | 27,7% |
| Gran Hermano 16         | 17        | 2015             | Telecinco | 2 844 000    | 23,1% | 24,6% |
| Gran Hermano 17         | 16        | 2016             | Telecinco | 2 192 000    | 19,6% | 19,3% |
| Gran Hermano Revolution | 14        | 2017             | Telecinco | 1 484 000    | 14,3% | 15,0% |
| Gran Hermano 19         | 16        | 2024             | Telecinco | 982 000      | 16,2% | 18,3% |
| Gran Hermano 20         | n/a       | 2025 - 2026      | Telecinco | n/a          | n/a   | n/a   |

## Polémicas
En 2017, la concursante de Gran Hermano Revolution Carlota Prado, que se encontraba en estado de embriaguez e inconsciente, habría sufrido en la casa un presunto abuso sexual por parte de José María López, su entonces pareja. Ante estos hechos, él fue inmediatamente expulsado de manera disciplinaria, mientras que ella salió del concurso y se reincorporó poco después por decisión de la propia concursante.
Dos años después, el diario El Confidencial publicó un vídeo en el que se mostraba cómo la organización trató el tema con la concursante, en este caso, enseñándole el vídeo en el confesionario de manera explícita. Así, a pesar de que el director general de la productora y productor ejecutivo del programa denunciara el caso en la Guardia Civil la misma noche en la que ocurrió el suceso, se creó un importante revuelo mediático. Como consecuencia, a pesar de que el formato ya no se emitía, varias empresas retiraron su publicidad de los espacios con la marca Gran Hermano, en este caso Gran Hermano VIP. Por ello, a raíz de la fuga de anunciantes, Mediaset y Zeppelin se pronunciaron al respecto lamentando sus errores y no queriendo interceder debido a que todo estaba en manos de la justicia. Como consecuencia, Mediaset también decidió no llevar a cabo la segunda edición de Gran Hermano Dúo, cuyo estreno estaba previsto para enero de 2020.

## Premios

### TP de Oro
| Año  | Categoría              | Resultado |
| ---- | ---------------------- | --------- |
| 2011 | Mejor reality          | Nominado  |
| 2010 | Mejor reality          | Nominado  |
| 2009 | Mejor reality          | Ganador   |
| 2008 | Mejor reality          | Nominado  |
| 2007 | Mejor reality          | Ganador   |
| 2006 | Mejor reality          | Nominado  |
| 2005 | Mejor concurso reality | Nominado  |
| 2004 | Mejor concurso reality | Nominado  |
| 2003 | Mejor concurso reality | Nominado  |

### Premios Joan Ramon Mainat
| Año  | Categoría                       | Resultado |
| ---- | ------------------------------- | --------- |
| 2010 | Mayor originalidad y constancia | Ganador   |